# Art chinois

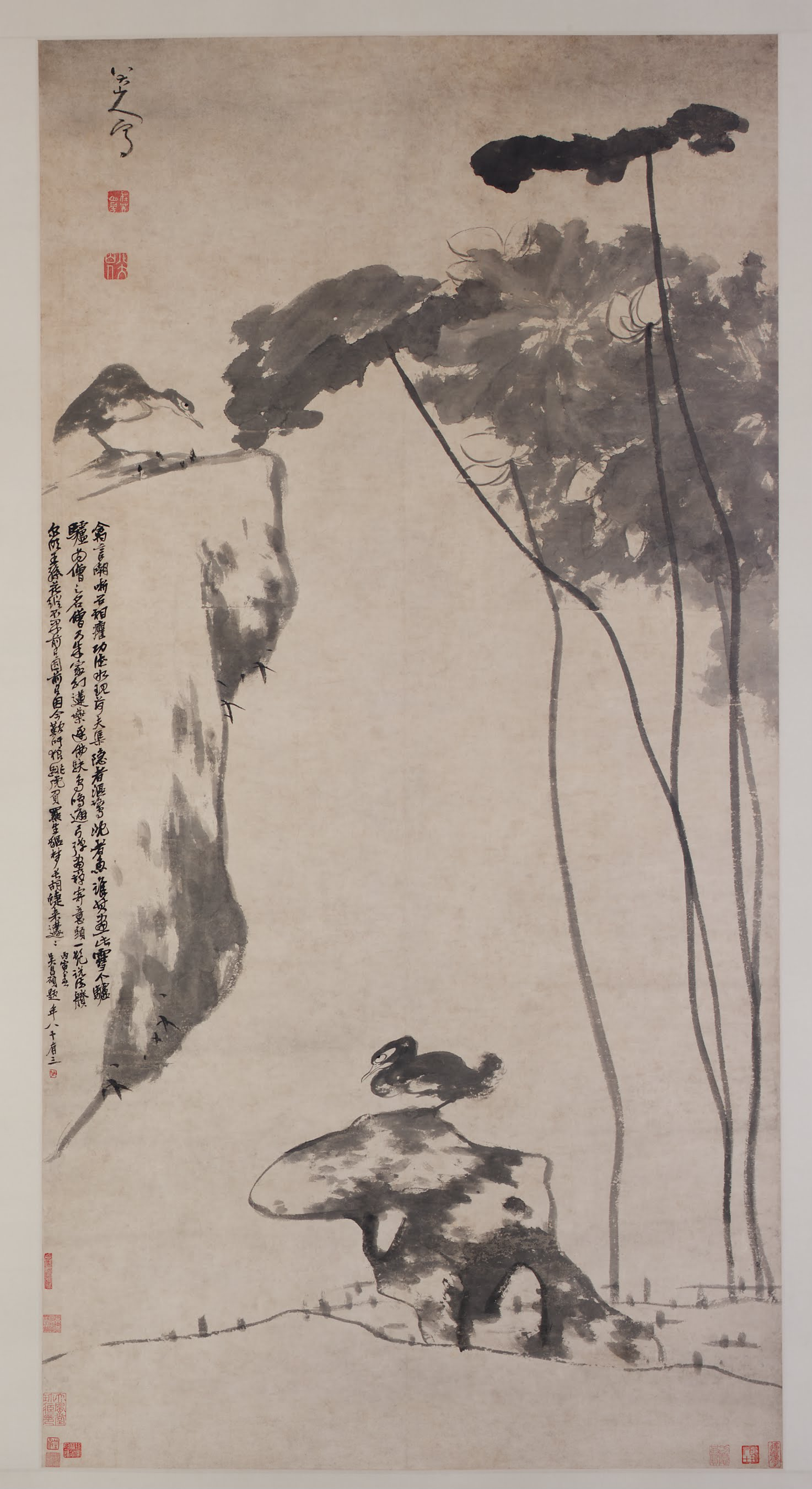
Zhu Da, Lotus et canards, vers 1696, rouleau vertical, encre sur papier,, Freer Gallery of Art. Washington

L’art chinois, recouvre l'ensemble des arts de culture chinoise dans le monde chinois et la diaspora. La conception occidentale de l'art est utilisée en Chine à l'époque moderne, dans son sens le plus large, pour aborder toutes les formes d'art pratiquées en Chine tout au long de son histoire.
L'histoire de l'art chinois, dans le déroulement chronologique, analyse les transformations de l'art, jusqu'aux pratiques actuelles. Ainsi, la préhistoire et l'Antiquité montrent déjà des traits spécifiques à la Chine : des terres immensément riches en lœss qui permettent une céramique chinoise inventive à usage quotidien et funéraire. La Chine, disposant de nombreux gisements de métaux entrant dans la composition de l'alliage du bronze, a produit de grandes quantités de bronzes, signes de pouvoir, et ils ont fait l'objet d'une recherche artistique et technique d'une grande sophistication. Les plus anciens textes chinois font allusion à la musique rituelle, où l’usage d’instruments en bronze et en pierre était encore important à l’époque de Confucius (551 - 479 avant notre ère). Les céramistes chinois se sont distingués par leurs céladons et leurs porcelaines (invention chinoise), en usage à la cour et rapidement commercialisés. Les pratiques funéraires de l'élite Han (206 avant notre ère - 220) ont aussi permis de conserver des laques et quelques peintures sur soie contemporaines des premiers grands recueils de poésie chinoise. La calligraphie chinoise est devenue l'art le plus noble pour les lettrés. De nombreuses stèles chinoises gravées et quelques textes soigneusement recopiés avec sensibilité en ont conservé le souvenir et ont servi de modèles pendant des millénaires.
Les céramiques peintes, les briques estampées et les peintures antiques conservées témoignent de la concision graphique typique des artistes chinois. Les artisans peintres, à la différence des peintres lettrés qui apparaissent ensuite, utilisaient abondamment les couleurs et traitaient tous les sujets décoratifs et religieux dans un style graphique précis. À partir de la dynastie Han une forme nouvelle d'art fut pratiquée par l'élite lettrée (dont les fonctionnaires) : pour eux peinture et calligraphie, à l'encre de Chine, devinrent des arts comparables. Les peintres lettrés du Xe au XIXe siècle se sont attachés à faire sentir le rapport intime de l'homme à la nature et au temps, dans des lavis à l'encre noire et aux couleurs légères, sur soie ou sur papier. Ce genre de peinture a fait l'objet d'une abondante littérature théorique et critique en Chine, dès les premiers temps, par les lettrés eux-mêmes. Le papier, autre invention chinoise, servit à imprimer toute une littérature en chinois par la gravure sur bois, ce qui permettait dans ces livres d'accompagner le texte par l’image. Le livre était très populaire, en particulier au XVIIIe siècle lorsqu'est né le théâtre-opéra chinois. La gravure s'est considérablement développée au XIXe siècle au contact des techniques occidentales. Au XXe siècle la gravure sur bois occidentale moderne, la peinture à l’huile et le cinéma chinois tout comme le réalisme (en république populaire de Chine) ont été utilisés par des artistes dans la voie du modernisme. Ces choix ont été retenus en Chine alors qu'en Occident la gravure sur bois ne marqua qu'un bref épisode du modernisme, que l'on expérimenta des procédés multiples où la peinture à l'huile n'était plus le signe de la modernité, et alors que le Réalisme ne caractérisa guère la modernité en Occident. Les artistes réfugiés en Occident, à Hong Kong et Taïwan ou après la révolution culturelle (1966 - 1976), ont pu réinvestir leur culture ou expérimenter des pratiques nouvelles. L’art contemporain chinois (surtout après 1990) a réagi rapidement aux productions artistiques de niveau international. Cela se manifeste par la nature et le contenu des œuvres, la multiplication des lieux et des moyens de diffusion de l’art en Chine et hors de Chine. La bande dessinée chinoise, manhua, trouve un public jeune et enthousiaste et le cinéma chinois, hongkongais et taïwanais est diffusé à l’échelle mondiale.
La littérature scientifique qui traite de l'art chinois ne traite pas, ou très peu, la musique, le mobilier, la littérature, la poésie et le théâtre chinois, les cinémas chinois, hongkongais et taïwanais ainsi que la bande dessinée, mais aborde l'architecture et le jardin chinois. Enfin les arts martiaux chinois qui relèvent des « arts », au sens ancien du terme, en tant que connaissance technique et méthode, ne relèvent pas de l'art chinois. Quant à l'usage du thé, gong fu cha il ne relève pas de l'art à proprement parler.

## La notion d'art et les mutations de la culture chinoise
Dans la Chine antique la notion la plus proche de notre notion d'« art » (à savoir 艺, yì, correspondant à nos anciens arts libéraux) s'appliquait à l'étiquette, c'est-à-dire aux rites (la musique, le tir à l'arc, la conduite des chars et les pratiques d'écriture : la poésie et la calligraphie) ainsi qu'au calcul et, au IVe siècle, à la peinture. Tandis que le domaine des « arts techniques » (shu) s'étendait de la divination à la médecine et de l'astronomie à la géomancie. Les deux notions se recoupaient en « technique des arts libéraux » (yishu) : toutes deux de natures intellectuelles, relevant de la compétence du lettré antique. Elles étaient distinctes du concept de « techniques manuelles » (jishu) associé aux métiers de l'artisanat. Tel était encore le point de vue de l'élite lettrée sous l'Empire, personnages ayant la culture des fonctionnaires et qui en avaient très souvent la charge, qui pratiquaient la peinture en non-professionnels, en plus de leur fonction administrative. Leur point de vue excluait, en peinture, toute notion de « réalisme » - « naturalisme » - « vérisme » et de décoratif (tous termes occidentaux qui disqualifient la peinture des artistes professionnels chinois car ils ne correspondent pas à des concepts chinois). Le lettré valorisait ce qui venait du cœur et méprisait ce qui témoignait d’un savoir-faire artisanal, besogneux. Cependant les distinctions n'étaient pas si tranchées : lorsque l'artisan devenait artiste et lorsque le lettré qui appréciait ce travail « naturaliste » et détaillé produisait dans le même esprit.
Pour un lettré une pratique artistique n'est jamais une distraction. L'étude et la copie, de peintures ou de calligraphies poétiques, ou le fait d'interpréter une ancienne œuvre musicale, sont des sources d'enrichissement au contact de personnalités mortes ou vivantes. L'activité artistique est revendiquée par les lettrés comme un acte de pensée (si) entendue comme émotion et raisonnement. Et les valeurs positives, dans le cadre général de la culture chinoise, qui caractérisent les œuvres des artistes professionnels (la référence, en particulier) peuvent être prises en considération, même depuis le point de vue actuel, car les artistes actuels continuent de faire référence à des traits de leur culture ancienne.
D'autre part, avec l’effondrement de l’Empire, au début du XXe siècle, une rupture radicale s'est opérée, alors que la tradition chinoise ne procédait pas par ruptures, plutôt par accumulation et approfondissement. Avec cette rupture et l'ouverture sur les cultures occidentales, les notions modernes nécessitaient l'invention de nouveaux concepts et un vocabulaire rénové.
L'art chinois actuel (le terme moderne : yishu, est fondé sur la connaissance de l'art à l'échelle globale, où le modèle culturel proposé par le système artistique occidental sert de référence,. C'est cette notion de l'art au sens large qui est utilisée dans cet article pour traiter tous les aspects de l'art chinois depuis les premières formes d'art jusqu'à aujourd'hui.

## Chronologie
Les chronologies culturelles et politiques ne correspondent pas systématiquement avec celles des pratiques artistiques et ce qu'elles représentent. Aussi l'article ci-dessous découpe l'histoire de l'art selon des périodes qui ne correspondent pas toujours avec les événements politiques.
- Les dates indiquées pour les périodes couvrant le Néolithique et l'Antiquité sont entendues comme antérieures à notre ère, sans qu'il en soit fait mention. Seules sont explicitées les dates proches de notre ère.

### Paléolithique... et Néolithique (duVIeau début duIIemillénaire avant notre ère)
La Préhistoire de la Chine a laissé de nombreuses formes que nous qualifions d'artistiques dans les cultures des chasseurs-cueilleurs du Paléolithique, puis au cours de la néolithisation et du Néolithique, en particulier la céramique et le jade, une pierre polie typiquement chinoise. Par ailleurs les plus anciennes céramiques actuellement découvertes dans le monde ont été découvertes dans la grotte de Yuchanyan, habitée par des chasseurs-cueilleurs. Quant aux fouilles archéologiques depuis les années 1920, longtemps concentrées dans le bassin du fleuve Jaune, considéré comme le berceau de l'ethnie Han, elles se sont étendues progressivement à d'autres régions surtout depuis les années 1980. Elles ont révélé, à côté de céramiques et de jades aux formes variées, une très grande diversité d'architectures préhistoriques ainsi que des pétroglyphes gravés ou peints, dont certains de la période paléolithique, sur l'ensemble des territoires qui sont devenus la Chine actuelle. La céramique joue aussi sur une grande variété de types présentant certaines similitudes pour certains sur des millénaires, mais souvent très différents au cours du temps et des lieux. Les potiers et les céramistes, plus généralement, ont fait preuve d'une très belle créativité dans ces très nombreuses cultures néolithiques, qu'il s'agisse des formes mais aussi des traitements de la surface, d'un point de vue fonctionnel ou ornemental. Enfin les peintures en ont recouvert une bonne partie, tandis que d'autres ont évolué sans cet apport supplémentaire.

#### Céramique chinoise néolithique

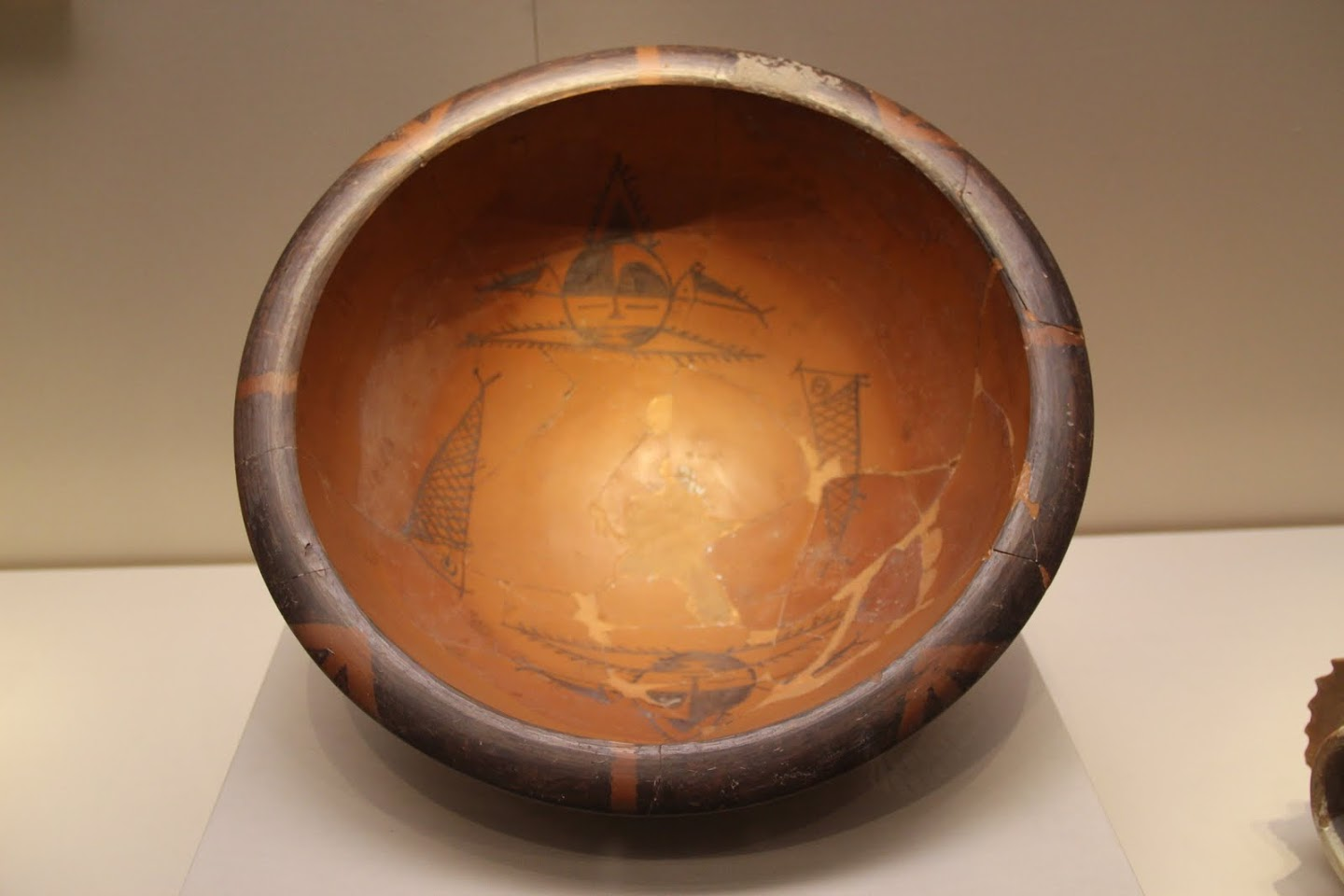
Bassin de type pen, terre cuite chamois, décor de masques ou de visages humains et de poissons à l’engobe sombre. Culture Yangshao, v. 4500, H. :16,4; D. :39,5 cm. Site de Banpo, Shaanxi. Musée du Shaanxi, Xi'an.

Les premières formes de peinture en Chine, faisant appel aux concepts de « cadre » et de « fond », ont été découvertes dans le bassin du Fleuve Jaune, dans sa partie médiane, avec les céramiques néolithiques de Yangshao (vers 5000-3000). Les trouvailles archéologiques comme celles du site de Banpo (vers 5000 ou 4800-3600), la période la plus ancienne de cette culture, comportent des terres cuites ; les premières n'étaient pas peintes mais présentaient des motifs cordés. Puis vers 4500, sur des poteries non tournées recouvertes d'un enduit rouge poli qui sert de « fond », les peintres ont tracé au creux des écuelles avec un pinceau fin chargé de couleur noire des têtes masquées et somptueusement parées. Les variations entre elles donnent aux créateurs néolithiques l'occasion d'inventions plastiques avec des motifs de poissons et des parures différentes les unes des autres, qui évoquent à certains anthropologues des emblèmes claniques. Une autre solution plastique consiste sur les vases à découper un « cadre », l'espace délimité entre la bande médiane et l'ouverture, après quoi l'artiste peut y répartir des formes figuratives géométrisées (comme à Majiayao) ou simplement géométriques. Dans cet espace fragmenté le motif de la spirale qui suggère si intensément le mouvement du monde revient souvent, dans le nord et le nord-ouest de la Chine comme à Banshan (culture de Yangshao), alors qu'à Miaodigou (culture de Yangshao) ce sont des formes courbes tendues et imbriquées, sur engobe blanc, qui produisent un effet de mouvement bien plus complexe encore.
Au nord-ouest, par le corridor du Hexi, des contacts répétés entre la culture de Qijia (2200-1600) et des populations d'Asie centrale (Andronovo, Seima-Turbino) ont permis d'introduire et de produire les premiers objets de bronze dans la culture chinoise, selon résultats de l'archéologie chinoise et internationale au cours des dernières décennies au Gansu et au Qinghai.

#### L'art du jade au Néolithique

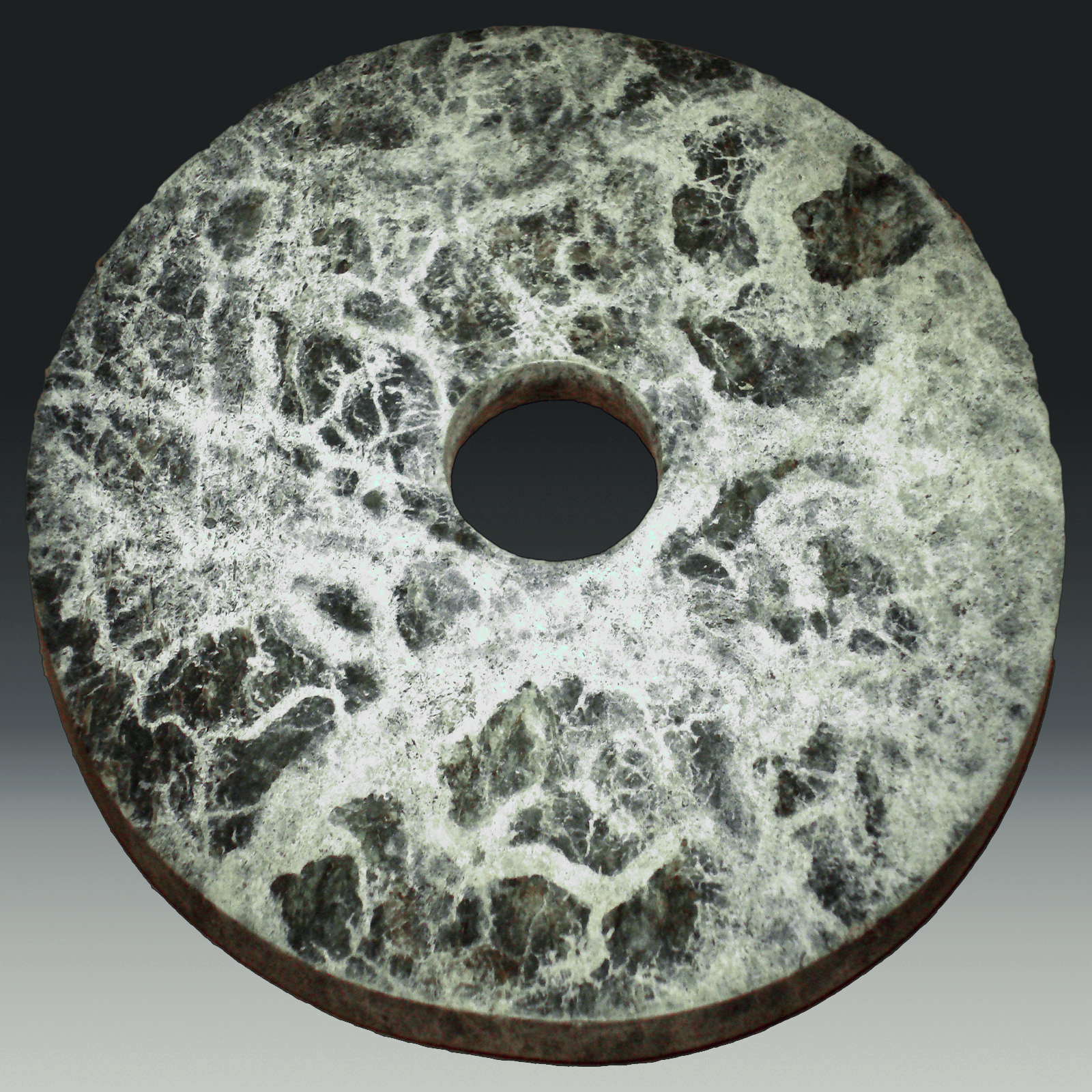
Disque bi de jade, site archéologique de Yuhang, Zhejiang, culture de Liangzhu, néolithique (3300 - 2200). Musée national de Chine, Pékin.

On peut parler d'un art du jade, tant les formes produites sont subtiles dans les cultures du Néolithique depuis l'embouchure du Yangzi (culture de Liangzhu) et jusqu'au Sud-est de la Mongolie. Cette pierre très dure est découpée suivant des formes géométriques pures et avec éventuellement des motifs semblables harmonieusement répartis, et le tout parfaitement poli. Ce travail ne pouvait se faire que par frottement, abrasion et polissage. La matière composite du jade, extrêmement dure, a été manifestement choisie en fonction de considérations symboliques qui valorisent la pureté associée à la dureté, et un grand nombre de valeurs propres à la culture chinoise.
La culture de Liangzhu (vers 4300 — 2400, région de Shanghai), déjà très stratifiée, a livré de nombreuses sépultures qui témoignent de l'exceptionnelle maîtrise atteinte par les tailleurs de jade dans les riches terres du delta du Yangzi. Ce savoir-faire a été célébré dès l'Antiquité où le réemploi des jades archaïques de Liangzhu se pratiquait souvent, avec parfois un travail complémentaire surajouté. Aujourd'hui les fouilles ont révélé la richesse extrême de ces tombes, où les corps étaient posés sur et sous un lit de jades travaillés, en forme de disques bi ou de tubes à section carrée, cong. On attribua au cours des temps qui suivirent, au jade, la propriété de protéger le corps le temps nécessaire à la migration vers le monde des ancêtres, ou mieux, parmi les immortels.
Avec son étrange forme tubulaire le cong, souvent recouvert de figures de masques de créatures hybrides, n'est pas unanimement considéré comme ayant eu le pouvoir d'établir un lien entre son possesseur et le ciel. Ce sens reste sujet à discussion. En ce qui concerne le disque bi, réalisé lui aussi en jade, il a été perçu à l'époque de la dynastie Han comme faisant référence à la cosmogonie ancienne : « le ciel tournant autour d'un pivot central, ainsi que le cycle des dix soleils », où le Ciel et le passage qu'empruntent les morts vers la demeure des « Immortels ». Des formes plus complexes posent encore d'autres questions. C'est le cas des objets désignés par le terme jue, des figures considérées couramment comme étant des représentations de « dragons »,.

### Les dynasties royales de l'Antiquité (1570 - 221 avant notre ère)

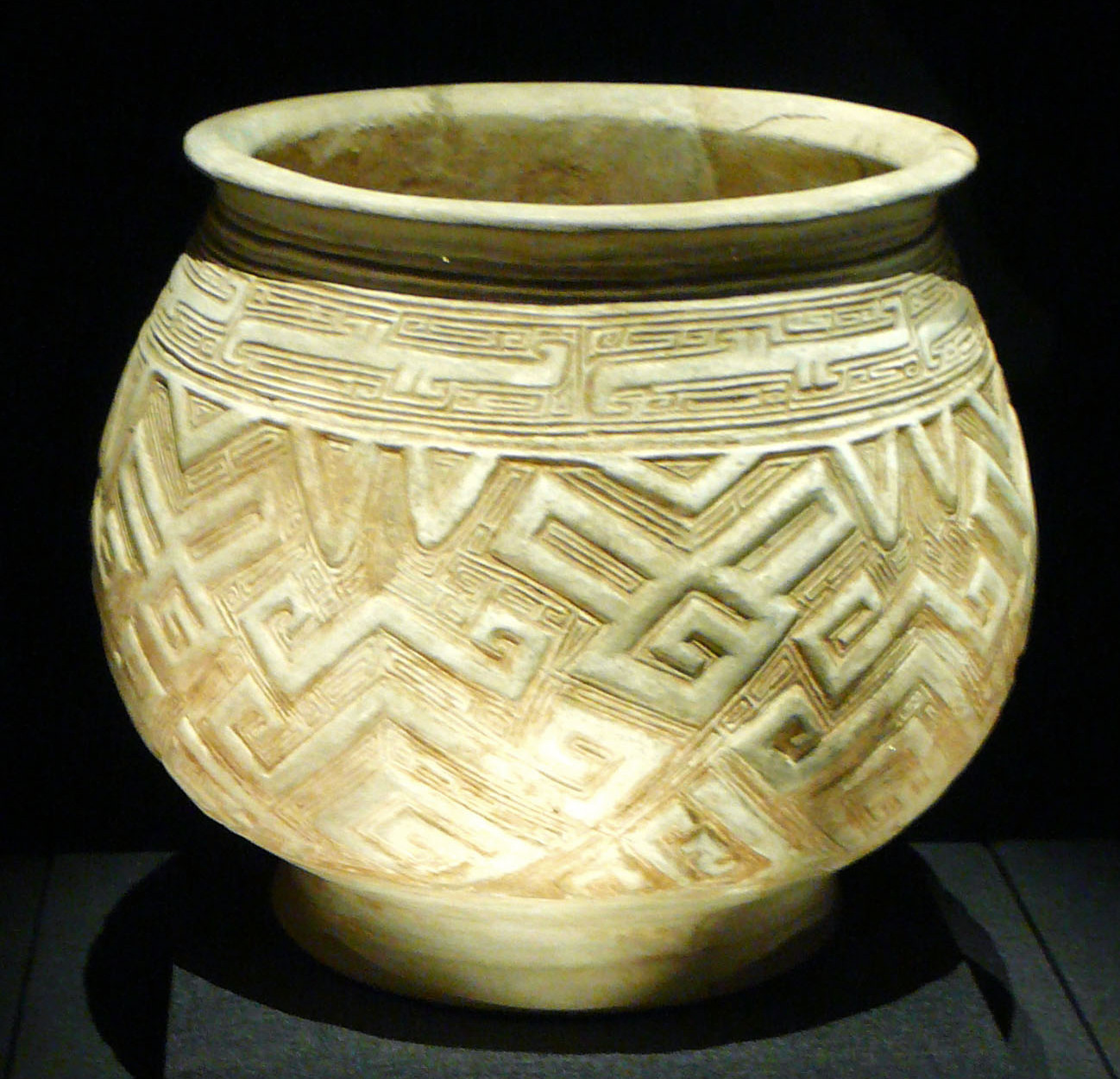
Vase de type bu à décor géométrique, terre cuite blanche (kaolin), fin de l'époque des Shang. Musée du Palais, Pékin

| Pouvoir en place                                      | Durée                                   | Durée                   |
| ----------------------------------------------------- | --------------------------------------- | ----------------------- |
| Dynastie Shang - Période d’Anyang                     | 1570 - 1045 1570 - v.1350 v.1350 - 1045 | 525 ans 220 ans 305 ans |
| Dynastie des Zhou de l'Ouest                          | 1045 - 771                              | 274 ans                 |
| Dynastie des Zhou de l'Est - les Royaumes combattants | 771 - 256 722 - 476 475 - 221           | 515 ans 246 ans 254 ans |

#### Dynastie Shang

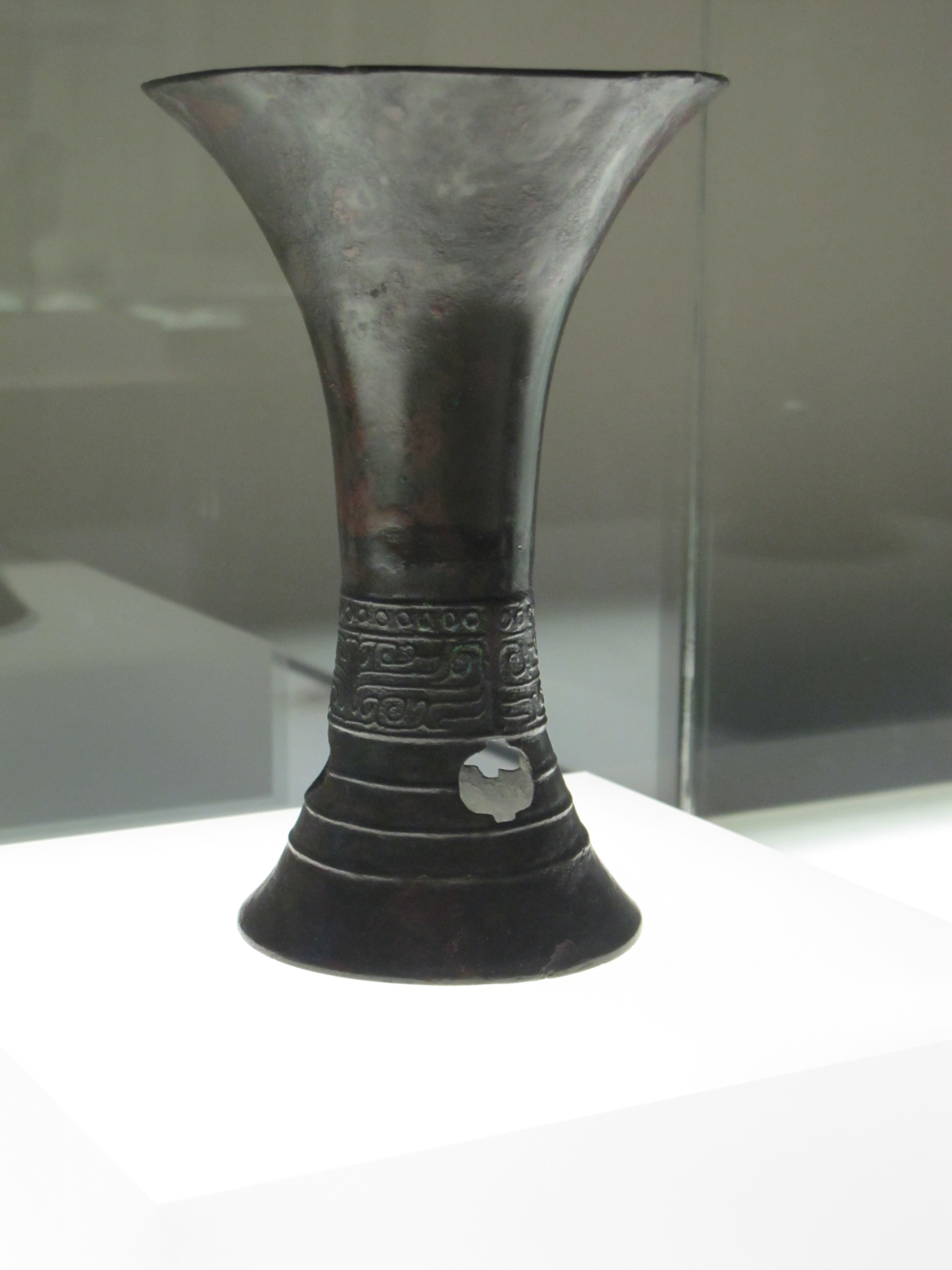
Vase gu pour les boissons fermentées. Bronze. Époque de Erligang (vers 1550 – vers 1300). Musée Cernuschi
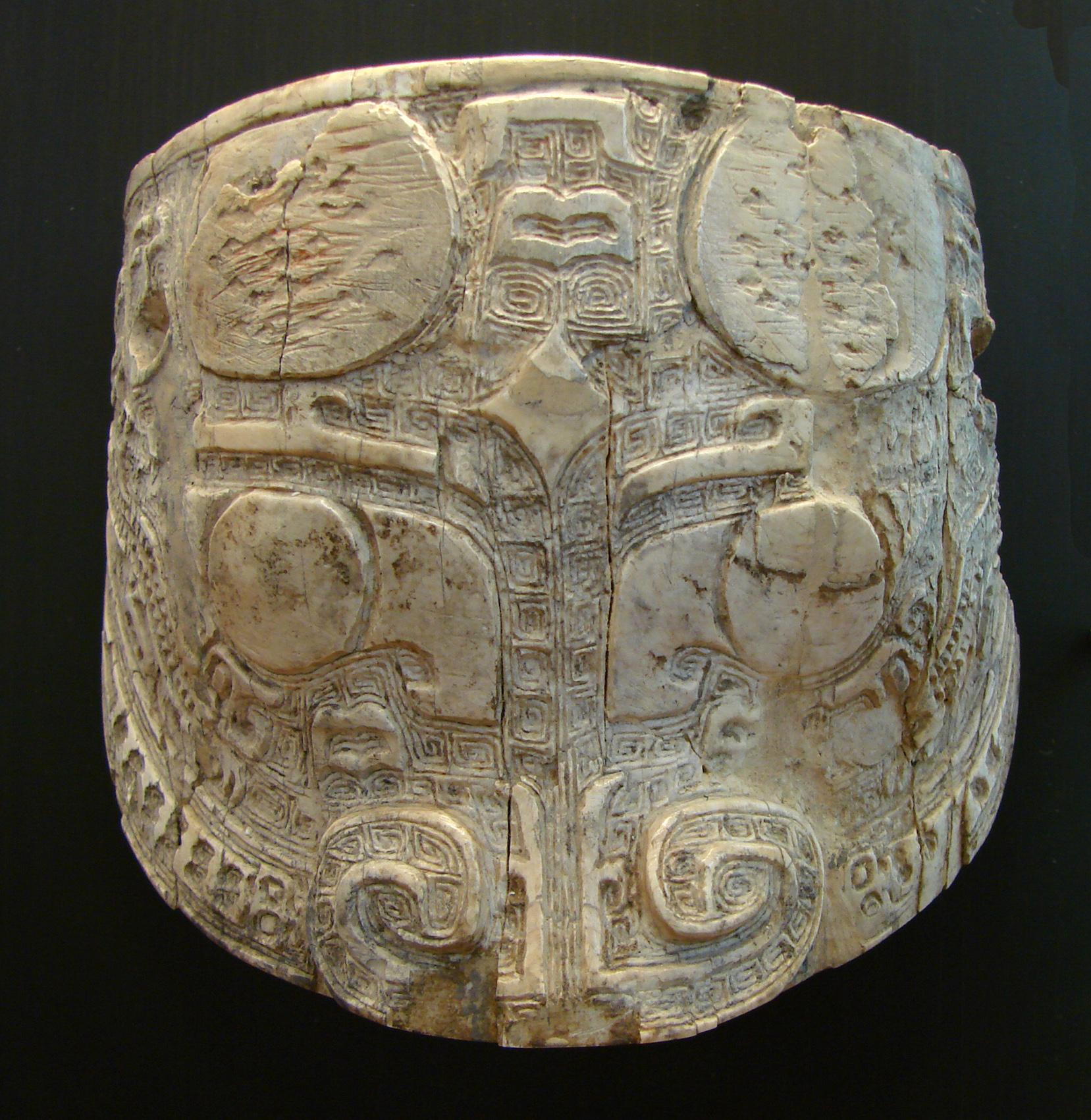
Masque taotie, ivoire. XIe siècle. Musée Guimet
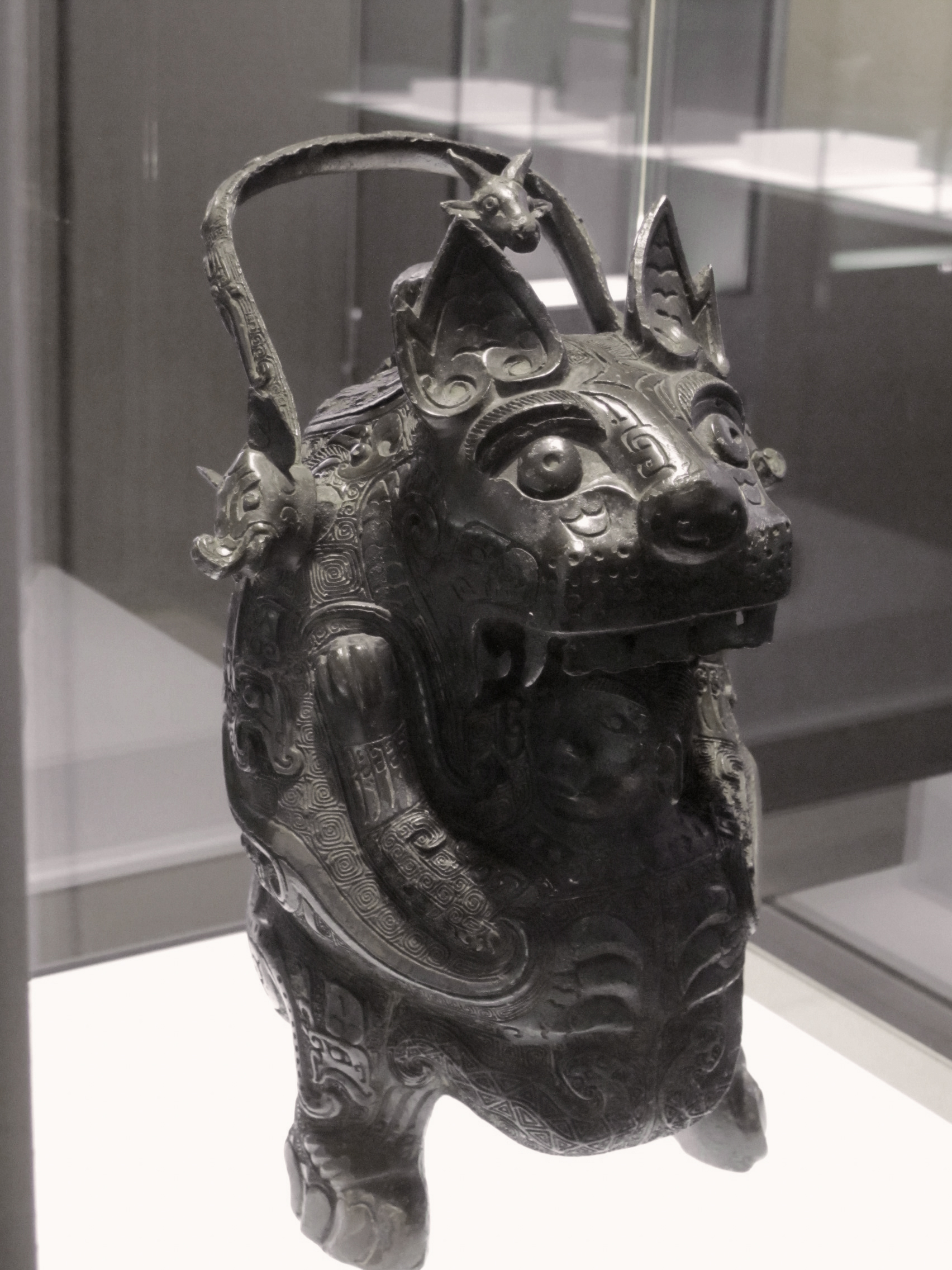
Vase you à conserver les boissons, dit : la Tigresse. Bronze, hors du territoire Shang[19]. Hunan, XIe siècle. Musée Cernuschi[N 9].
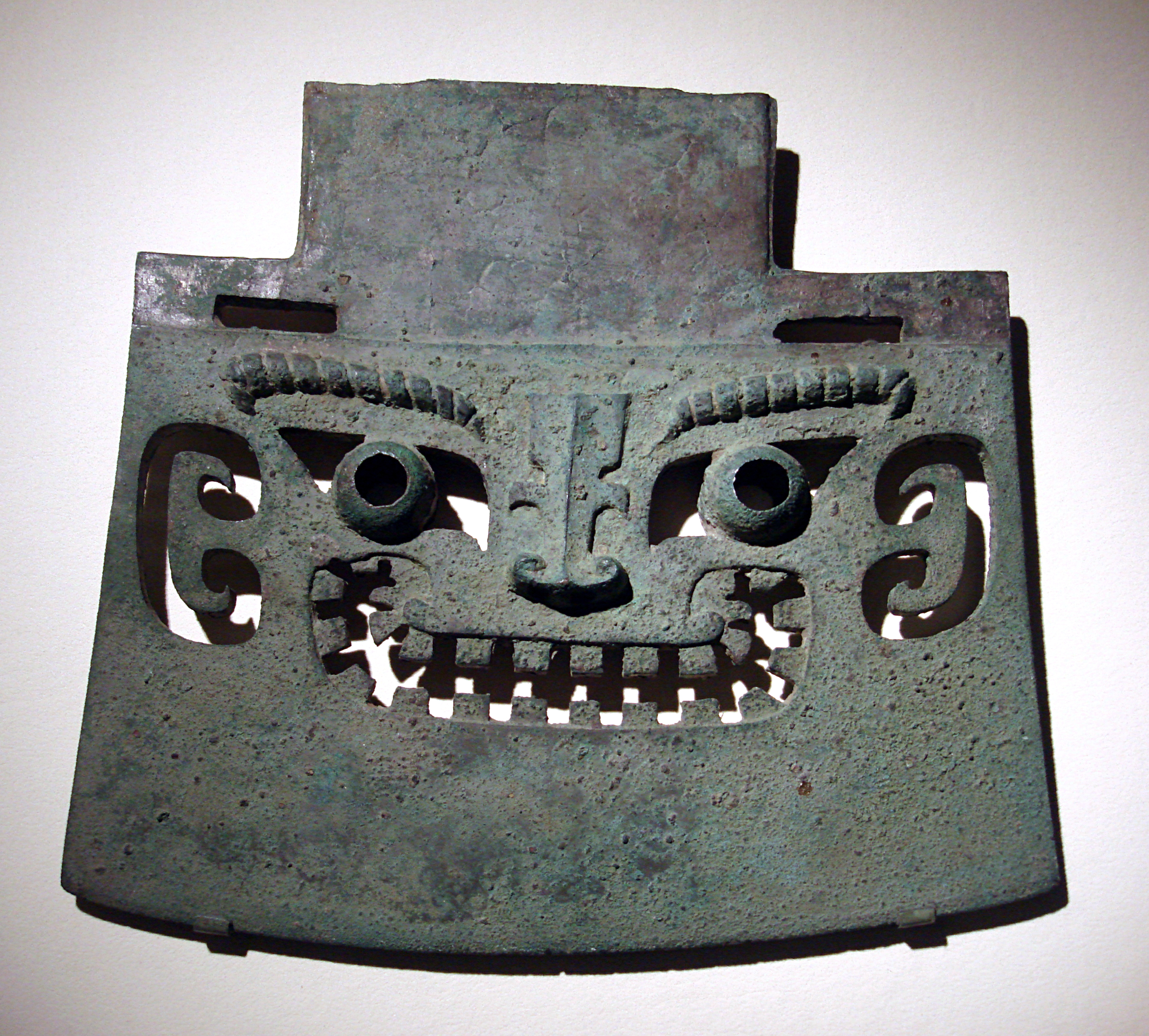
Hache d'armes, bronze. Fouille de Yidu, Shandong, 1956. Musée national de Chine, Pékin.

Cette période est caractérisée par l'apparition de l'art de la métallurgie qui passe par une parfaite maîtrise du bronze. Les formes pouvant être très épurées ou extrêmement complexes. Les bronzes ont été déposés en plus ou moins grandes quantités dans les tombes en fonction du statut de la personne inhumée, ils accompagnaient aussi des êtres vivants proches du défunt, femmes, fonctionnaires, serviteurs et animaux, immolés et couchés à proximité. Ces pratiques sont progressivement abandonnées sous les Zhou, les immolations étant peu à peu remplacées par le dépôt de figurines et de modèles de bâtiments en terre cuite peinte ou émaillée. Ces nouveaux types de dépôts funéraires (mingqi) se multiplient à partir des Zhou orientaux.
Sur le site d'Erlitou, Henan, ont été trouvés les premiers bronzes, obtenus par fonte et non par martelage, et ceci dès les premiers temps de l'âge du bronze chinois. La fonte, nécessitait la confection de moules et leur assemblage parfait. Cette technique évolua sur la longue durée tout en restant simple malgré l'extrême complexité des formes. Pour les parties en haut relief (Shang final, Anyang, 1250-1050), elles étaient coulées sur la forme générale donnée par la première fonte en utilisant la technique de la cire perdue.
Ces bronzes se sont bien conservés, étant entreposés avec soin sous forme de dépôts funéraires souvent très importants, les plus colossaux du monde antique : ils dépassent parfois 1,5 tonne en un seul dépôt. Bien que déterminées par leurs fonctions rituelles, leurs formes sont remarquablement variées. La hache d'arme, creusée de formes vides, effrayantes, était utilisée au corps à corps, en combat singulier entre chefs de clans. Ce type de hache était donc un objet symbolisant le pouvoir et l'autorité militaire. Ces haches, vases, coupes, plats et cloches de bronzes déposés dans les tombes portent dès les débuts des Shang, au Henan vers 1500, des décors tapissant où le motif du masque taotie permet souvent de composer l'ensemble en renforçant les effets de symétrie, les bandeaux, et le motif répété des spires anguleuses.
Environ un millénaire avant notre ère, dans l'actuelle province du Hunan, où se déploiera plus tard le royaume de Chu, d'énigmatiques vases de bronze à figures voient le jour. Dans un décor proliférant s’assemblent une multitude de figures et de motifs empruntés à tous les genres, humain et animal, taotie et « dragon kui », éléments naturalistes et signes stylisés. C'est le cas de la célèbre Tigresse, du Musée Cernuschi, à Paris, dont la fonction est restée à ce jour une énigme. Une autre énigme est apparue avec la découverte du site de Sanxingdui, au Sichuan qui repousse l'étendue des cultures du bronze très au-delà de ce qui était autrefois considéré comme le lieu originel de la Chine moderne. Dans cette dernière culture, au Sichuan, la figure humaine apparaît souvent, plus ou moins stylisée, alors qu'elle est quasi inexistante dans le bassin du fleuve Jaune jusqu'au Ve siècle avant notre ère.

#### Dynastie Zhou

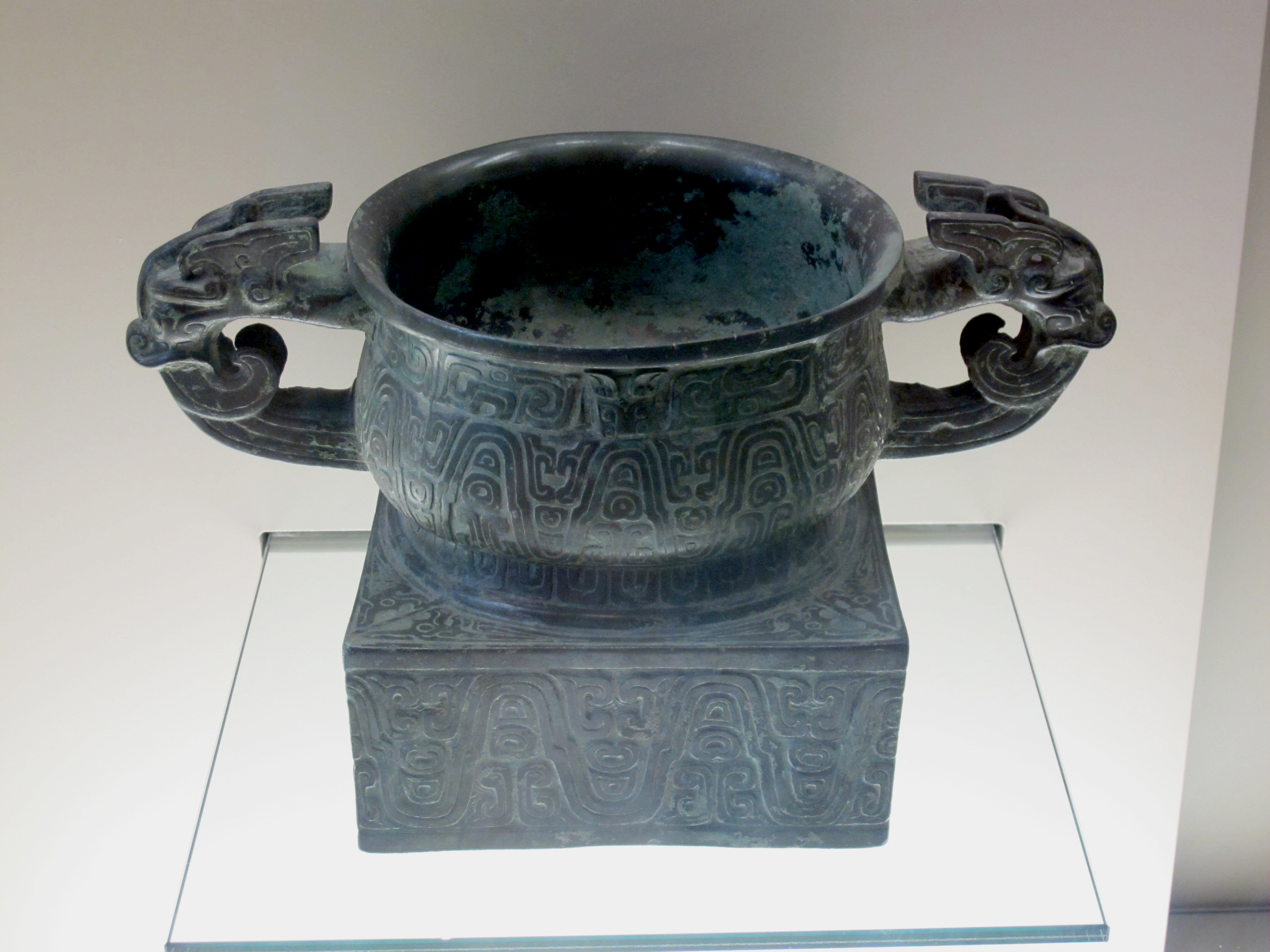
Vase gui pour céréales[N 12]. IXe siècle – début du VIIIe siècle. Dynastie des Zhou de l’ouest (v. 1050 – 771). Bronze H : 30 cm. Musée Cernuschi.
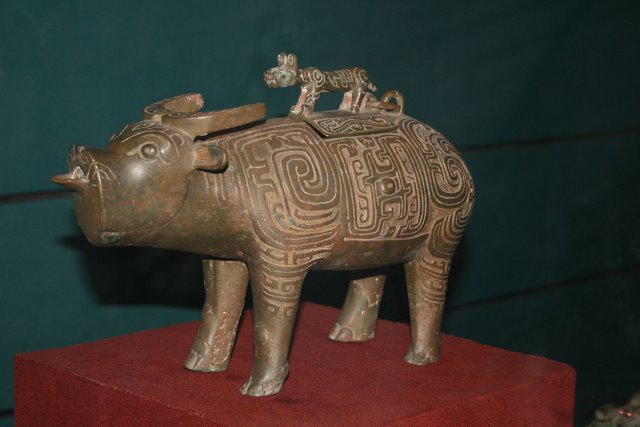
Vase zun en forme de bovidé surmonté d'un tigre[28]. Shanxi. Bronze, H : 24 cm, Printemps et Automnes, VIe siècle. Shaanxi Provincial Museum. Xi'an.
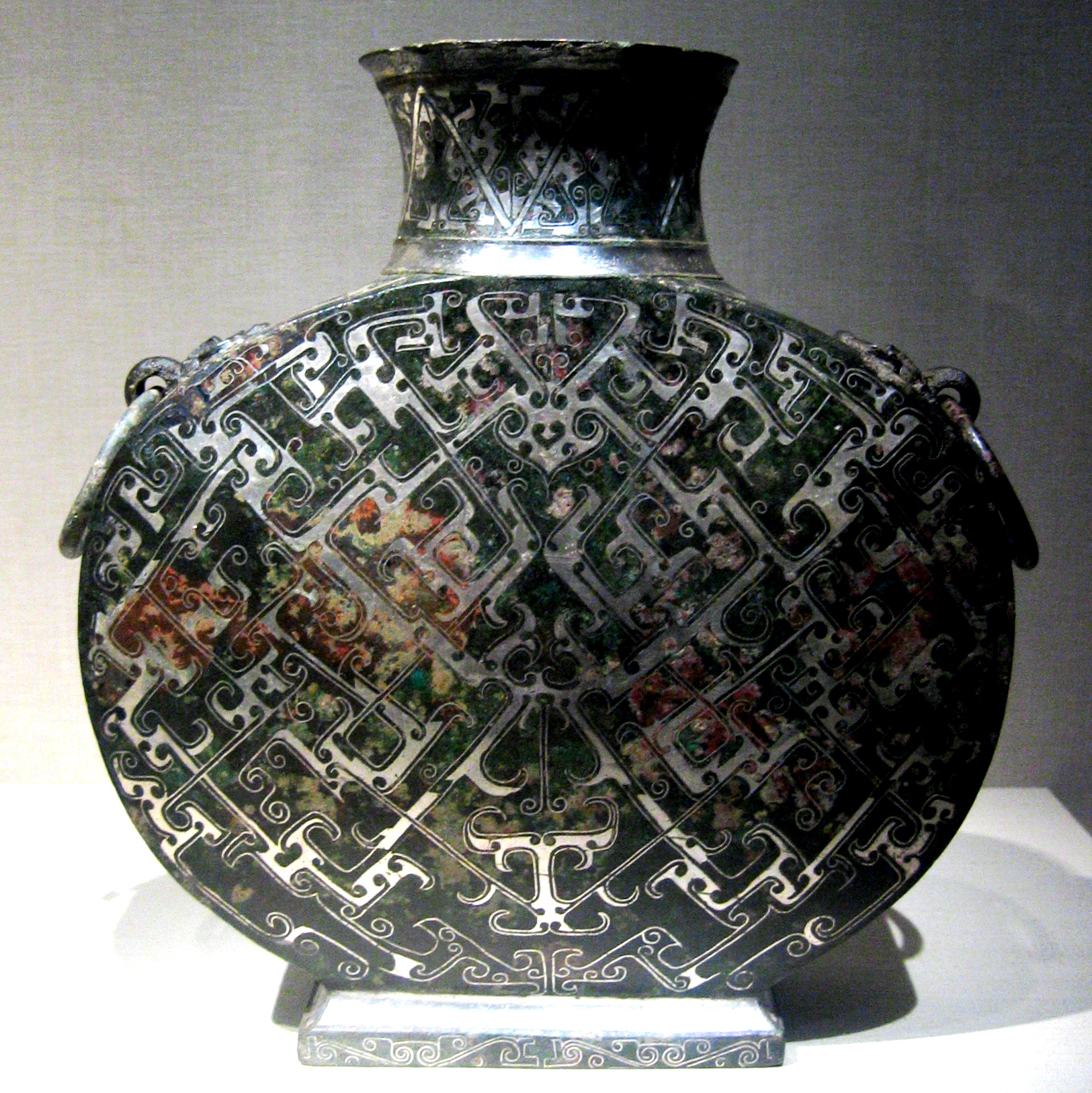
Royaumes combattants, fiole de bronze incrustée d'argent, H : 31,3 cm. Freer Gallery of Art, Smithsonian Institute. Washington.
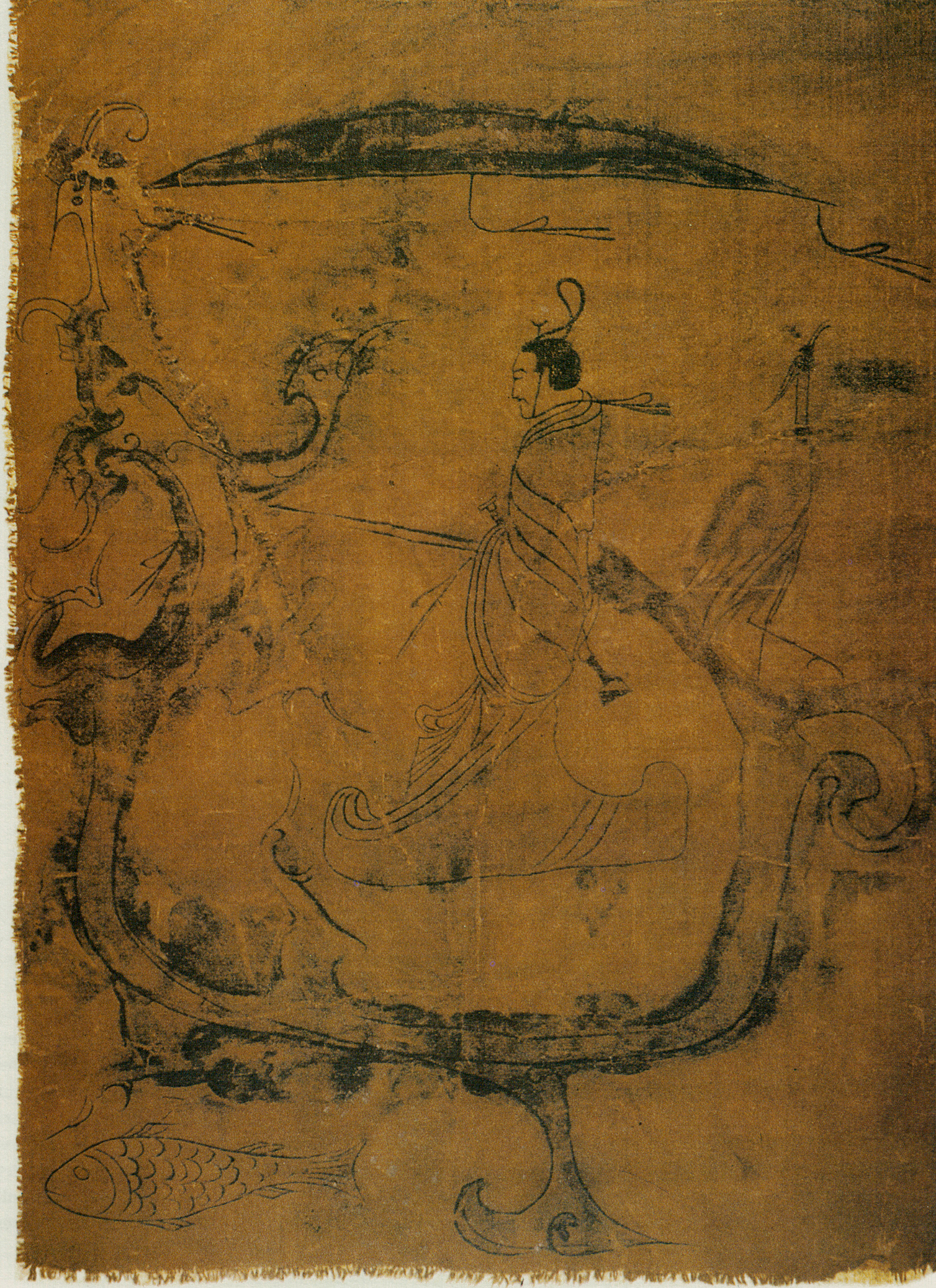
Gentilhomme chevauchant un dragon qui porte aussi une grue de bon augure. Un poisson les accompagne. Encre sur soie. IIIe siècle, 37,5 × 28 cm. Changsha Musée provincial, Hunan[N 13].

Il existe des différences significatives entre les œuvres d'art, surtout en bronze, des Zhou de l'ouest et celles des Zhou de l'est, qui leur ont succédé. À la fin de cette dernière dynastie, à l'époque des Printemps et Automnes et à l'époque des Royaumes combattants, les bâtisseurs des tombes de l'aristocratie ont réussi à préserver jusqu'à nous des matériaux fragiles. Sur ces supports, de laque et de soie, les artistes produisent des effets de style radicalement nouveaux. Ils sont moins portés, dans la dernière période (Ve siècle - IIIe siècle), vers la création de figures imaginaires et de formes « abstraites » que vers la représentation du monde visible.
Métallurgie d'art
L'art du bronze, dont nous conservons encore d'innombrables exemplaires aujourd'hui, poursuit des développements surprenants au contact de l'art de la laque qui devient, semble-t-il, l'art à la mode. L'art du bronze, comme on peut le voir ci-dessus dans cette fiole de bronze du Smithsonian Institute, parvient à en transposer les compositions et la surface dépourvue de relief. La métallurgie du fer apparaît à cette époque, sa rareté justifie qu'on l'enrichisse à l'occasion de cabochons de turquoise sertis dans l'or massif, dans une accumulation de motifs vermiculés et d'yeux qui évoquent des dragons.
Laque
Correspondant à l'époque des grands textes classiques de la littérature chinoise, des découvertes archéologiques exceptionnelles par le remarquable état de conservation de l'architecture funéraire et des objets ont mis au jour en 1978, à côté d'un monumental carillon de bronze, de magnifiques objets en laque, tapissé de figures et de formes géométriques. La tombe du marquis Yi de Zeng, au Hubei, a livré dans cette matière protectrice des cercueils, un mobilier et des objets couverts d'une foule d'oiseaux, de serpents et de créatures fantastiques au sein d'un univers formel composé de divisions géométriques rectangulaires et d'un jeu de variations sur des courbes tendues, parfaitement harmonieuses quoique déclinées à différentes échelles. Ce type de motif, produit par l'art contrôlé de la laque, se retrouvait aussi sur les tissus brodés et tous deux, laque et broderie, servaient de modèles aux bronziers dans une nouvelle conception du bronze, incrusté d'or et d'argent.
Peinture sur soie
Les plus anciennes peintures funéraires connues actuellement, du IIIe siècle avant notre ère, peintes à l'encre de Chine sur soie, ont été découvertes au pays de Chu. D'un pinceau rapide et elliptique les figures des défunts, debout et de profil, sont accompagnées dans leur voyage par des dragons, une grue et un poisson. Le mouvement y est efficacement suggéré par les attitudes, légèrement déportées vers l'arrière, et par les accessoires flottant presque à l'horizontale,.

### La Chine impériale (221 avant notre ère - 1912)

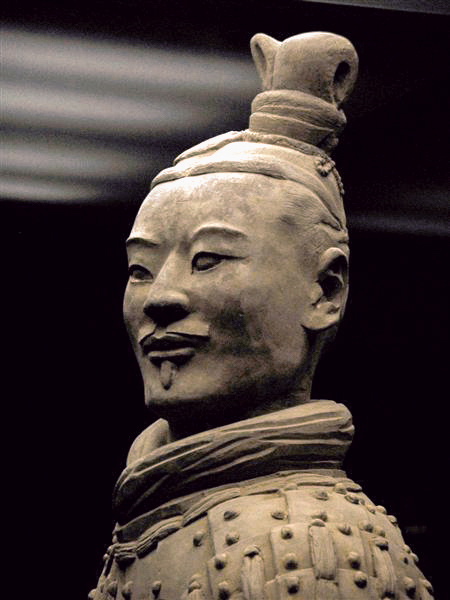
Arbalétrier (un genou à terre). H. : 125 cm.; poids 165 kg. Soldat du Premier Empereur. Terre cuite. Dynastie Qin (221-209). Tombe du Premier Empereur, Qin Shi Huang. Lintong, près de Xi'an, Shaanxi

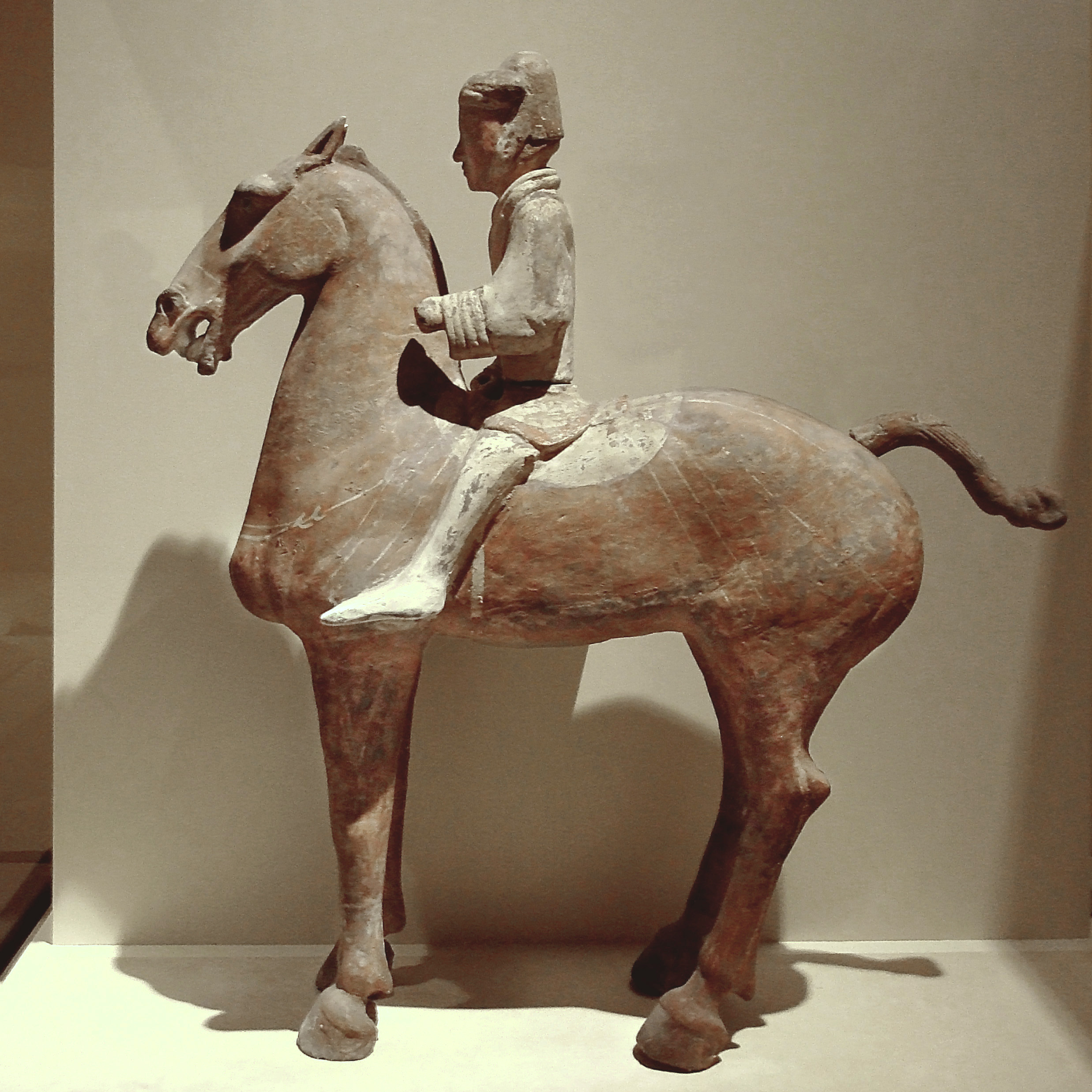
Cavalier, terre cuite peinte, H : 70 cm, Han occidentaux (206 avant notre ère - 9 de notre ère). Découvert à Xianyang, Shaanxi. Musée national de Chine, Pékin

| Pouvoir en place                                                                   | Durée                                 | Durée          |
| ---------------------------------------------------------------------------------- | ------------------------------------- | -------------- |
| Dynastie Qin Premier Empereur, Qin Shihuangdi                                      | 221 - 207 avant notre ère             | 14 ans         |
| Dynastie des Han occidentaux ou antérieurs                                         | 206 avant notre ère - 9 de notre ère] | 215 ans        |
| Dynastie Xin usurpation de Wang Mang                                               | 9 - 23                                | 14 ans         |
| Dynastie des Han orientaux ou postérieurs                                          | 25 - 220                              | 195 ans        |
| Trois Royaumes                                                                     | 220 - 265                             | 45 ans         |
| Dynastie des Jin occidentaux ou Jin antérieurs                                     | 265 - 316                             | 51 ans         |
| Dynastie des Jin orientaux Chine du Sud                                            | 317 - 419                             | 102 ans        |
| les Seize Royaumes Chine du Nord                                                   | 304 - 439                             | 135 ans        |
| Dynasties du Nord et du Sud                                                        | 386 - 589                             | 203 ans        |
| Dynastie Sui                                                                       | 581 - 618                             | 37 ans         |
| Dynastie Tang                                                                      | 618 - 907                             | 289 ans        |
| Période des Cinq Dynasties et des Dix Royaumes - Royaume de Khitan : Dynastie Liao | 907 - 960 907 - 1125                  | 53 ans 218 ans |
| Dynastie des Song du Nord                                                          | 960 - 1127                            | 167 ans        |
| Dynastie des Song du Sud                                                           | 1135 - 1279                           | 144 ans        |
| (Chine du Nord, Jurchen : Dynastie Jin)                                            | 1115 - 1234                           | 119 ans        |
| Dynastie Yuan                                                                      | 1279 - 1368                           | 89 ans         |
| Dynastie Ming                                                                      | 1368 - 1644                           | 276 ans        |
| Dynastie Qing                                                                      | 1644 - 1912                           | 268 ans        |

#### Dynastie des Qin (221 - 206 avant notre ère)
Le mausolée de l'empereur Qin, Qin Shi Huang (ou Shi Huangdi de la dynastie Qin), à Lintong, près de Xi'an (Shaanxi), découvert en 1974, ouvre sans cesse de nouvelles perspectives sur l'histoire de cette période et stimule l'étude des périodes précédentes. L'histoire de cette dynastie, fondatrice de l'unité de l'Empire, est, pour les Chinois et surtout depuis la découverte du mausolée, un sujet de reconstruction de « l'Origine » de l'histoire nationale de la Chine. L'enjeu étant situé sur ce plan il va sans dire que les débats sont multiples autour des trouvailles archéologiques confrontées aux textes de l'historiographie classique.
Sur plus de six cents fosses de toutes tailles détectées, l'armée de terre, contenue dans huit fosses, ne constituerait donc qu'un élément de ce complexe énorme.
Cette armée, à taille humaine (entre 1,75 et 1,85 m) est sortie des mains d'une « armée » de modeleurs expérimentés en coroplathie (ou coroplastie) qui ont utilisé des moules pour un grand nombre de parties. Les visages et les mains, en revanche, individualisés et détaillés, donnent l'impression d'une multitude de « portraits » expressifs, comme on peut le voir dans l'image d'un officier de l'armée de terre cuite. Ces statues, après séchage et cuisson à 1 000 °C dans une atmosphère réductrice, étaient mises en couleurs, des couleurs claires et vives mais qui disparaissent très rapidement à la lumière du jour

#### Dynastie des Han (206 avant notre ère - 220), Trois Royaumes (220-280)
- Calligraphie et peinture

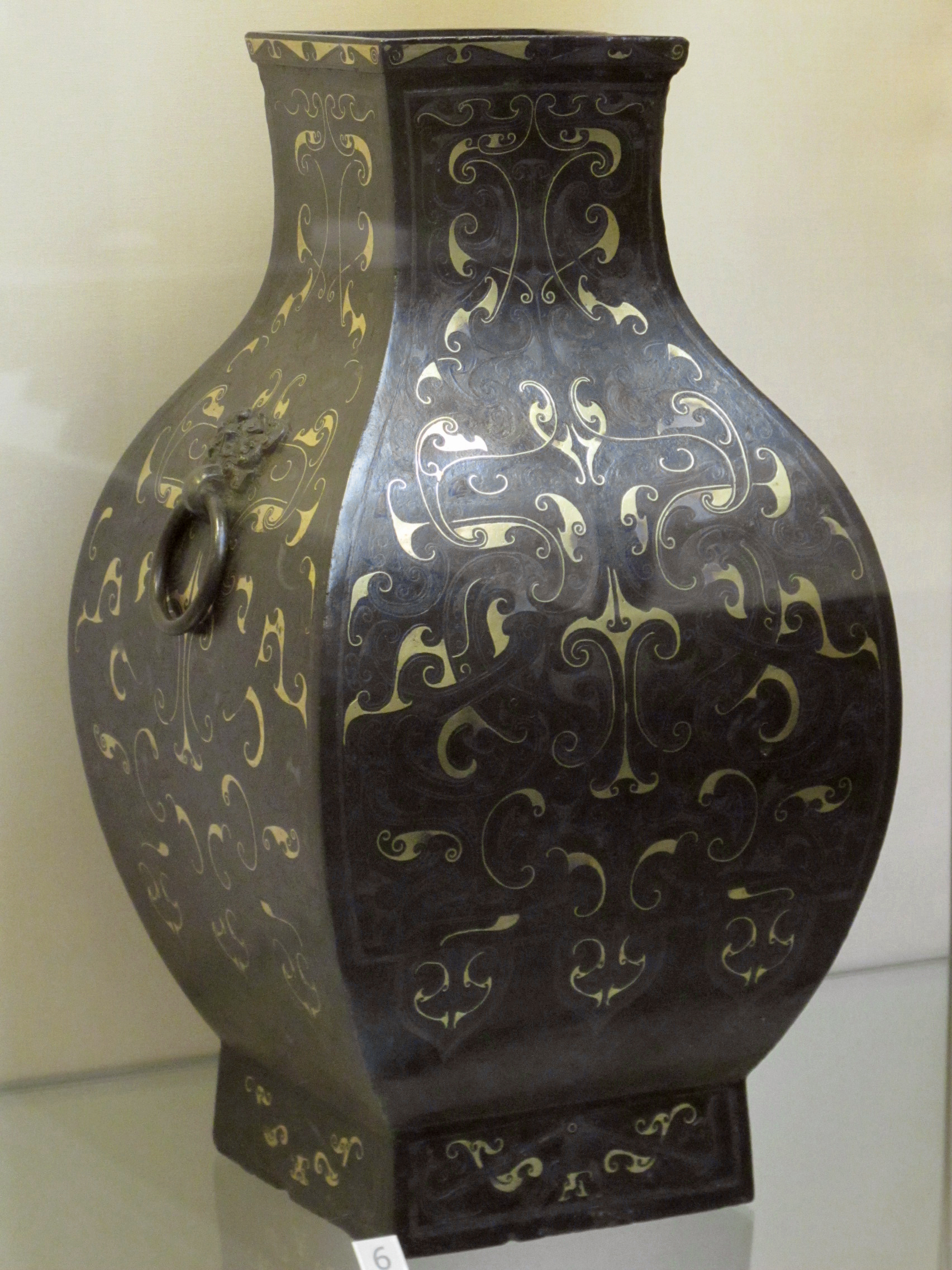
Vase à vin, fang ou hu carré. Bronze incrusté d'entrelacs d'or et d'argent. Han de l'ouest Victoria & Albert Museum

Sous la dynastie Han le système de recrutement des fonctionnaires (qui remplace peu à peu la succession héréditaire) est organisé sur la base de recommandations qui fait de la maîtrise de l'écriture le rouage indispensable pour le fonctionnement du pouvoir. Or l'instauration d'un nouveau pouvoir allait de pair avec la définition de l'orthodoxie calligraphique. La calligraphie, pour l'expression artistique ou pour la pratique de l'écriture, était intégrée au sein d'un système unifié afin de correspondre aux goûts personnels du souverain et aux exigences de son entourage à la cour. La calligraphie orthodoxe dans la pratique de l'écriture peut ainsi être définie comme un type d'expression calligraphique orienté par le pouvoir et en usage à la cour. De la même façon la musique chinoise traditionnelle prit un essor considérable sous l'empereur Han Wudi (140-87 av. n. é.) avec la création du Bureau de Musique Impérial qui fut chargé de superviser la musique de Cour, la musique militaire, et de décider des musiques populaires qui pouvaient être officiellement reconnues.
Le fait artistique central à la fin des Han découle donc directement de l'unification administrative du territoire commencée sous les Qin : l'écriture officielle a pris sa forme définitive et l'expression artistique par la calligraphie sera dès lors considérée comme le plus noble des arts à côté de la musique et de la poésie. La peinture est bien pratiquée mais c'est seulement au IVe siècle qu'elle sera considérée comme l'un des arts. Même si la peinture sous les Han peut employer des couleurs, l'essentiel réside dans le trait initial à l'encre qui définit la forme. La couleur vient ensuite. Peinture et calligraphie partagent donc les quatre trésors du lettré : pinceau chinois, bâton d'encre, pierre à encre (pour user le bâton d'encre et le diluer dans l'eau) et papier composé, en Chine, de fibres de lin et d'une proportion variable de divers composants dont le bambou. De la période Han on conserve quelques très rares peintures sur mur (de briques) et sur soie. La pratique lettrée de la peinture sur papier ne se généralisera que sous les Yuan.
Une importante découverte archéologique, en 1972, de trois tombes (186 - 168 av. n.e.) sur le site de Mawangdui (ou Ma Wangdui), à Wulibei, au Hunan, a mis au jour, avec de superbes laques en parfait état de conservation et trente-trois pièces de soie brodée, deux bannières couvertes de peintures (encre et couleurs sur soie). Celle qui est la mieux conservée évoque, dans l'espace vertical de la bannière, le cheminement de la défunte dans l'Au-delà, espace où les dragons, « qui engendrent et tiennent en vie le Cosmos et l'Empire » continuent d'avoir un rôle essentiel,,.
La période très tourmentée qui suit l'effondrement des Han, dite des Trois Royaumes, voit apparaître une pensée libre, tournée vers un taoïsme naturaliste, avec les Sept Sages de la forêt de bambous. Ceux-ci deviennent au Ve siècle l'objet de célèbres portraits posthumes qui ont été préservés, sous différentes variantes, dans des tombes. Ce qui montre le lien très fort qui existait alors entre art de cour et art funéraire.
- Sculpture et arts décoratifs

Dans la nouvelle structure politique, l'Empereur n'est plus un conquérant mais un « mandataire » de jure, un leader actif et une sorte de grand pontife garant de la continuité et de l'équilibre de l'empire. Dans le contexte de cet empire immense et unifié, le cheval, le coursier remplaçant l'animal de trait, est devenu un élément incontournable dans la conservation de l'intégralité de l'empire, voire dans son extension momentanée le long de la route de la soie. Dans la sculpture le passage d'un type robuste et corpulent, comme les cavaliers de terre cuite peinte du musée de Xianyang sous les Han occidentaux, à l'autre type sous les Han Orientaux, du cheval saisi dans la course, impétueux et plus fringant, appelé cheval volant, ce passage d'un type à l'autre se remarque clairement dans la sculpture de mingqi (substitut de l'animal réel, auparavant immolé) qui accompagne de plus en plus les fonctionnaires militaires dans leurs tombeaux. La catégorie du « naturel », on le voit par ces stylisations qui évoquent l'énergie de l'animal, n'a rien à voir avec notre « naturalisme », apparu dans l'art grec classique et réactivé à la Renaissance, même si la morphologie est globalement bien observée et transcrite. On trouve à cette époque divers types de stylisation dans le traitement de la figure du cheval sculpté avec les chevaux du Shaanxi, dont le cheval doré de Han Wudi, trouvé à Maoling (près de Xi'an en 1981, en passant par la tête de cheval qui hennit, du musée Guimet et jusqu'aux confins du désert de Gobi où l'on a découvert à Wuwei (Gansu) cet extraordinaire cheval volant, posé sur une seule patte, elle-même posée sur une hirondelle (très stylisée). Le cheval dans l'art chinois peut être vu comme une métaphore et le naturalisme y est secondaire.
La richesse des Han occidentaux succède à trois cents ans de difficultés politiques, économiques et spirituelles. Dans ces conditions les pratiques funéraires sont désormais réglementées pour éviter toute dérive et rivalité. La multiplication des figurines mingqi dans les tombes correspond ainsi à une poursuite des principes confucéens de modération et de respect de la vie. Dans le même temps les pratiques funéraires témoignent d'une poussée néo-taoïste, attentive à la vie en tant que flux. Les brûle-parfums en forme de montagnes couverte de nuages aux courbes en arabesques sont caractéristiques de l'époque Han. La fumée parfumée évoquait les nuées mobiles au-dessus des monts. Ce sont les premières représentations du séjour des immortels ou des âmes des défunts, le motif préféré des peintres lettrés de paysage au cours des siècles suivant. La ligne en arabesque évoque le mouvement des nuées, il est repris sur les vases à vin. Ces motifs apparaissent au moment où se met en place l'ensemble des valeurs artistiques liées à la pratique élitiste et savante de la calligraphie comme flux énergétique, et de nombreux calligraphes peintres et poètes feront parfois usage de vin en se retirant de la vie mondaine.
Dans les arts des Trois Royaumes les figurines en terre cuite mais aussi les couvercles des grès proto-céladons donnent l'occasion aux potiers de modeler leurs personnages avec un sens profond du geste naturel. C'est la vie au quotidien qui se retrouve encore dans les tombes sur les briques peintes, d'un pinceau vif et juste.

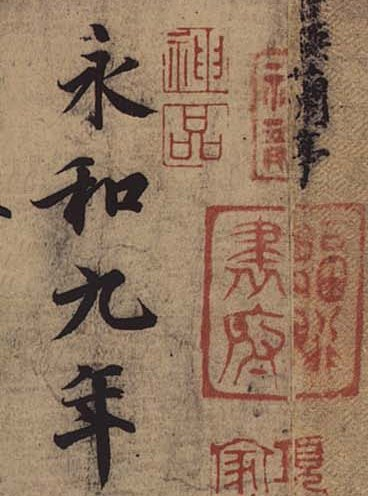
Détail d'une copie du Pavillon des Orchidées daté 353, Wang Xizhi. Écriture cursive, et sceaux. Encre sur papier, rouleau horizontal, l'ensemble. Musée du Palais, Pékin.

#### Dynastie des Jin orientaux (317 - 420) - Chine du Sud
Wang Xizhi (321-379 ou 303-361) sous la dynastie des Jin orientaux est resté le modèle, inégalé, du lettré (il était fonctionnaire militaire) tant par sa vie que par sa pratique artistique : poète, musicien et surtout calligraphe hors pair. Il subsiste de très bonnes copies de sa Préface aux poèmes du Pavillon des Orchidées qui montrent le travail de son pinceau « à la fois puissant, vif et mobile », en raison de la fonction exemplaire de cette œuvre. Les remarquables modulations du trait du pinceau qui distinguent ce texte ont servi à composer le Classique des Mille Caractères qui sert à enseigner les caractères chinois aux enfants. Dans le domaine de la peinture Gu Kaizhi (345 - v. 406), peintre de scènes narratives à nombreux personnages au sein des montagnes est aussi le premier à théoriser la pratique de la peinture de paysage.

#### Dynastie des Qi septentrionaux (550 - 577)

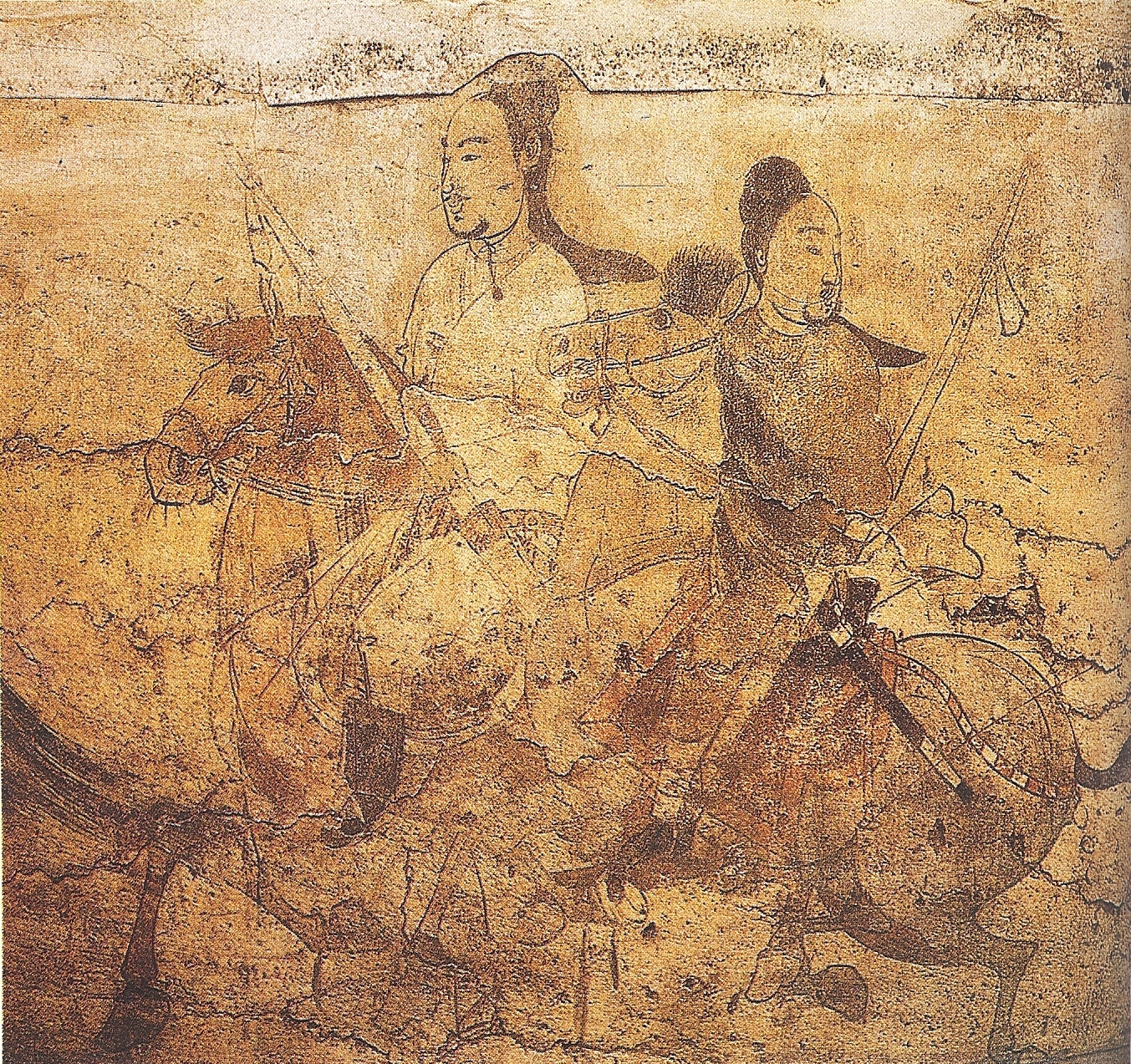
Cavaliers, H 160 env. accès à la chambre funéraire de Lou Rui, 570, Qi du nord, Taiyuan, Shanxi.

Cette très courte dynastie Qi du Nord apparaît de plus en plus comme le lieu — la Chine du Nord — et le temps où s'inventa la peinture officielle : celle qui depuis les Tang jusqu'au XXe siècle servit de référence pour penser la peinture officielle en Chine. Les portraits de deux gardiens de la chambre funéraire dans la tombe de Lou Rui (?-570), communiquent, d'un trait ferme, sur le mur, leur image individualisée, peut-être deux Tabghatch. C'est avec le dernier trait de pinceau que le peintre de cette époque donnait la vie au portrait par le regard. Un regard qui est étonnamment perçant et spirituel pour l'un des deux cavaliers. On semble y percevoir déjà la force du style (fengli) qui conduit harmonieusement l’ensemble des traits de pinceau, et la résonance spirituelle (qiyun) qui communique l’esprit du sujet dépeint. Certains vont jusqu'à y voir la main d'un très grand peintre de cour : Yang Zihua. La tradition, transmise par Guo Ruoxu (époque Song) a retenu pour cette dynastie, le nom de Cao Zhongda (originaire de Sogdiane), « réputé pour ses images rituelles indiennes » autrement dit : bouddhiques. Ce qui doit nous rappeler l'omniprésence de l'art bouddhique à cette époque, sous forme d'ensembles architecturaux, de sculptures et de peintures sur soie, murales ou sur les reliefs, et qui a quasiment disparu à la fin de la dynastie Tang à l'exception des grottes peintes. Récemment de superbes statues de Bouddha, polychromes, ont été découvertes au Shandong qui permettent des comparaisons avec leurs prototypes indiens.

#### Les dynasties Sui (581 - 618) et Tang (618 - 907)

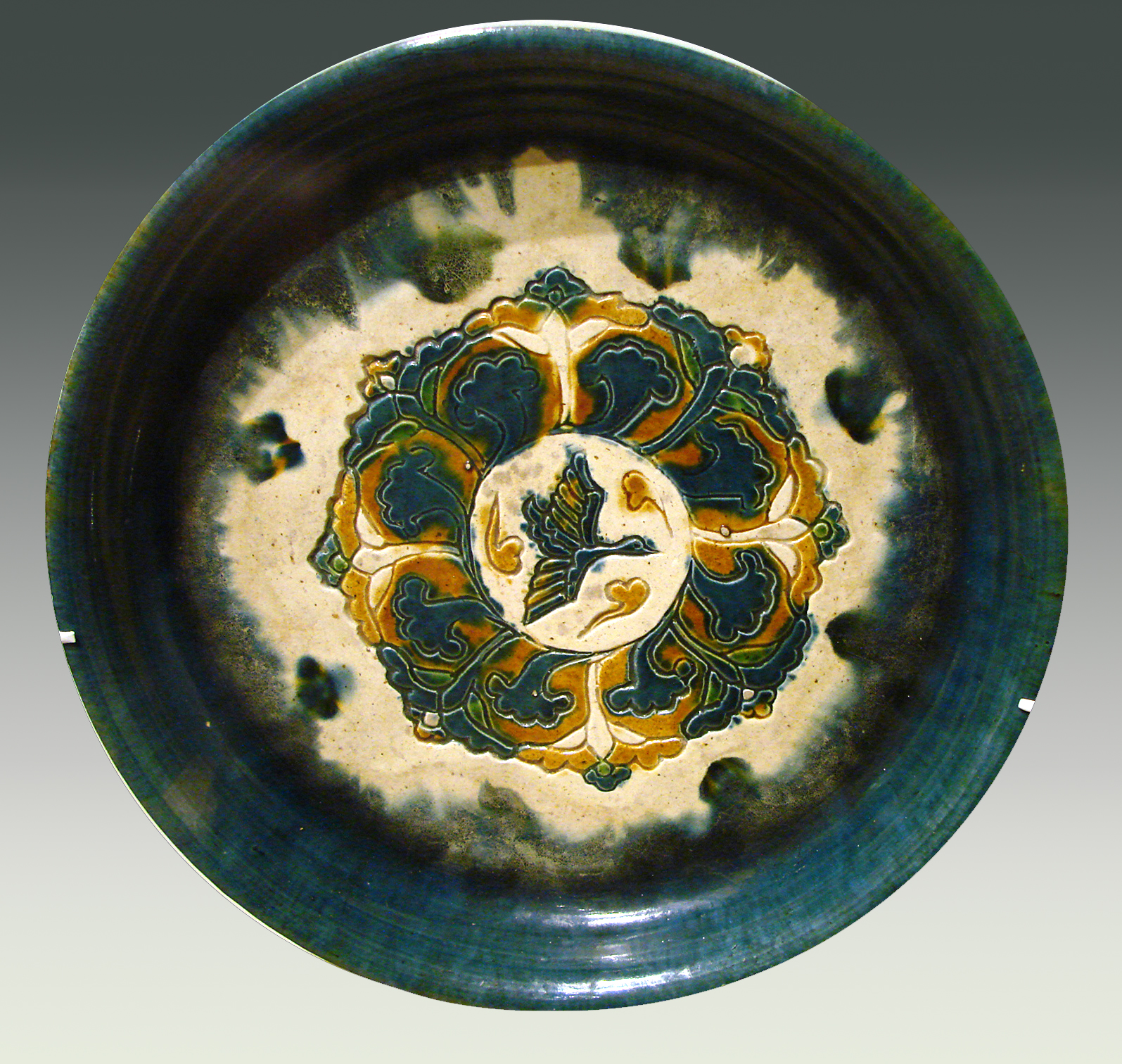
Plat à offrandes Tang d'inspiration sassanide, Chine du Nord VIIIe siècle, terre cuite à glaçures plombifères « trois couleurs » sur engobe, décor incisé. D. : 31 cm. Musée Guimet.
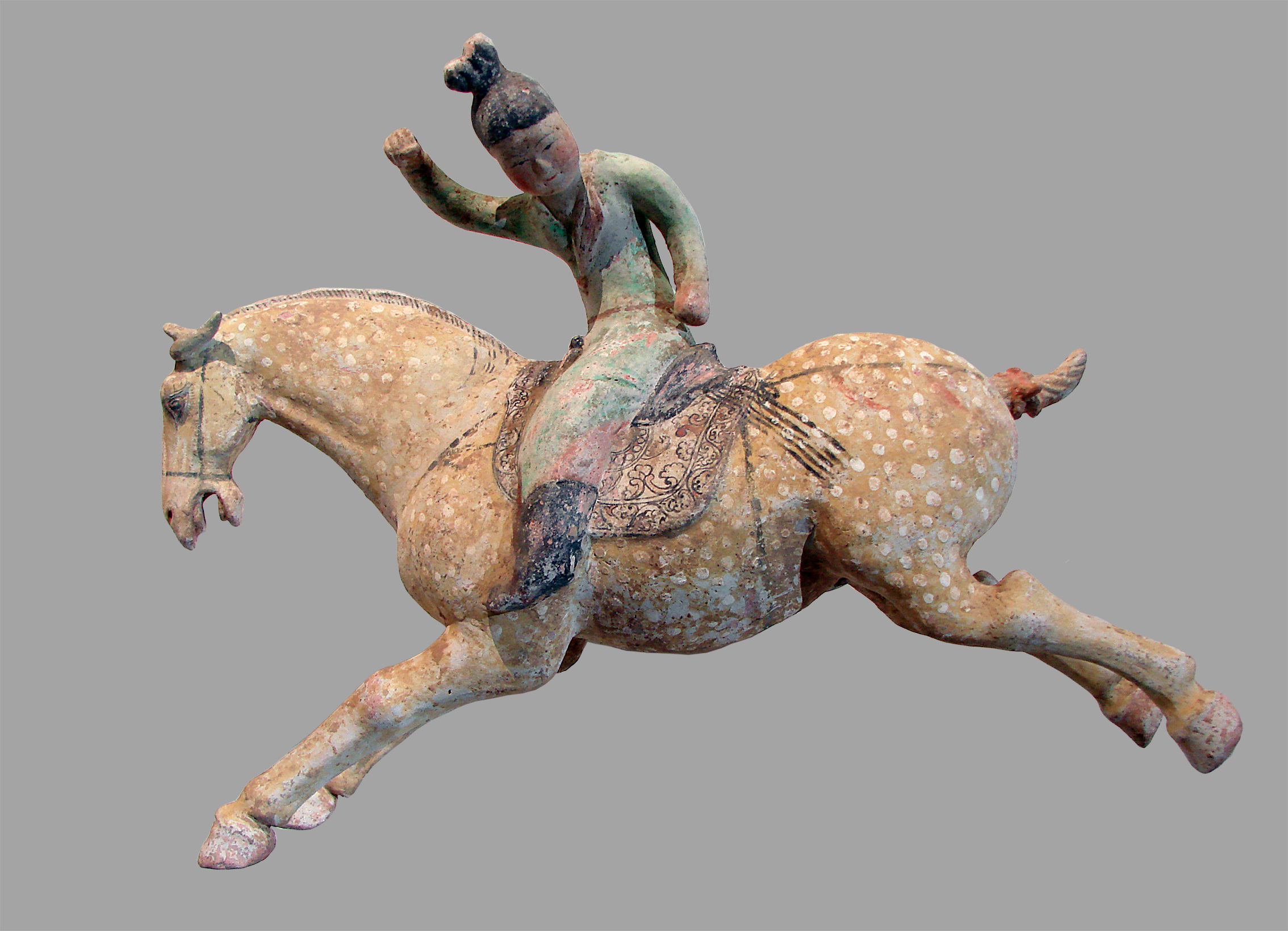
Joueuse de polo, terre cuite rouge, engobe clair et polychromie, H. : 31 cm, Tang, musée Guimet, Paris.
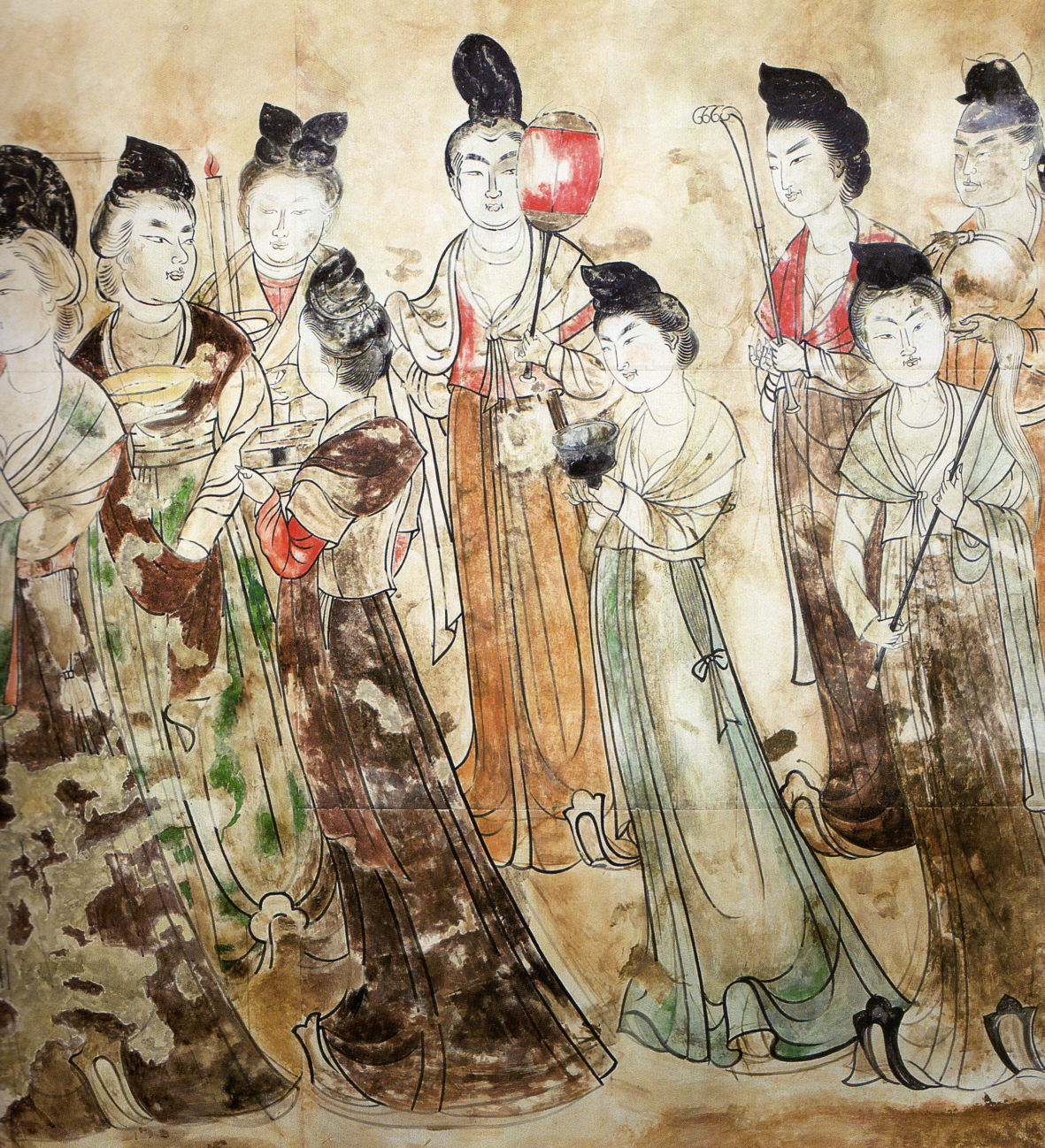
Porteuses d'offrandes. Couloir d'accès à la chambre funéraire de la princesse Yongtai, cortège de dames de la cour. VIIIe siècle Gaozong, cimetière. Qianling, Shaanxi.
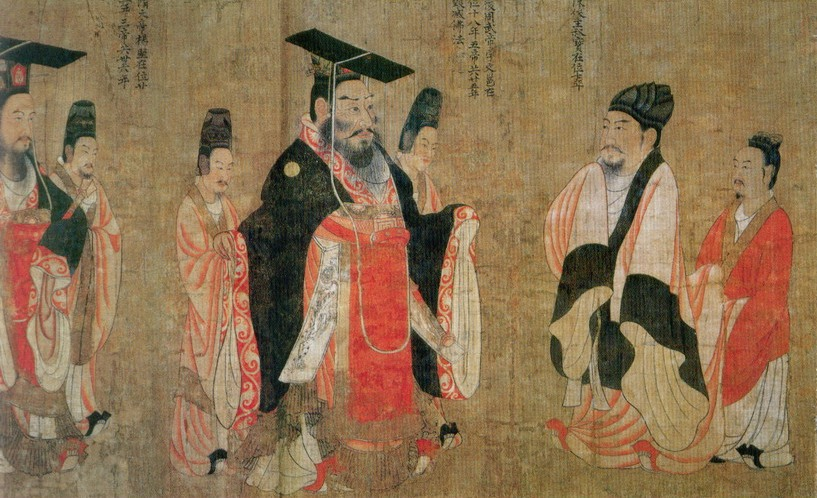
Attribué à Yan Liben. Section d'« Empereurs des dynasties successives ». Encre et couleurs sur soie, rouleau portatif. 51,3 × 531 cm, détail. Musée des beaux-arts de Boston.
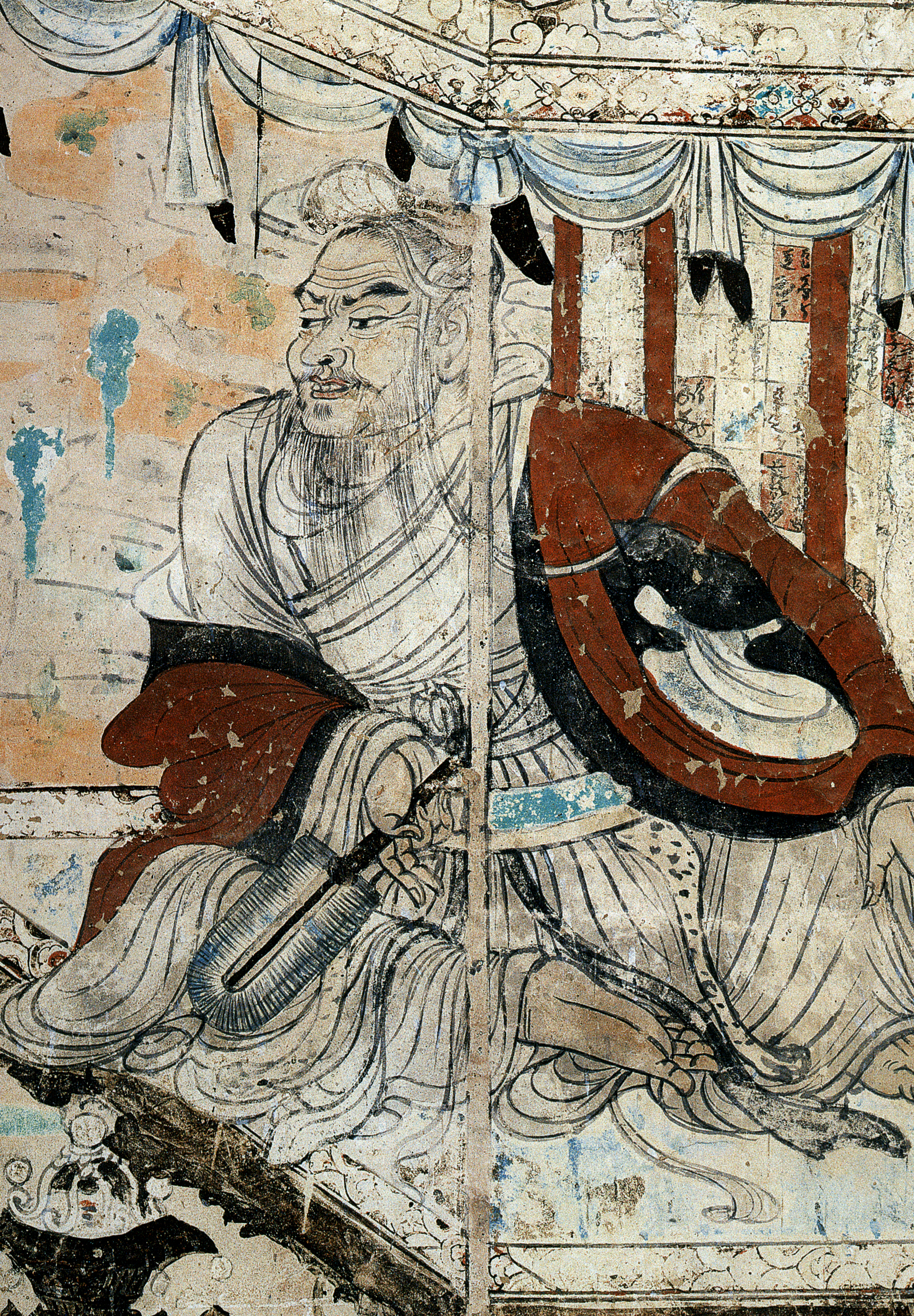
Vimalakirti, en train de débattre avec le bodhisattva Manjushri. VIIIe siècle Grotte no 103 de Mogao, Dunhuang. Gansu
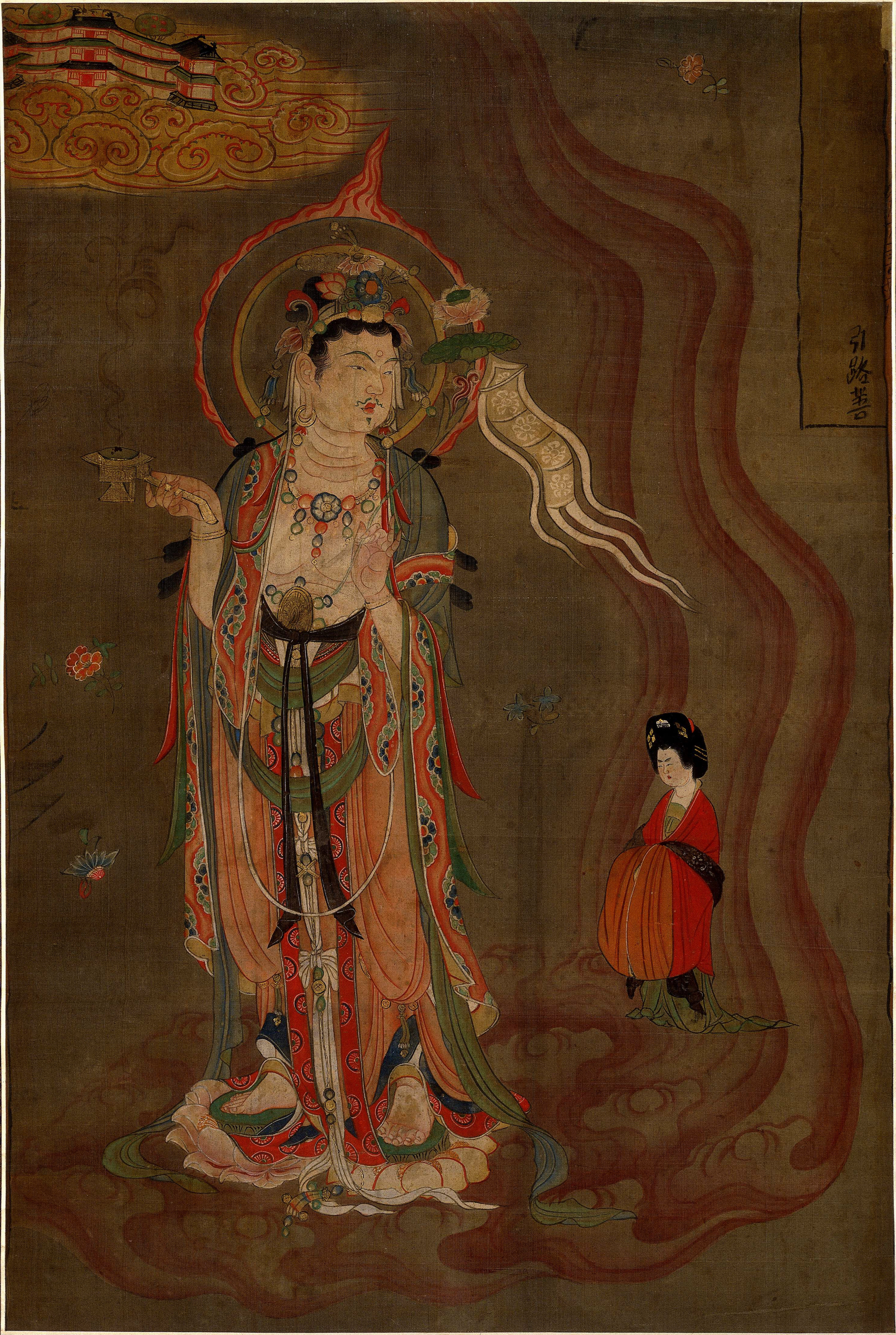
Bodhisattva montrant la voie. Couleur sur soie, 80,5 × 53,8 cm[58].. Dynastie Tang. Dunhuang. British Museum.

C'est une période exceptionnelle par sa créativité, la diversité des formes nouvelles et leur perfection. L'unification qui se réalise sous les Sui, après des siècles de guerres, apporta la prospérité à tel point que la Chine des Tang a été, du VIe au VIIIe siècle, le pays le plus puissant du monde médiéval. La capitale était Chang'an, l'actuelle Xi'an, et comptait plus d'un million d'habitants. Deux témoins architecturaux y subsistent grâce aux briques dont elles sont bâties : la Grande pagode de l'oie sauvage et la Petite pagode de l'oie sauvage qui montrent l'introduction, en architecture, des silhouettes de bâtiments massives venues de l'Inde par le bouddhisme. Les plus grands peintres de l'époque se voyaient confier des peintures murales, sur des architectures en bois, pour la plupart. Les peintures ont donc disparu par le feu sauf celles réalisées dans les tombes impériales de la dynastie Tang, et elles sont assez nombreuses, le mausolée de Qianling en particulier, aux environs de Xi'an.
- Peinture

La peinture de paysage shanshui, en général au trait d'encre et avec des rehauts de couleurs, apparaît dans les peintures funéraires, murales et polychromes, ou sur des rouleaux, par des reproductions qui en gardent le souvenir (la Maison de Wang Wei, par Wang Chuan, au musée des arts de l'Asie de l'Est de Cologne). Dans tous les cas, le paysage est subordonné à l'homme. L'espace est évoqué par des effets de frises, éventuellement superposées à claire-voie ou hiérarchisées. Un trait ferme sait caractériser formes et textures typiques : pins, rochers, montagnes y sont indiqués par des touches ou hachures variées (tombe du prince Jiemin) et quelques passages nuancés suffisent pour suggérer un espace naturel indéfini.
Avec les peintres Wu Daozi (680-740) et Wang Wei (701-761) se développe une pratique picturale monochrome dont toute la valeur tient dans la qualité et la richesse des jeux d'encre, en particulier avec le lavis d'encre, plus rapide et expressif que la peinture au trait. Cette pratique sera renouvelée dans la peinture lettrée, en particulier dans le paysage philosophique de l'époque Song avec Fan Kuan et ses successeurs, mais aussi dans la peinture de figures, comme celle de Liang Kai des Song et toute la peinture d'inspiration chan.
Dans l'art du portrait, Yan Liben (v. 600-673), s'attache aux accessoires significatifs du rang dans l'aristocratie ou pour en préciser l'origine étrangère. Il détaille d'un trait ferme ce qui parle du statut de l'individu, par son attitude et sa silhouette. Sous les Tang, le cheval, parfois portraituré, est omniprésent en peinture et en céramique.
- Sculpture et arts décoratifs

Le cheval rapide, importé de Bactriane, si nécessaire dans la guerre interminable contre les voisins du Nord et de l'Ouest, accompagne les morts sur les murs peints ou déposé en modèle réduit, sous forme de céramique funéraire (mingqi) à côté du défunt parmi les images de serviteurs et de danseuses élégantes. Ces magnifiques coursiers, montures de femme pour le jeu de polo (récemment introduit avec la mise au point de la selle) ou dans une position de repos, comme en attente de leur propriétaire pour un dernier voyage, dans ce type de céramiques chinoises inaugurées sous les Tang et dont les glaçures ruissellent, sancai : céramique dite aux « trois couleurs ». Le cheval en viendra vite à incarner les plus hautes valeurs humaines. Ainsi la peinture attribuée à Han Gan, connue comme Lumière éclairant la nuit, évoque déjà les qualités de l'homme à travers l'image de l'animal.
Dans le domaine de la céramique précieuse, déposée dans les tombes, on décèle à l'époque Tang des motifs inspirés de l'orfèvrerie sassanide qui témoigne des échanges avec les cultures au-delà de l'Asie centrale. L'époque est aussi celle des échanges avec l'Inde classique, Gupta et post-Gupta, où se côtoient les cultures bouddhique et hindoue. C'est d'ailleurs dans l'Inde du prince Harsha, post-Gupta, que le célèbre récit de voyage : Rapport du voyage en Occident à l'époque des Grands Tang de Xuanzang montre le déclin du bouddhisme en Inde. L'art bouddhique se développe encore en Chine jusqu'à la grande proscription de 845, indice ou agent du déclin de la dynastie Tang.

#### Cinq Dynasties (907 - 960) et dynastie Song (960 - 1279)

##### Cinq Dynasties et dynastie Song à Kaifeng (Xesiècle)

Le Bâtiment du paradis des immortels dans la montagne, encre et couleurs légères sur soie, 183 × 121 cm. Attribué à Dong Yuan, act. Tang du Sud, milieu du Xe siècle. Musée national du palais, Taipei.
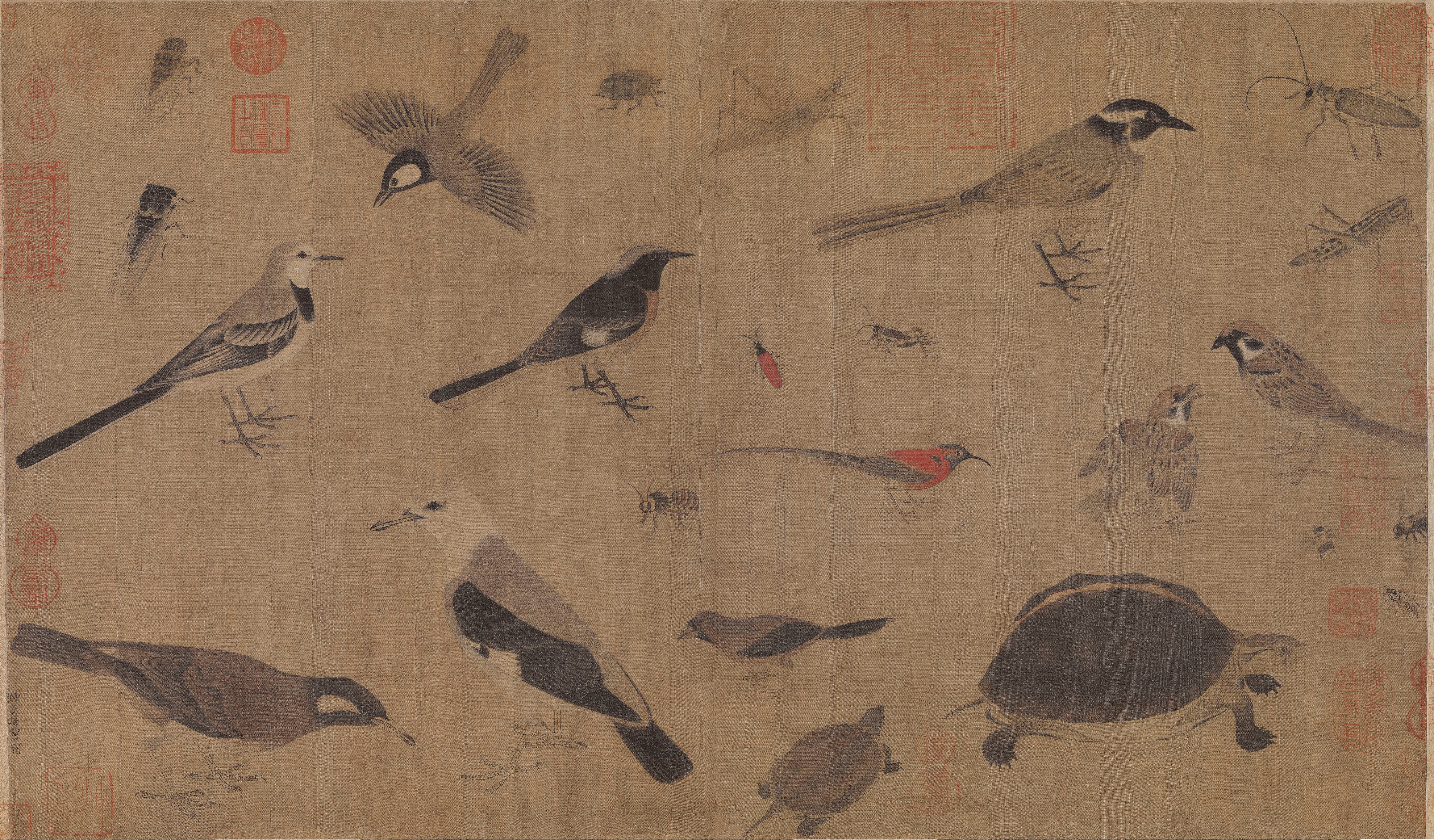
Les Oiseaux précieux décrits sur le vif, Huang Quan, vers 960. Rouleau portatif, encre et couleurs sur soie. 41,5 × 70 cm. Musée du Palais, Pékin.
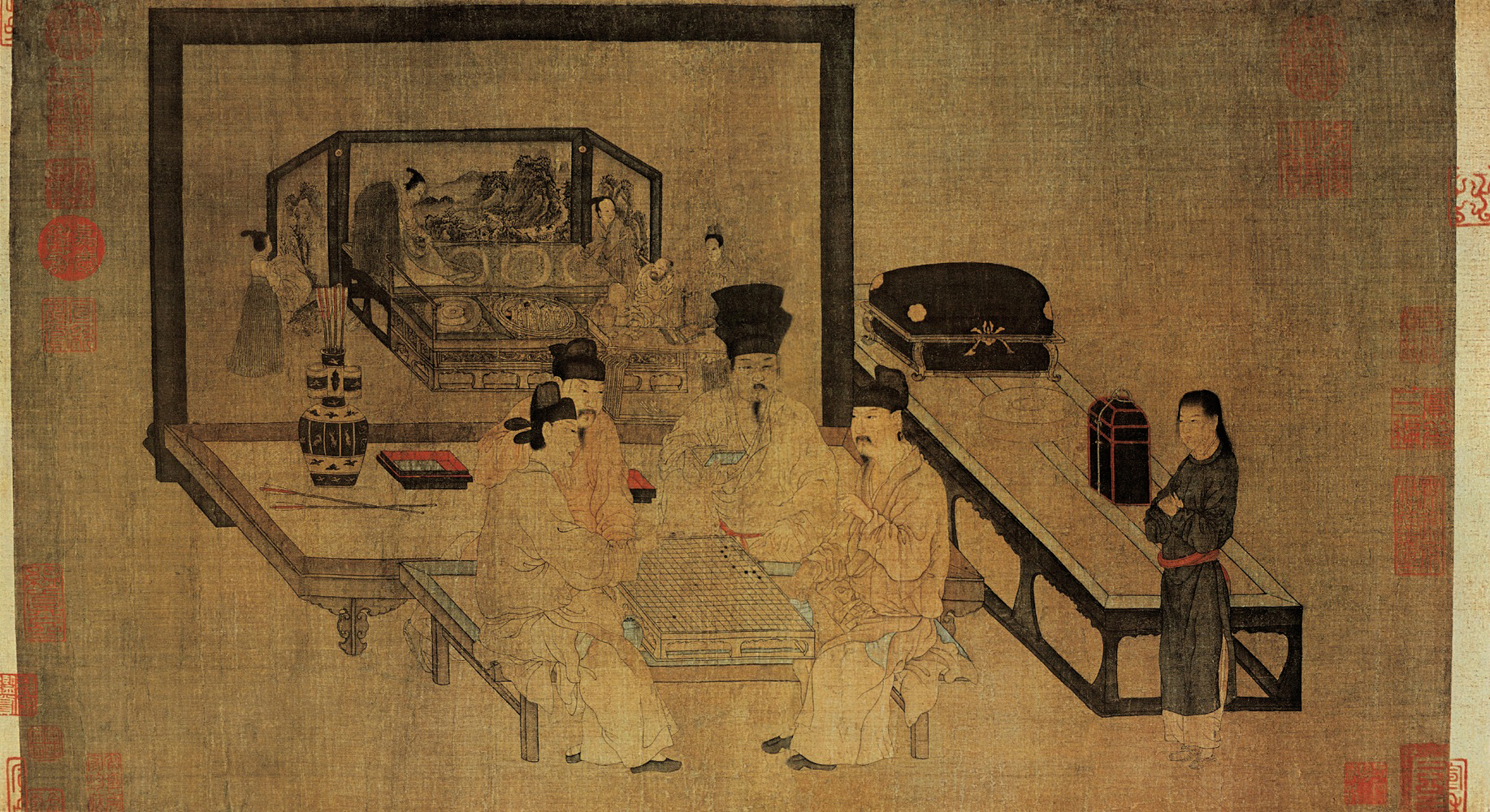
Jeu de go devant le paravent. Attribué à Zhou Wenju, Xe siècle, probablement copie d'époque Ming, soie 40 × 70 cm. Musée du Palais, Pékin.
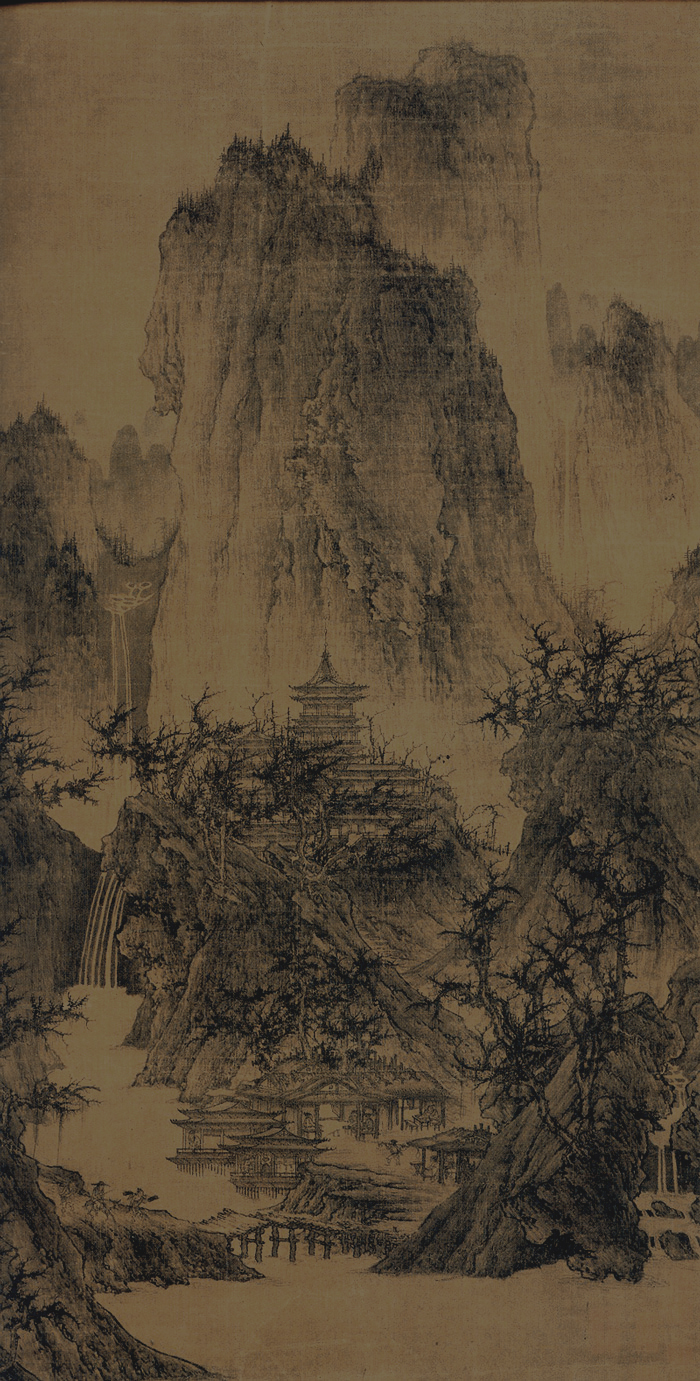
Un temple solitaire parmi les pics clairs. Li Cheng vers 960. Encre sur soie. 111 × 56 cm. Musée d'art Nelson-Atkins, Kansas City.
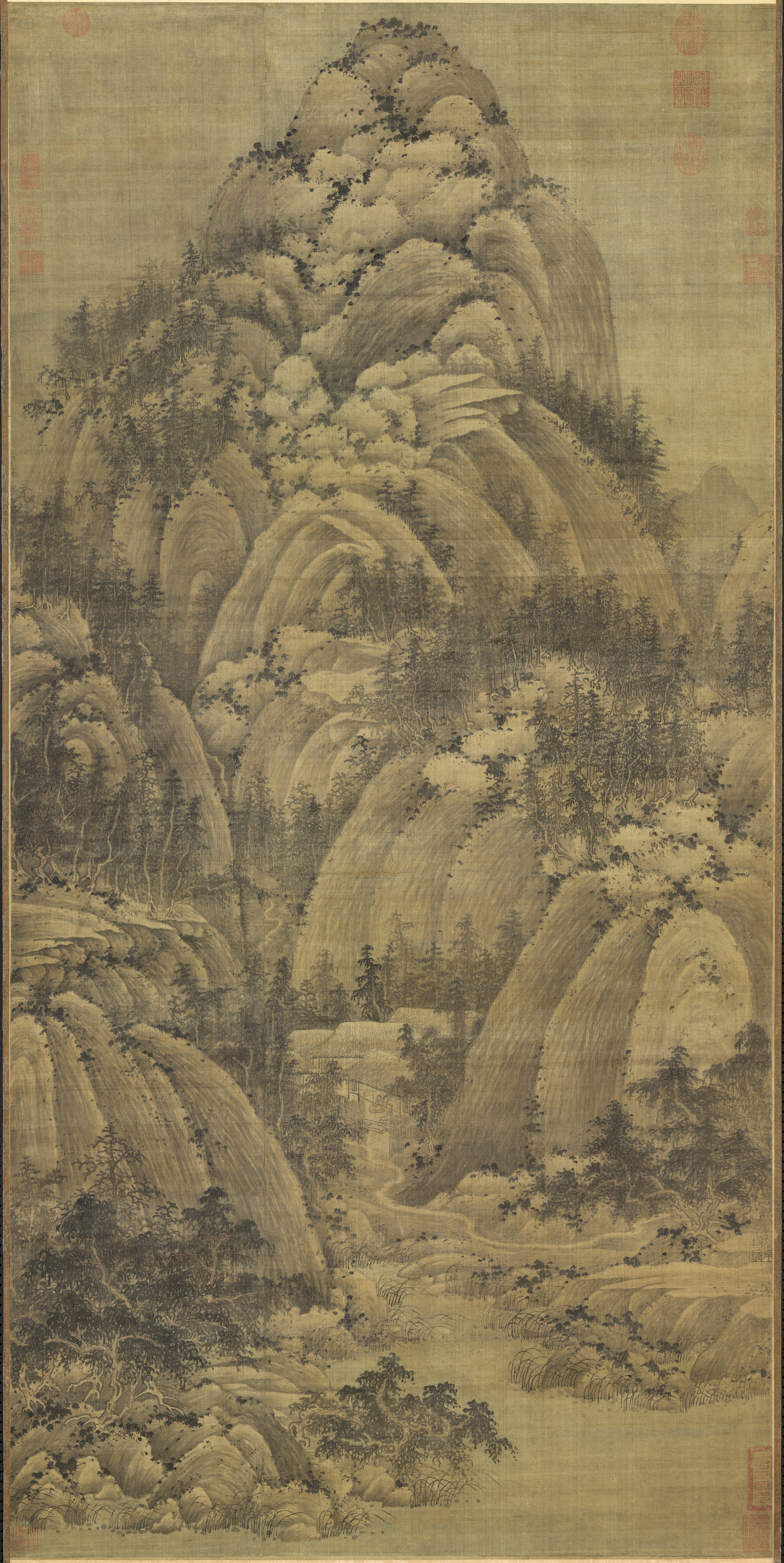
À la recherche de la « voie » [dao] dans la montagne en automne. Encre et couleurs légères sur soie. 156 × 77,5 cm. Attribué à Juran, act. v. 960-980. Musée national du palais, Taipei.

C'est la grande époque dans l'essor de la peinture de paysage sur soie, à l'encre mais aussi avec des couleurs, parfois intenses souvent légères et aujourd'hui peu visibles. Grâce à la tradition chinoise qui consiste à copier un maître dans la calligraphie comme dans l'art de la peinture sur soie, en conservant l'esprit et l'énergie, nous pouvons encore admirer, venues des collections impériales, plusieurs peintures sur rouleau vertical ou horizontal attribuées aux fondateurs du paysage monumental : Guan Tong (actif fin IXe siècle - début Xe siècle), Li Cheng (919-967), Dong Yuan (v. 934-962) et Juran (actif v. 960-980). Des paysages philosophiques chargés de signification, shanshui majestueux, où l'œil ne distingue qu'avec la plus grande attention l'homme, sur le chemin. L'espace y étant indiqué par la hiérarchie des formes : l'homme, le plus petit, puis l'arbre et les rochers, et enfin la montagne, immense. Tout ceci d'une encre plus ou moins noire ou plus ou moins lavée, pour évoquer ces formes « pleines ». La montagne est souvent encore visible dans le lointain, se dissolvant dans les nuées et dans la lumière. Dans cette construction de l'espace les plans sont séparés les uns des autres par des espaces vierges, immaculés, dont la blancheur signifie tout autant le « vide » que la mouvance des masses nuageuses ou un cours d'eau,,.
Le peintre Dong Yuan (v. 934 - 962), inspiré par les paysages du Yangzi Jiang, est considéré comme le père de l'école du Sud, attentive à traiter les effets atmosphériques plus que les formes définies, et donc, plus par des nuances que par des traits.
La peinture de paysage, à cette époque, est composée par masses structurées le long de grands axes et par le cheminement discret du voyageur, au parcours fragmenté par la nature figurée, sans que cela gêne à la cohérence de l'espace peint. Le paysage y est représenté pour lui-même, et les variations d'un peintre à l'autre correspondent aux lieux différents où ils résident. Montagnes abruptes du Nord dans les peintures de Li Cheng, collines au bord des lacs du Sud dans celles de Dong Yuan. Juran est connu pour avoir fait des essais sur différents papiers, réalisés à sa demande, pour en expérimenter les textures. Par ailleurs des fouilles récentes ont montré, sur les murs et sur soie, que les styles de paysage à l'encre étaient plus riches que ce que l'on pensait d'après les œuvres conservées par la tradition.
La peinture de portraits avec Li Gonglin (1040-1106) excelle à évoquer les étrangers, et les cohortes de cavaliers, leurs attitudes et leurs comportements. La scène d'intérieur qui existait sous forme de longs panoramas sous les Tang se complexifie avec la représentation de tableau dans le tableau (une forme orientale de mise en abyme : paravent sur le paravent, ou panneaux imbriqués) de Zhou Wenju, actif durant la seconde moitié du Xe siècle. Cet artiste emploie une forme proche de la perspective cavalière pour construire l'espace intérieur et architectural. La mode du tableau dans le tableau se poursuivra avec les autres peintres de la dynastie Song.

##### Dynastie Song à Hangzhou (XIe–XIIIesiècles)

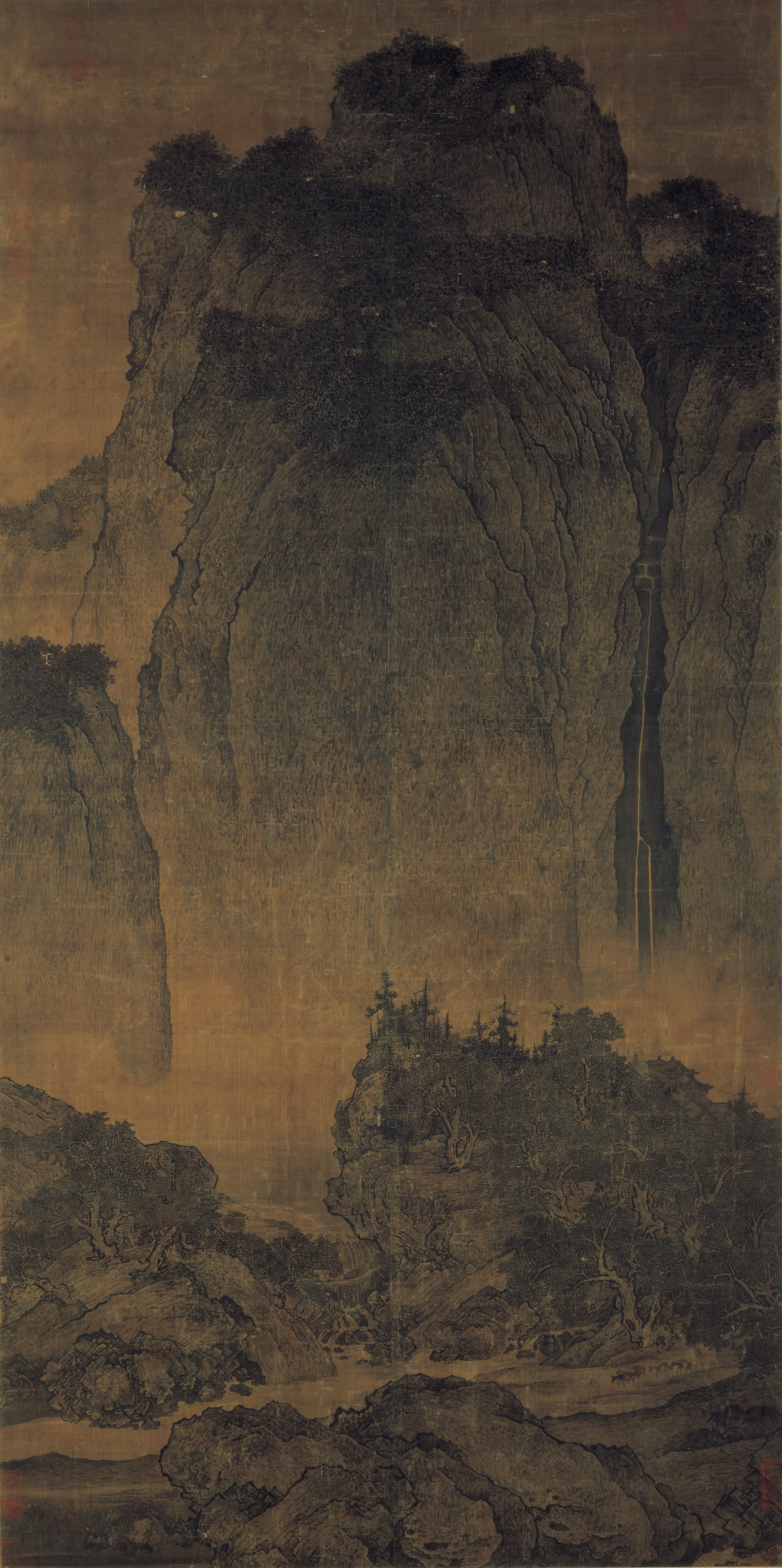
Voyageurs parmi les torrents et les montagnes, Fan Kuan, (act. v. 1023-1031), Song du Nord. Rouleau vertical, encre et couleurs sur soie, 206,3 × 103,3 cm. Musée national du palais, Taipei.
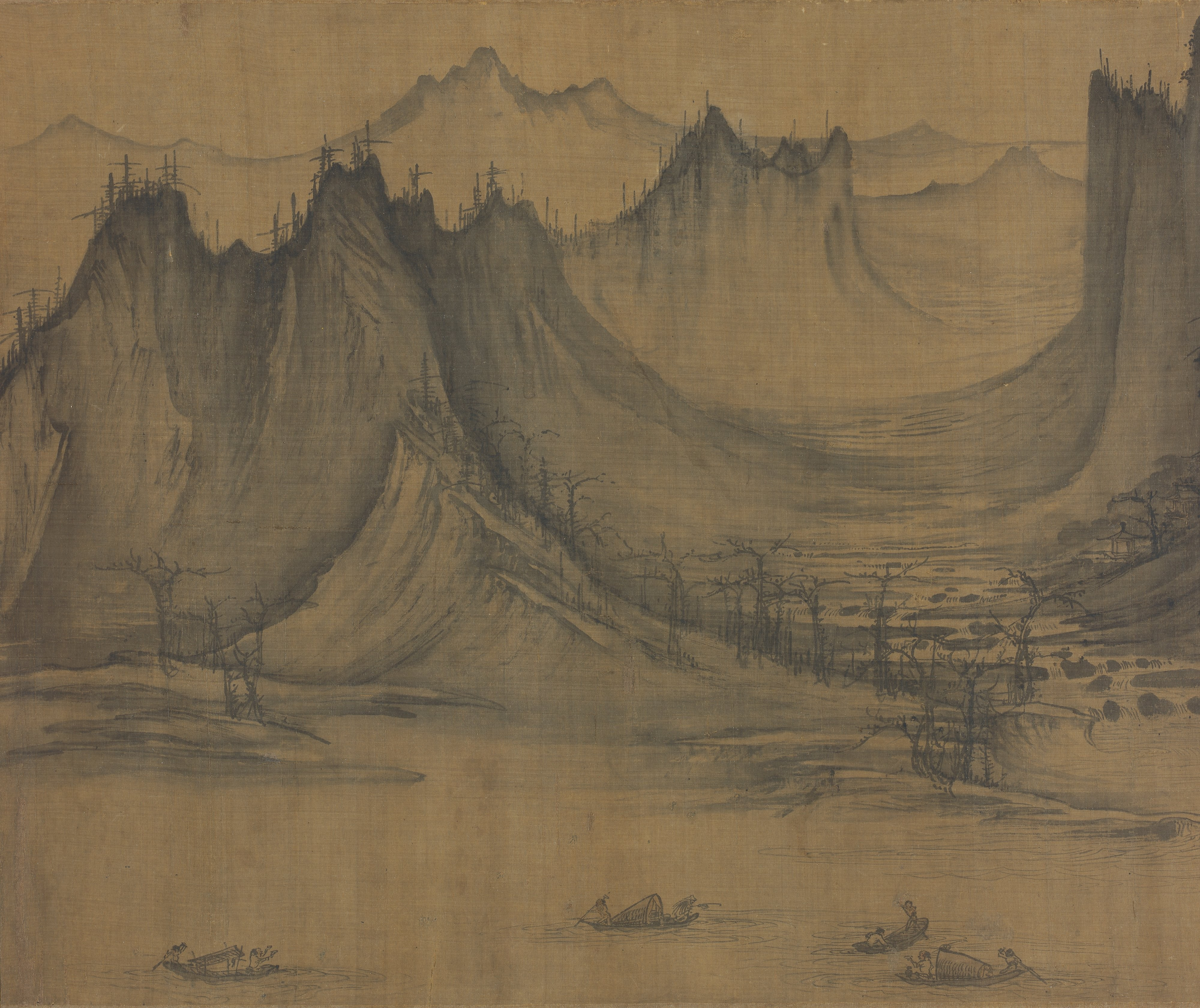
Pêcheur en rivière de montagne, Xu Daoning, v. 1050, Song du Nord. Section d'un rouleau portatif, encre et couleur sur soie, 48,9 × 209,6 cm. Musée d'art Nelson-Atkins, Kansas City.
Animation au bord de la rivière [de la capitale] durant la fête Qingming. Peintre de l'Académie Hanlin, début XIe siècle, encre et couleurs sur soie, 24 × 528 cm. Musée du Palais, Pékin.
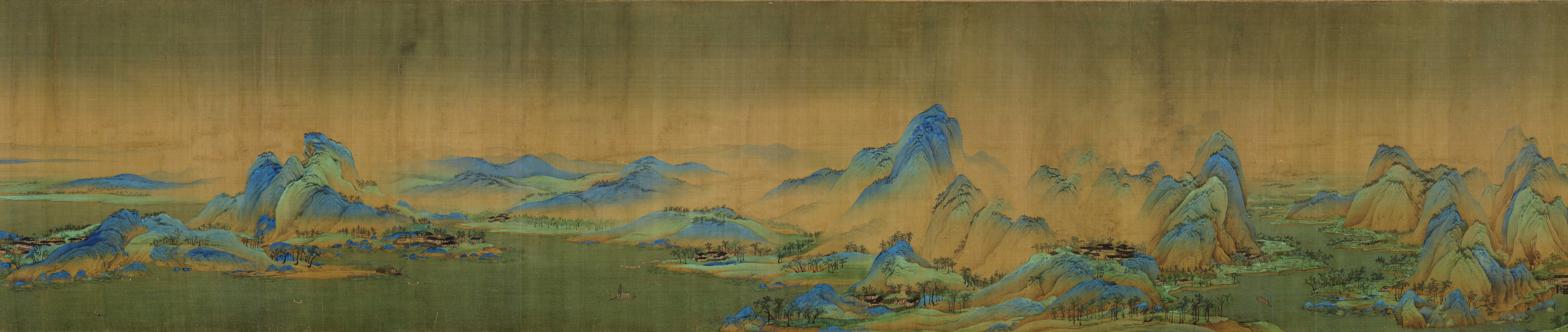
Détail de Mille lis de rivières et montagnes. Wang Ximeng, 1113, Song du Nord, rouleau portatif, encre et couleurs sur soie, 51,5 × 1 191,5 cm. Musée du Palais, Pékin.
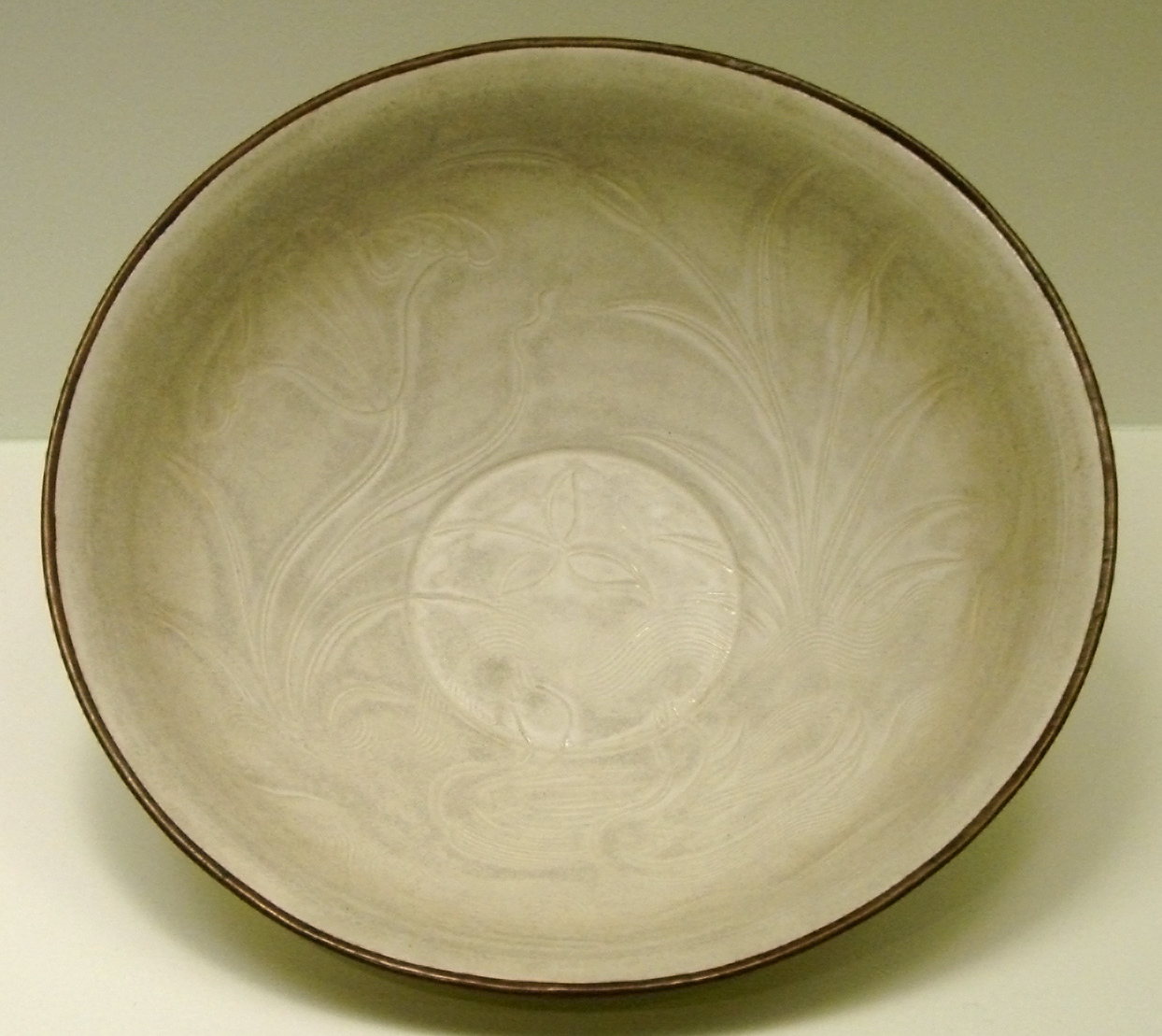
Bol de porcelaine, ding, à couverte blanche incisée. Couple de canard, roseau et lotus. Song du nord. Musée Guimet.
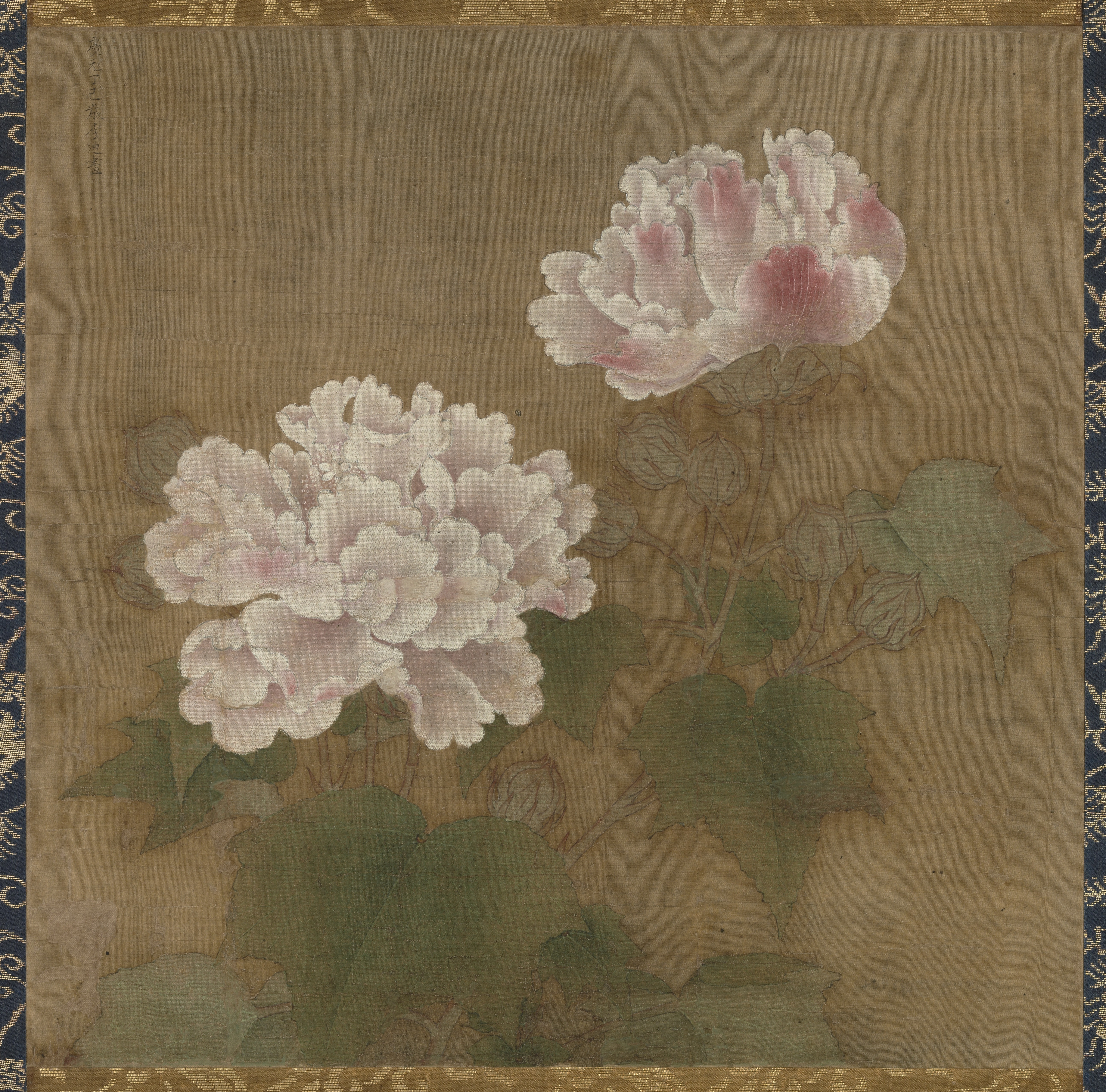
Fleurs d'hibiscus rose (avec Fleurs d'hibiscus blanc ensemble de deux peintures : Caprice de femme) Li Di, 1197. Song du Sud. Encre et couleurs sur soie, H. 25,5 cm. Musée national de Tokyo.
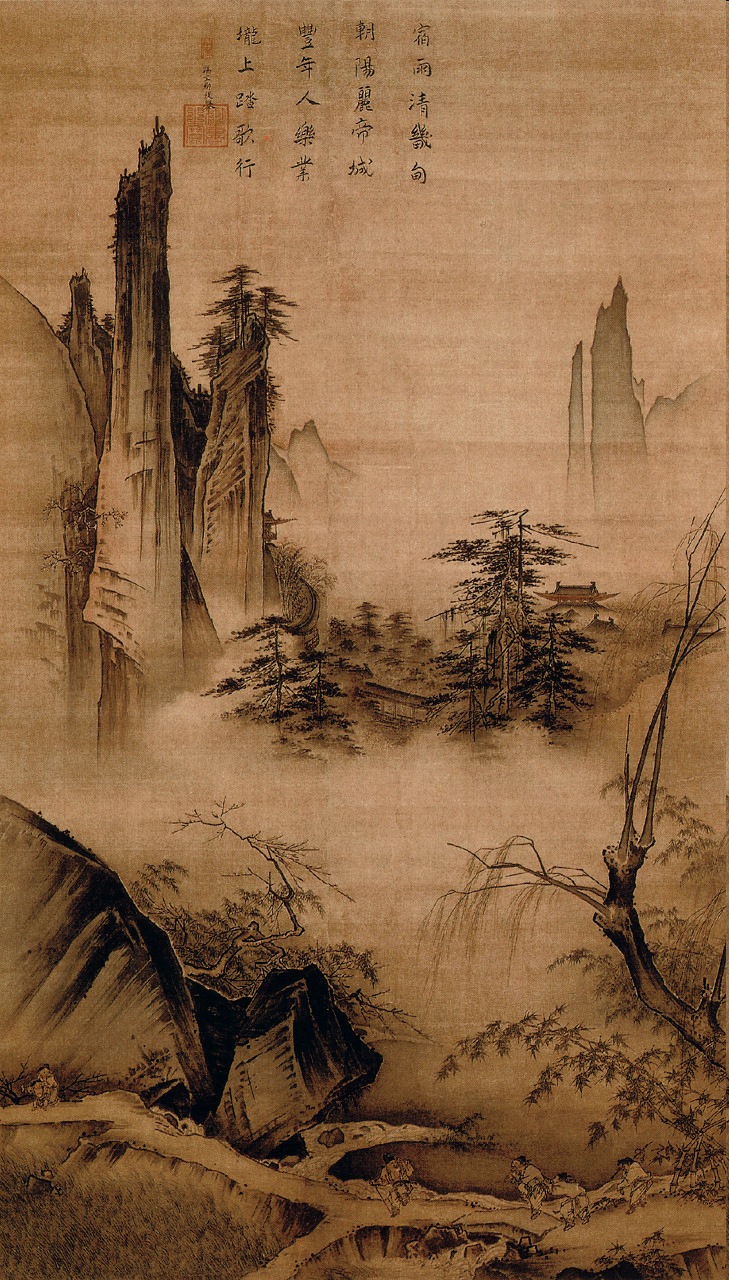
Le Chant des premières pousses (Dansant et chantant, paysans de retour du travail). Ma Yuan, déb. XIIIe siècle, rouleau vertical, encre et couleurs sur soie, 191,8 × 104,5 cm. Musée du Palais, Pékin.
Un immortel, à l'encre éclaboussée, Liang Kai (act. déb. XIIIe siècle) Song du Sud, encre sur papier, feuille d'album, 48,7 × 27,7 cm. Musée national du palais
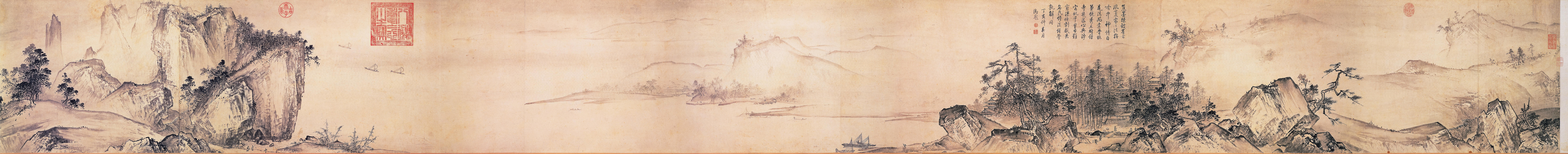
Vue claire et lointaine de rivières et de montagnes. Xia Gui vers 1200, encre sur papier, rouleau portatif 46,5 × 889 cm, détail. Musée national du palais
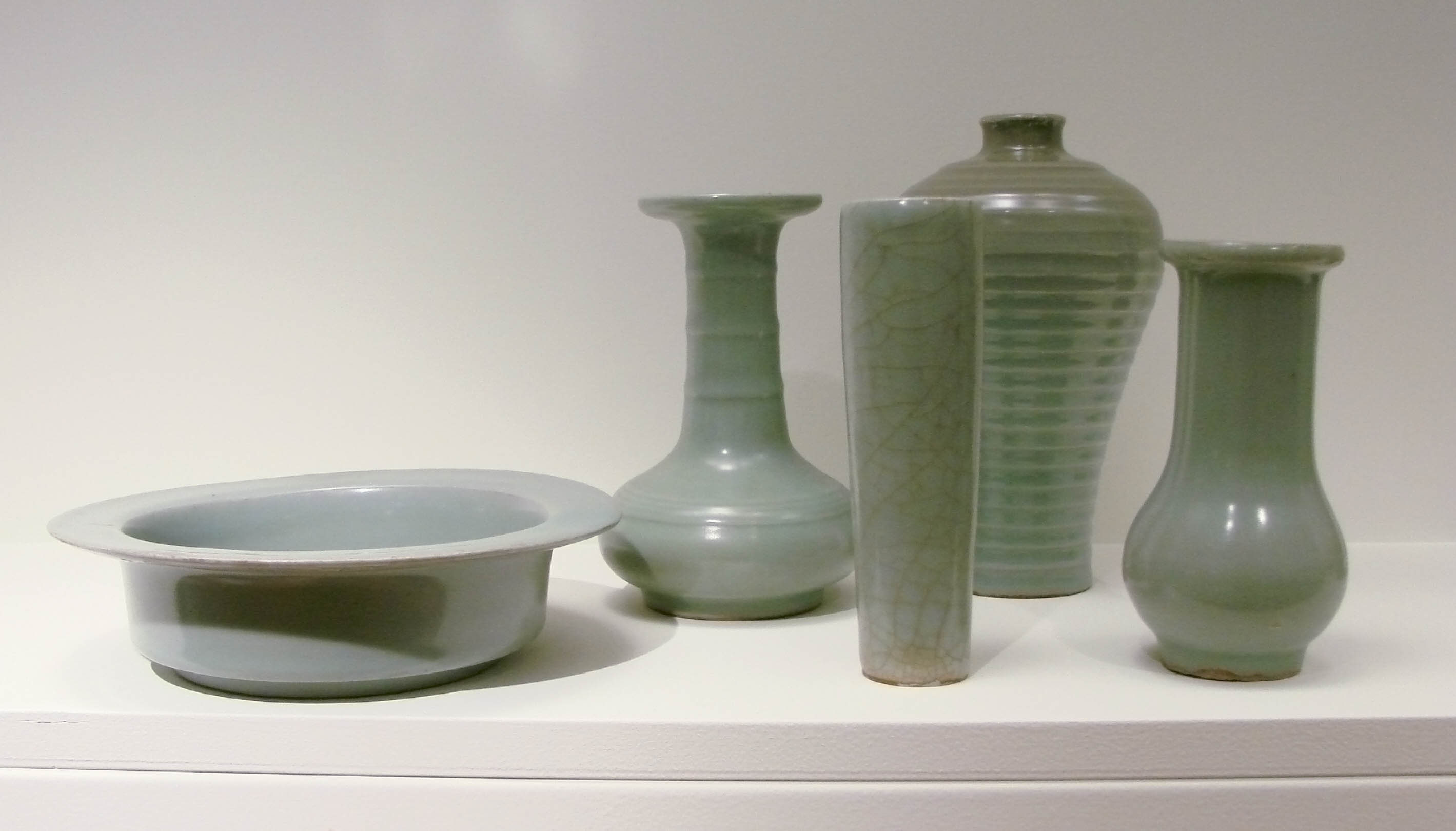
Ensemble de grès à couverte céladon. Chine du Sud, Zhejiang, Longquan, Dynastie des Song du Sud, XIIIe siècle. Musée Guimet.

C'est la période de plein épanouissement de la culture chinoise dans les domaines de la peinture, à l'encre sur soie et sur papier, paysagère mais pas seulement, et de la céramique qui donne lieu à de multiples expérimentations pour une production d'une très grande diversité et de très haute qualité. Cette culture rayonne au-delà de ses frontières et imprègne les cultures des Liao et des Jin, au nord de la Chine. Ceux-ci vont déferler successivement sur l'empire et repousser les Song vers le sud. Ensuite, sous les Song du Sud, les peintures de paysages se situent naturellement en bord de mer, ouverts sur de vastes horizons et ils remplacent les peintures de paysages abrupts des Song du Nord.
- Les peintres de Montagne et eau, et la peinture chan. Durant les trois siècles de la dynastie des Song, la peinture chinoise[N 26], connut un épanouissement comme jamais auparavant. La grande peinture intellectuelle atteint la parfaite maîtrise et des créations des plus singulières, en particulier dans la tradition du paysage philosophique Montagnes et Eaux, shanshui[75]. Les peintres Li Cheng, Fan Kuan, Xu Daoning, Yan Wengui, Guo Xi, Wang Ximeng, et Li Tang plus que tous les autres, servirent de références au moins jusqu'au XXe siècle[76]. Sous les Song du Sud, Ma Yuan et Xia Gui sont les parfaits exemples de la meilleure peinture de cour, spécialisés dans la peinture shanshui. Dans le même temps Liang Kai (à la cour entre 1201 et 1204) et Mi Fu ainsi que Muqi[N 27] ont laissé une profonde empreinte dans l'histoire des relations entre la Chine et le monde occidental[77] en tant que maîtres de la peinture chan. Le fils de Mi Fu, Mi Youren[78], hérita en partie de son style, apparemment « spontané », en peignant dans l'humide et, donc, avec des taches plus ou moins incontrôlables.
- La peinture réaliste. Dès les premières années de la dynastie, les peintres de l'Académie, tels que, probablement[79], le lettré Zhang Zeduan (à l'Académie Hanlin, sous le règne de Renzong, 1023-1063), ont travaillé à la commande pour l'empereur et la cour. Zhang Zeduan répondait au goût, partagé à la cour, pour la peinture réaliste comme c'est le cas pour Animation au bord de la rivière le jour de la fête du printemps.
- Les copies. Des Song, l'histoire a surtout retenu le nom du dernier empereur des Song du Nord, Huizong (1082 - 1135), à l'existence tragique. Calligraphe hors pair, peintre et poète[N 28], il prit le plus grand soin à retranscrire des peintures anciennes de sa collection qui, sans lui, auraient été perdues, en en gardant plus l'esprit que la lettre, comme ce fut de tradition dans la peinture chinoise.
- Les peintures « fleurs et oiseaux », « herbes et insectes ». Dans le domaine de la peinture, le goût de Huizong le porta vers un art à la fois précieux et intime, et fait de rapports subtils, comme on peut en trouver dans la peinture de fleurs et oiseaux. Le peintre professionnel et peintre de cour à l'Académie, Li Di, sous les Song du Sud, offre un bon exemple de ce genre élégant qui plaisait tant à la cour et qui se poursuivit dans les siècles suivants, jusque dans la céramique. François Cheng a su montrer, sans emphase, le sens des correspondances, du microcosme au reste du monde, les jeux de mots visuels qui donnent toute leur saveur à ces peintures séduisantes[80].
- Les céladons sont une forme de céramique chinoise qui a un grand succès sous la dynastie Song. C'est sous le règne de Huizong que le céladon devient une forme de céramique chinoise très prisée pour sa glaçure monochrome bleu vert, avec des effets de dégradé qui vont de la couleur opaque au presque transparent. Ces nuances, perceptibles sur des surfaces lisses, sont accentuées sur des motifs en relief. Ceux-ci traduisent l'influence de l'orfèvrerie sassanide devenue d'un prix prohibitif sous les Tang. Huizong contrôla la parfaite qualité des céladons et favorisa le développement, pour la cour, de céladons Ru : leur glaçure bleu vert à bleu lavande pâle finement craquelée sur un corps grisâtre, jointe à des formes très épurées sont considérées comme les plus belles céramiques de toute l'histoire de l'art chinois[81],[82].
- Les bols jian (temmoku en japonais)[N 29]. Selon la tradition[N 30], ils furent utilisés sous les Song du Sud dans les monastères du bouddhisme chan, pour la cérémonie du thé, ces bols auraient été emportés au Japon, en tant que partie de leur enseignement, par les moines japonais qui étudiaient en Chine et qui allaient fonder la secte zen[83],[84].
- Peintures de commande, rémunérés et peintures offertes en cadeaux : ci-dessous : « Les peintres »

#### Dynastie Yuan (1279 - 1368)

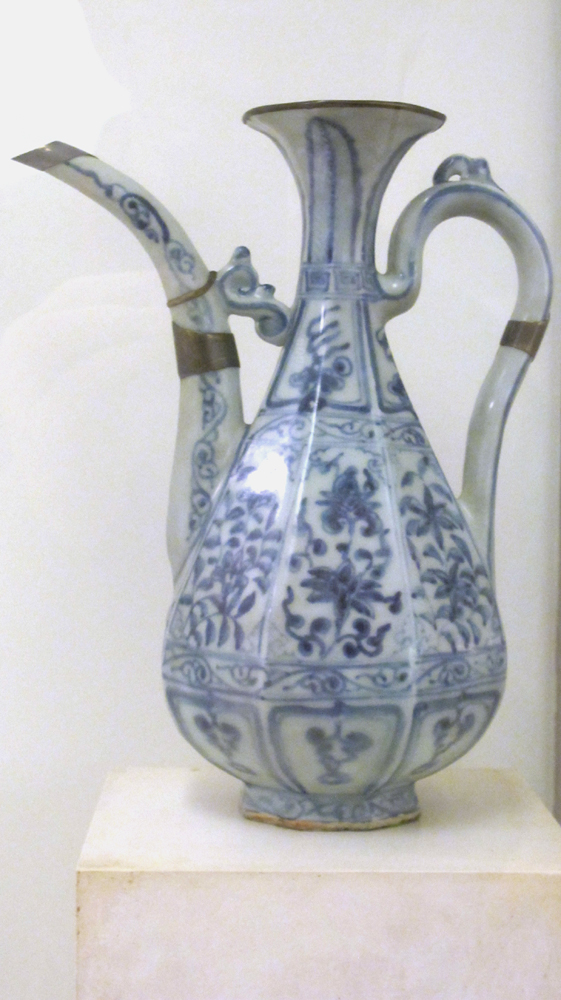
Aiguière. Jingdezhen. Yuan, vers 1335. Porcelaine blanche à décor floral en bleu de cobalt sous couverte. Musée national des arts asiatiques - Guimet, Paris.
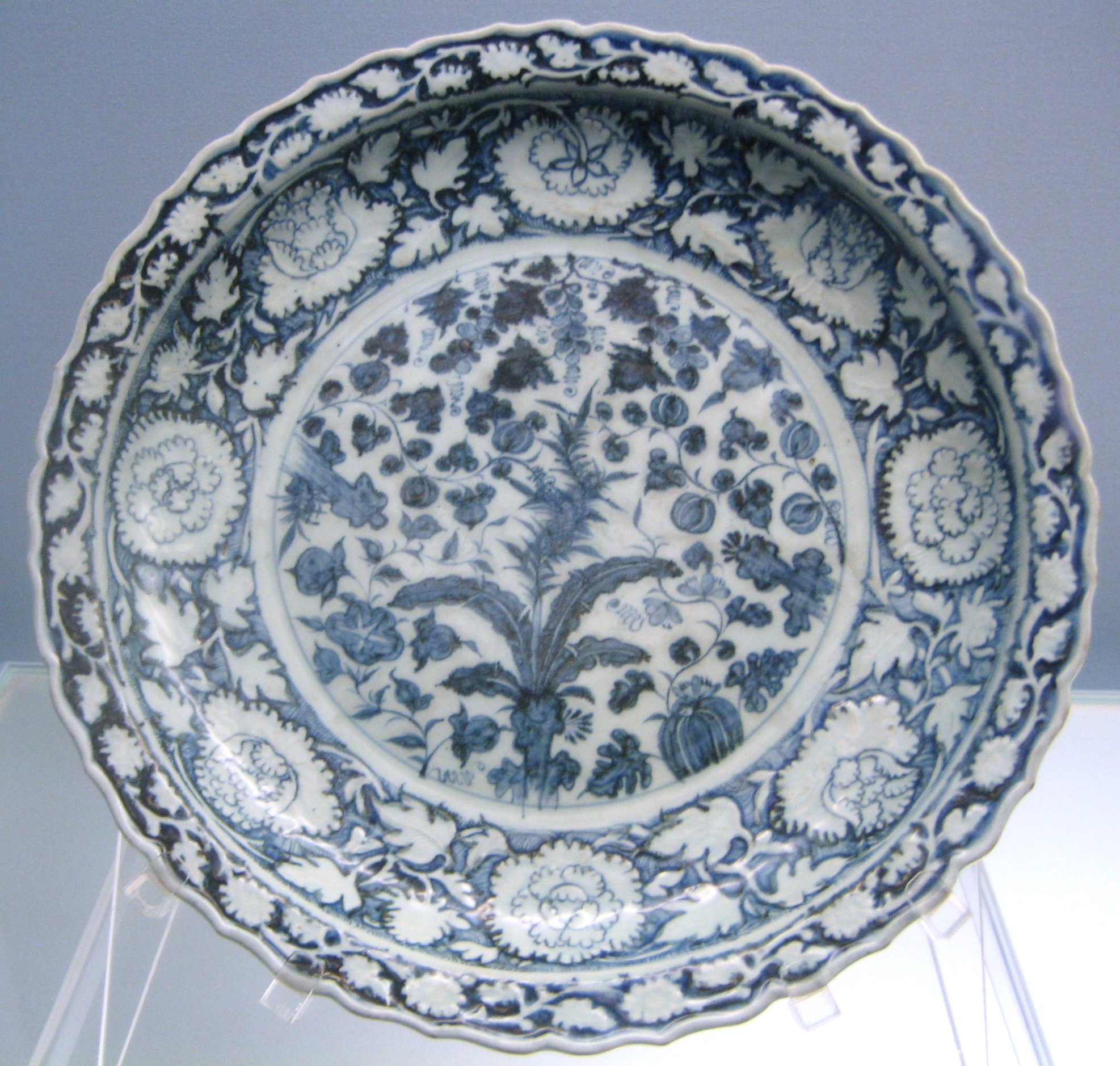
Plat à bordure à huit feuilles. Porcelaine à fond peint vernissé et décor appliqué bleu : melons, bambous et raisins. Jingdezhen, Yuan tardif. Shanghai Museum.
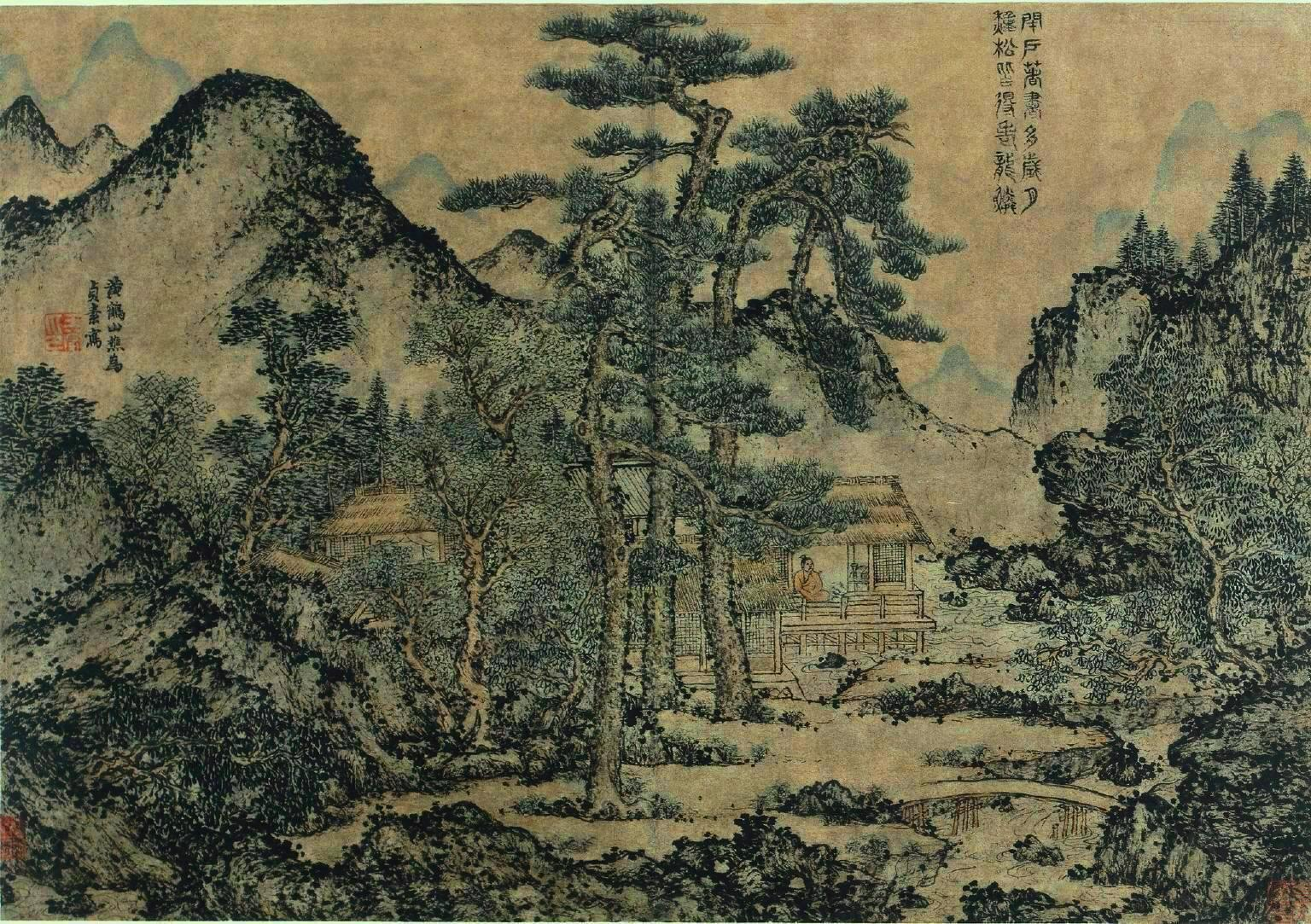
En écrivant des livres sous les pins, Wang Meng, 1279-1368, feuille d'un double album monté en rouleau vertical, 66,7 × 70,5 cm, Cleveland Museum of Art.
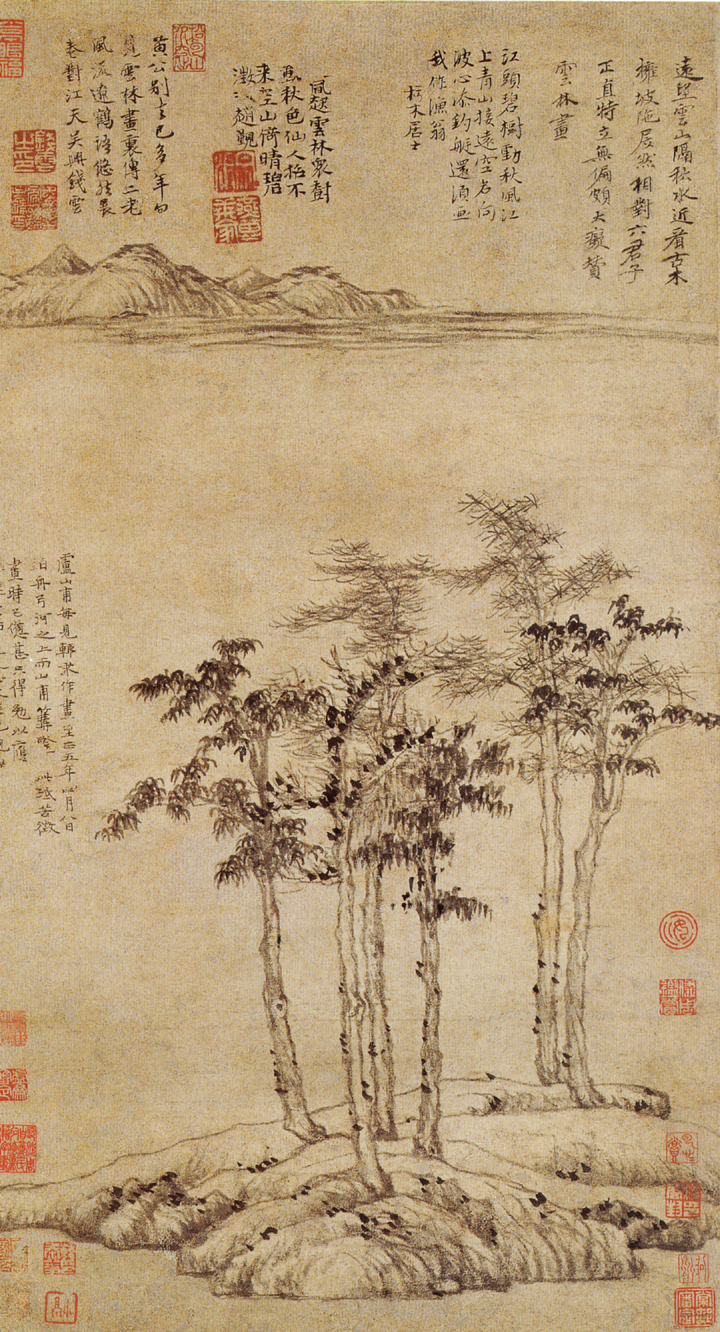
Six gentilshommes, Ni Zan, 1345, rouleau vertical, encre sur papier, 61,9 × 33,3 cm. Shanghai Museum.
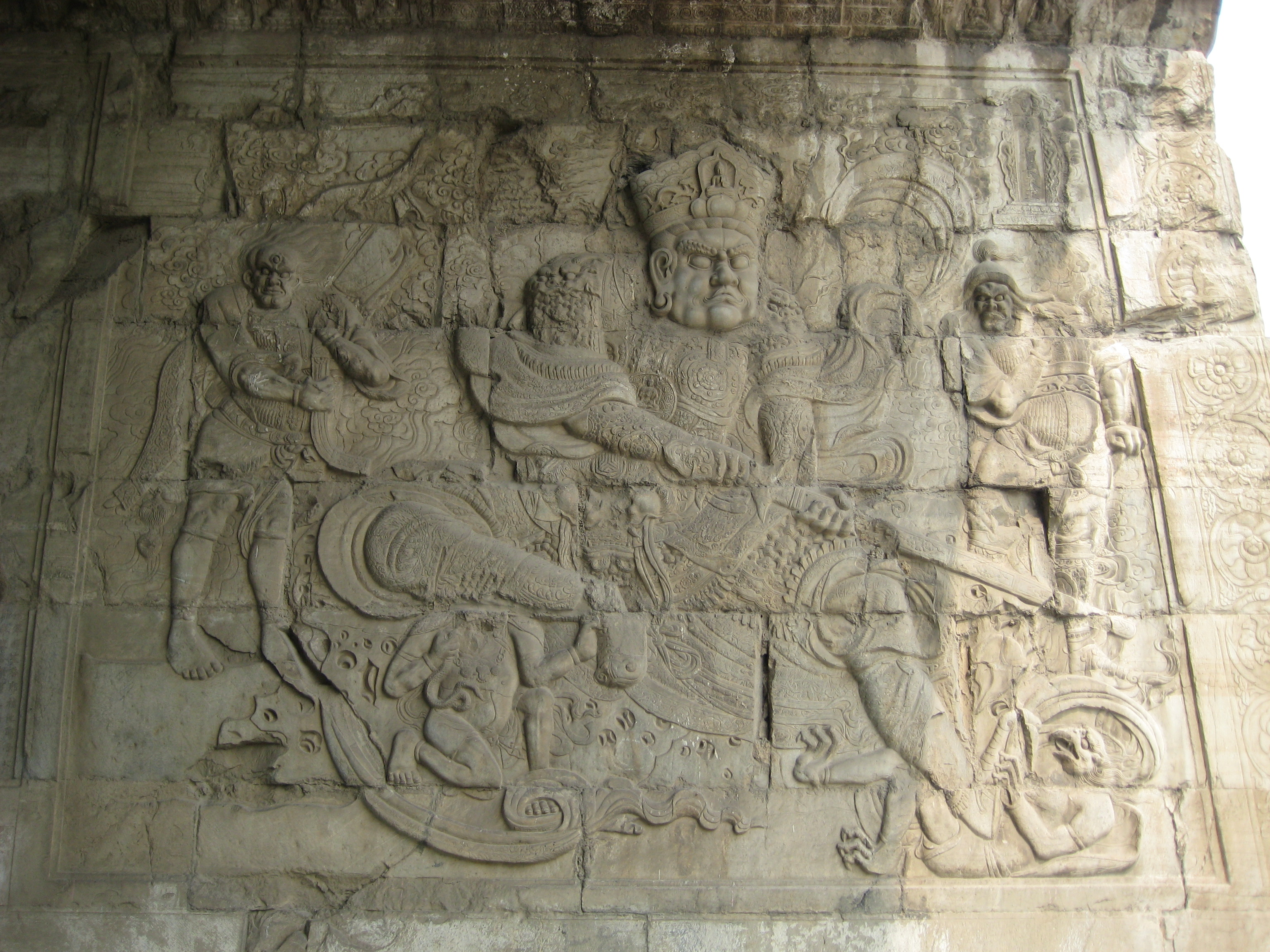
Le Roi du Sud Deva (Virūḍhaka 增長天王). Bas-relief, mur est, plate-forme des Nuages, 1342. Juyongguan. Grande Muraille.

- La suprématie des Mongols sur une immense partie du continent eurasiatique, la sécurité apportée sur les routes commerciales, tout ceci favorise l'établissement de contacts entre la culture chinoise et des cultures très éloignées. De nouvelles formes apparaissent dans tous les domaines artistiques, mais surtout dans les porcelaines. Ainsi le cobalt utilisé pour la céramique en Asie Centrale, est importé massivement à la fin de la dynastie Yuan vers le site de Jingdezhen et appliqué à la réalisation des motifs floraux et ornementaux sur la porcelaine, inspirés des décors perses[85]. Un travail très soigné permet des réalisations de grand prix, certaines étant destinées à l'empereur, Lorsque les motifs sont peints rapidement c'est pour des produits destinés à l'exportation (comme nous pouvons le constater dans les motifs qui ornent le plat reproduit). Cette pratique artistique qui effectue, dans l'univers mongol, la synthèse de plusieurs cultures établira Jingdezhen comme le centre mondial de production de la porcelaine pour les siècles suivants, du XVe au XIXe siècle.
- Du côté des lettrés, exclus des rouages de l'administration centrale, le retrait obligé ou choisi loin de la cour et loin des grandes villes les amène vers des formes nouvelles d'expression et de nouveaux sujets. Ceux que l'on appelle aujourd'hui les « Quatre maîtres de la dynastie Yuan » : Huang Gongwang, Wu Zhen, Ni Zan et Wang Meng[86] furent les animateurs de la résistance au souverain Yuan. La disparition de l'Académie, qui imposait les règles depuis la cour des Song, leur offrit l'occasion de la liberté et de l'« individualisme ». Dans le choix des sujets, des sujets évoquant l'inflexibilité, le renouveau, la pureté et le retrait donnèrent tous leurs sens cachés aux peintures des « quatre nobles » : bambou, fleurs de prunier, orchidée et chrysanthème. Le pin, par sa résistance et sa longévité, et le lotus qui puise sa racine dans la boue pour produire une fleur magnifique, symbole bouddhiste, sont aussi des motifs chargés de sens qui reviennent souvent dans la peinture Yuan. Les relations, au sein d'une composition entre ses constituants approfondit leur signification : relation entre des arbres perçus comme s'ils incarnaient des gentilshommes (lettrés)[87], relation entre bambou et rocher (l'un plie, l'autre résiste), entre espace vide et sujets soumis aux aléas des éléments, relation entre l'échelle minuscule d'un lettré retiré dans une humble chaumière ou un simple abri et la nature immense, montagne ou bord de mer.
- Autre trait spécifique de la peinture à la période Yuan : l'archaïsme que l’on peut constater chez Zhao Mengfu (1254–1322) lui permet d'affirmer d'un seul geste la forme et la matière d'un rocher, comme dans ce rouleau portatif avec Rochers élégants et arbres épars, où rochers et troncs d'arbres sont évoqués d’un trait sec et rapide qui provient du tracé blanc évanescent de la calligraphie ancienne[88]. Dans le groupe d'un gentilhomme toungouse et de son cheval, il utilise un autre registre expressif, en style d'esquisse, et sait évoquer le vent de tempête, combiné avec un pinceau précis, pour les vêtements en particulier. L'archaïsme, qui lui fait se référer à des artistes comme Dong Yuan[89] (des Cinq dynasties) ou plus anciens, des Ve – VIe siècle (consultables dans la collection impériale de Pékin), signifie pour lui simplicité dans les formes d'expression et économie de moyens dans la représentation de l'essence des choses, prises dans le temps et le changement perpétuel. Il resta un modèle pour de nombreuses générations. Il est aussi l'un des premiers à calligraphier sur le même support une composition littéraire personnelle[90]. Et, en tant que peintre de cour, il faut remarquer que les peintures de chevaux dans lesquelles il excellait étaient très appréciées de ces souverains venus des steppes et qui avaient conquis leur empire à dos de cheval.

#### Dynastie Ming (1368 - 1644)

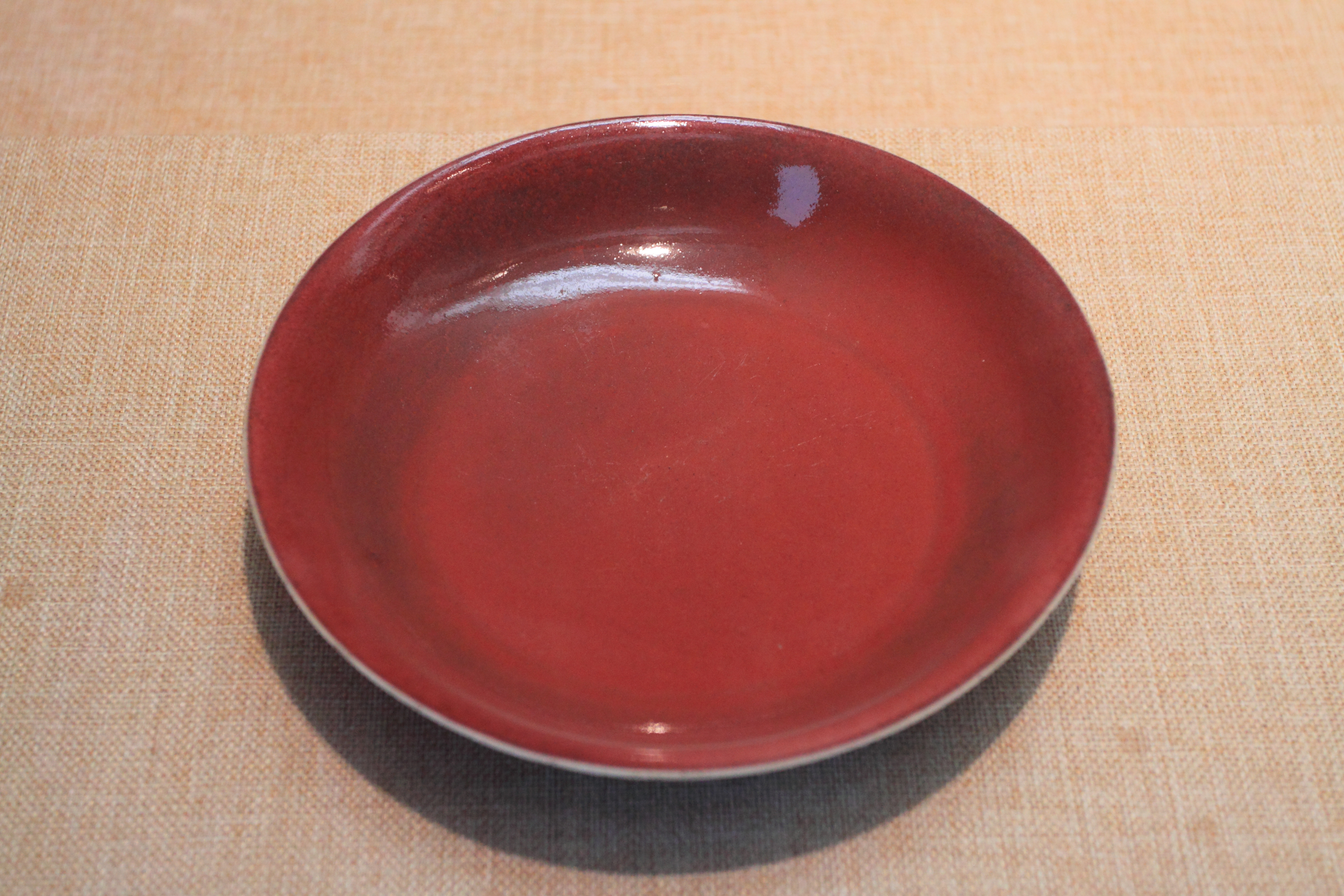
Porcelaine rouge de cuivre.
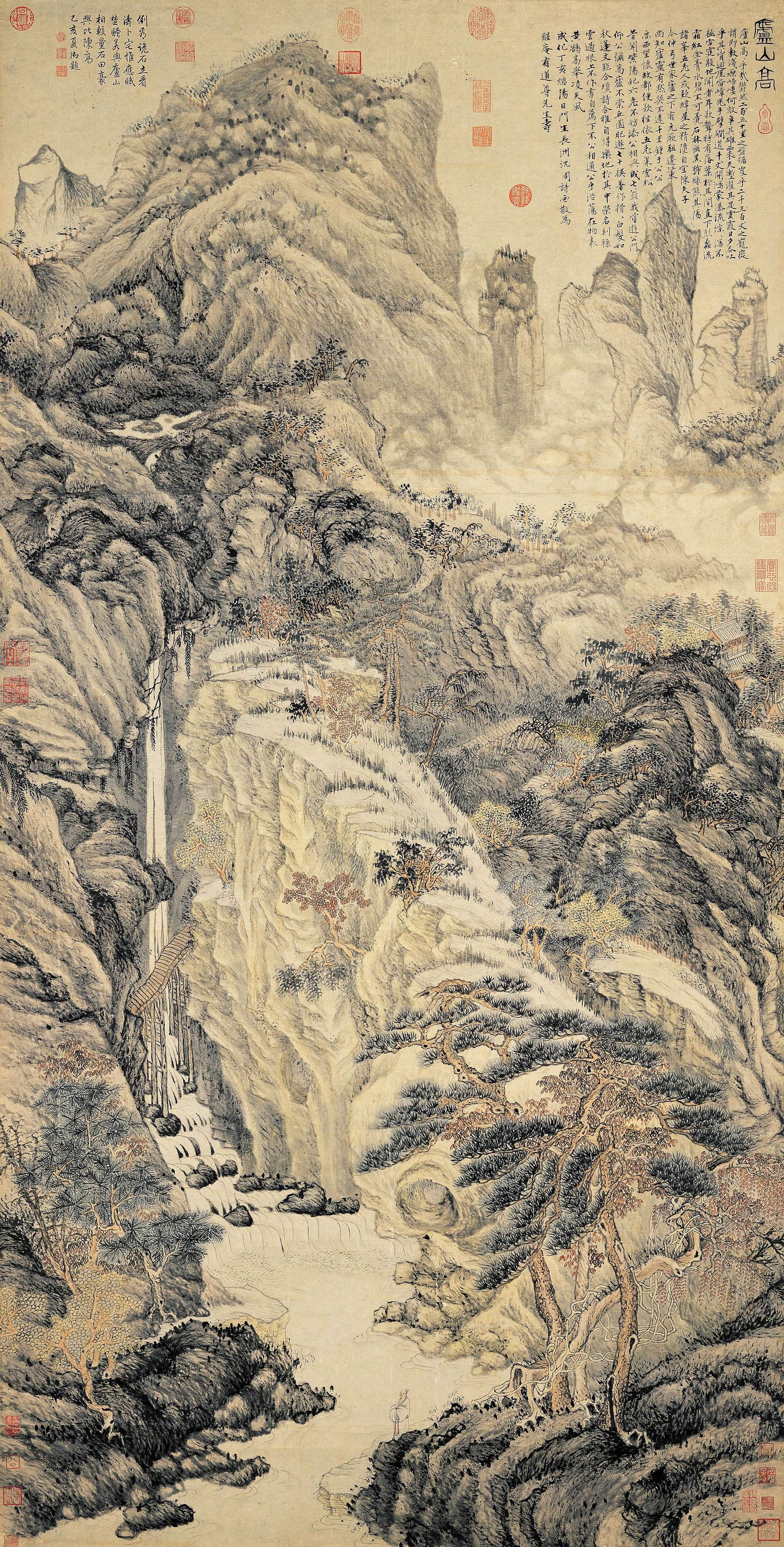
La Grandeur du mont Lu (Lu shan gao), Shen Zhou, 1467, rouleau vertical, encre et couleurs sur papier, 193,8 × 98,1 cm. Musée national du palais, Taipei.
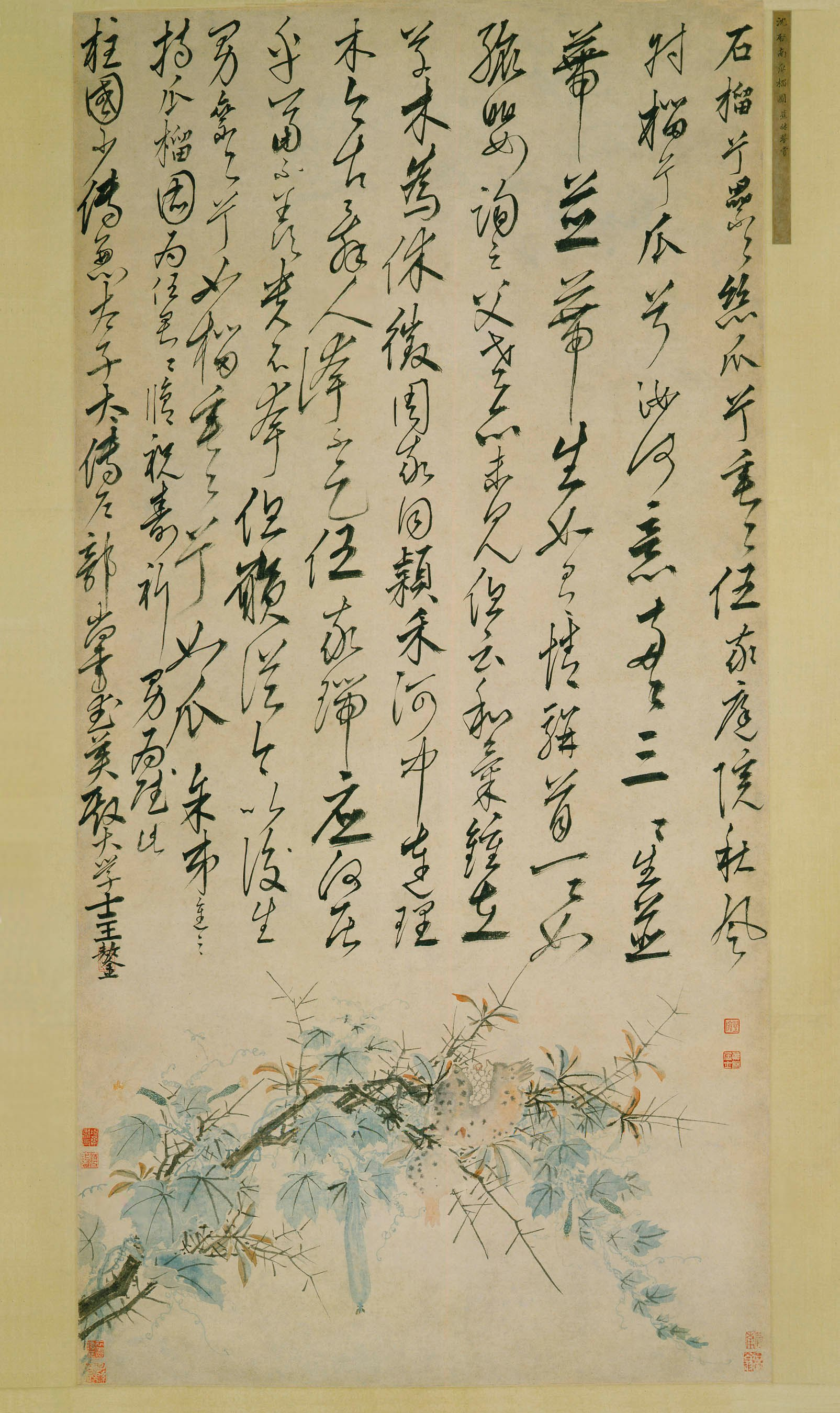
Ode à la grenade et à la vigne vierge, Shen Zhou (peinture) et Wang Ao(poésie), 1506-09, feuille d'album, encre et couleurs, papier. Detroit Institute of Art.
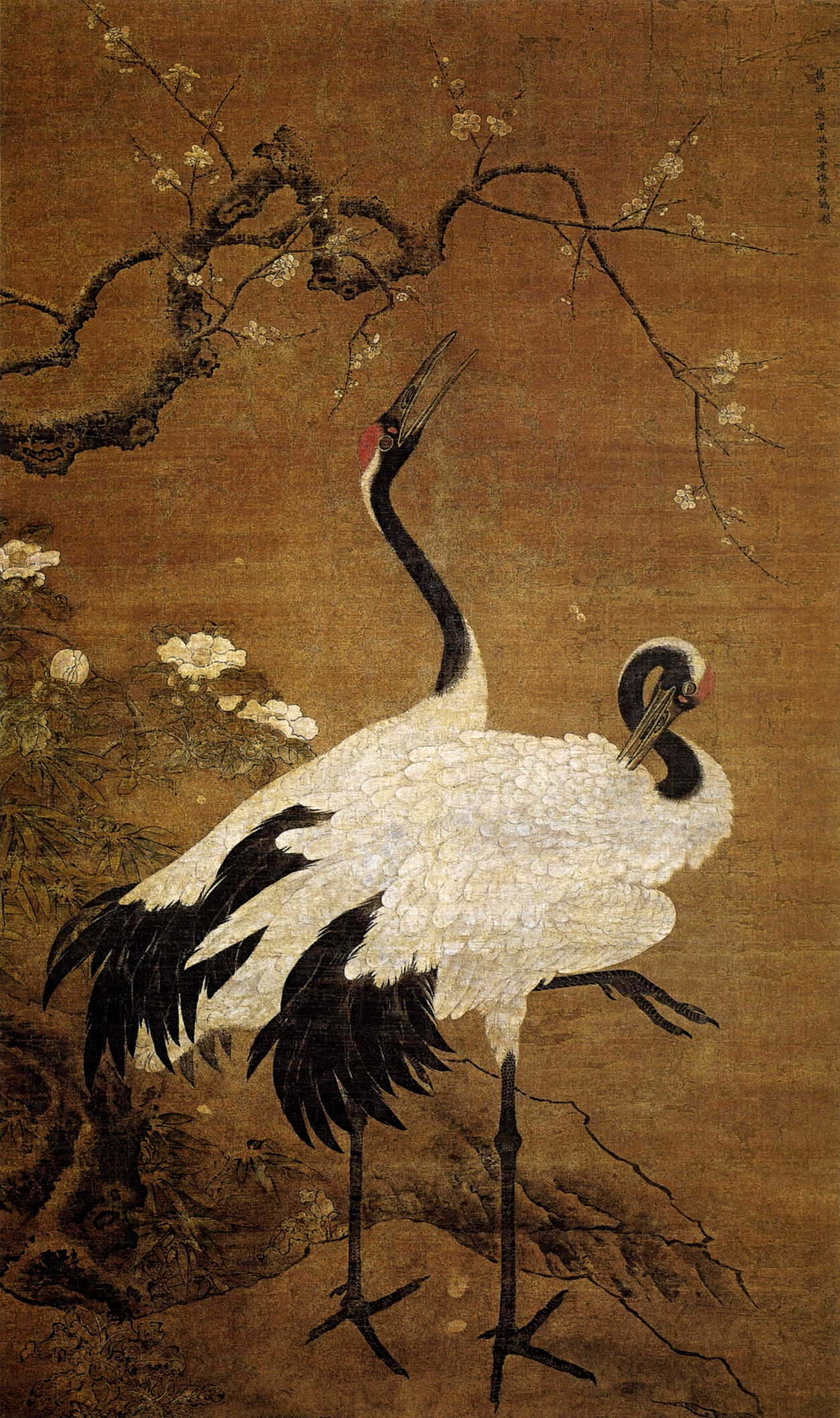
Prunier en fleurs et couple de grues, Bian Jingzhao, XVe siècle, rouleau mural, encre et couleurs sur soie, 180,4 × 118 cm. Musée du Palais, Pékin.
Pavillon de la Prière pour les Bonnes Récoltes, ensemble architectural du temple du Ciel, dynasties des Ming et des Qing. Pékin.

- Porcelaines d'exportation et beaux jardins. Architectures spectaculaires et urbanisme.

Sous les Ming, les relations commerciales avec l'Occident s'accélèrent (pour l'essentiel dans le sens unique de la Chine vers l'Occident). Les centres de production de porcelaines et autres céramiques chinoises sont regroupés à la Manufacture de Jingdezhen (Jianxi). Le décor bleu sous couverte des Yuan se commercialise très bien. La difficulté pour le peintre de porcelaine à décor bleu vient du fait qu'aucun repentir n'est possible, la couleur étant bue par le corps de la porcelaine. Des pièces de très grande qualité, au dessin complexe harmonieusement composé, sont réservées à l'empereur. La porcelaine monochrome fait la nouveauté : le rouge de cuivre (très difficile à obtenir mais associé au nom de règne du premier empereur Ming) et le bleu turquoise, piquetés comme des « peaux d'orange ». Avec les porcelaines à fond jaune et décor bleu sous couverte, les décors doucai (couleurs contrastées) et wucai (cinq couleurs) caractérisent le goût des Ming pour les couleurs vives que l'on retrouve ailleurs, dans l'architecture chinoise peinte et ses toits aux tuiles vernissées. Dans la ville de Suzhou, l'un des plus beaux jardins de Chine a été composé par un fonctionnaire qui exerçait la fonction délicate de censeur. Accusé de « corruption » et renvoyé de la cour, il créa son « jardin de la Politique maladroite » (que l'on peut lire aussi : « jardin d'un fonctionnaire qui ne connaît rien à la politique ») à partir de 1506.
Enfin c'est sous les Ming que furent construits, en 1420, le temple du Ciel et la porte méridionale, Wumen, mais aussi tout un premier palais de la Cité interdite à Pékin. Puis, après les destructions perpétrées par Li Zicheng, le premier empereur des Qing fit restaurer et reconstruire à l'identique, puis agrandir dans le même style cette Cité impériale telle que nous pouvons l'admirer aujourd'hui. La ville de Pingyao (Shanxi) est l'une des rares villes qui a conservé son aspect ancien, et celui-ci date pour l'essentiel des Ming. Il en est de même de la partie la plus visitée de Grande Muraille, au nord et au nord-ouest de Pékin, qui témoigne de la période de repli sur soi à la fin de la dynastie.
- Peintres lettrés.

C'est aussi à Suzhou (anciennement : Wu), que se développa une école de peinture lettrée, l'école de Wu. La ville avait été fréquentée par Ni Zan et Wang Meng. Zhu Derun y avait vécu en reclus. L'école de Wu compta quatre grands artistes : Tang Yin, Qiu Yin, Wen Zhengming et Shen Zhou. La peinture de ce dernier, La grandeur du mont Lu, suit la manière de Wang Meng, des Yuan. C'est un exemple typique de la peinture lettrée fondée sur un perpétuel retour, dans un esprit confucéen, à l'étude des maîtres anciens. L'étude est ici élevée au statut d'œuvre d'art pleine et entière. La peinture de Shen Zhou opère comme une synthèse de plusieurs œuvres de Wang Meng : Séjour (retraite) dans les monts Qingbian et Habiter les forêts Juqu. Shen Zhou étudia aussi les Quatre Grands Maîtres de la peinture Yuan, aussi bien que Mi Fu et Mi Youren des Song, Dong Yuan et Juran des Cinq Dynasties, du Xe siècle. Puis ayant atteint, selon lui, la maturité, il se révéla un immense créateur par des peintures « oiseaux et fleurs » dont les éléments sont pensés en résonances les uns avec les autres. Le tout étant, chaque fois, articulé à une poésie composée pour l'occasion (ici dans un style « cursive folle », par un ami).
L'autre école, qui domina la scène avec les artistes de cour, sous les Ming, est l'école de Zhe, autour de Dai Jin et l'école de Jiangxia qui s'inspirait d'un autre artiste de cour : Wu Wei. Ces deux peintres professionnels subirent le même sort. L'un fut expulsé, l'autre partit de lui-même : leur style était jugé trop « libre » par les peintres lettrés autour de Dong Qichang, le grand théoricien de l'époque, ardemment attaché à la redécouverte et à la préservation des formes anciennes.

#### Dynastie Qing (1644 - 1912)
- Art de cour et art d'exportation.

Le long de la rivière (de la capitale) durant la Fête Qingming, œuvre collective, ère Qianlong 1735-1799. Encre et couleurs sur soie,. Musée national du palais, Taipei,.

Les premiers temps de la dynastie sont marqués par des nostalgies et des réminiscences. Le peintre Yun Shouping (actif en 1633-1690) trouve son inspiration dans le sillage des peintures Song « fleurs et oiseaux », « herbes et insectes ». Cette tendance se trouve accentuée au sein de la cour et dans les commandes impériales par l'esprit encyclopédique qui tend à recenser tout ce qui existe et à le pérenniser tout en le contrôlant. Dans cet esprit, la peinture de la Fête de Qing Ming, (Fête des morts) reprend le même thème traité sous les Song. Mais alors que l'original s'attachait, dans la manière propre aux peintres professionnels, aux détails techniques, cette version s'attache aux loisirs : spectacles de théâtre (de plein air), acrobates, lutteurs… et on distingue nettement les pierres étranges qui s'élèvent, traditionnellement, dans les jardins, en couleurs bleu et vert, comme dans certaines peintures de l'époque Song. Quant à la représentation de l'espace des bâtiments, on peut constater des effets de perspective à l'occidentale, combinés aux obliques parallèles (isométrique) propres aux conventions chinoises traditionnelles, mais sans ombre. Ce qui laisserait supposer une influence des conventions occidentales apportées par les peintres jésuites (dont Giuseppe Castiglione) à la Cour. On peut en voir l'effet dans la représentation des figures (par exemple dans les cent portraits de soldats d'élite commandés par l'empereur Qianlong) où un certain modelé a été retenu quand l'ombre, à proprement parler, pourtant omniprésente dans le siècle du Caravage, n'aurait pu être acceptée en Chine.
Le centre de création de la céramique Qing à Jingdezhen exporte vers le monde entier d'innombrables porcelaines qui reprennent les formes et les techniques anciennes, les porcelaines « bleu et blanc » en particulier. Mais toutes ne sont pas conçues pour l'exportation, une autre partie, de très grande qualité est destinée au marché intérieur. Certaines étant réservées à la cour ou aux cours des états voisins, comme les « Bleu de Hué » destinés aux souverains et seigneurs ou mandarins du Viêt Nam. Mais on invente aussi une technique de décor qui démontre une maîtrise plus grande encore : la porcelaine aux émaux de petit feu poudrés, dits en Europe « famille rose » et qui peut donner lieu aux effets éblouissants d'un décor tapissant : véritable accumulation de motifs élégants évocateurs traditionnels de la fragilité du vivant,. En France on appelle « porcelaine de la Compagnie des Indes » les productions exécutées en Chine pour satisfaire les commandes des Européens, aux XIIe et XVIIIe siècles. Le XIXe s'écarte souvent de ces dernières et retourne à des modèles anciens proprement chinois.

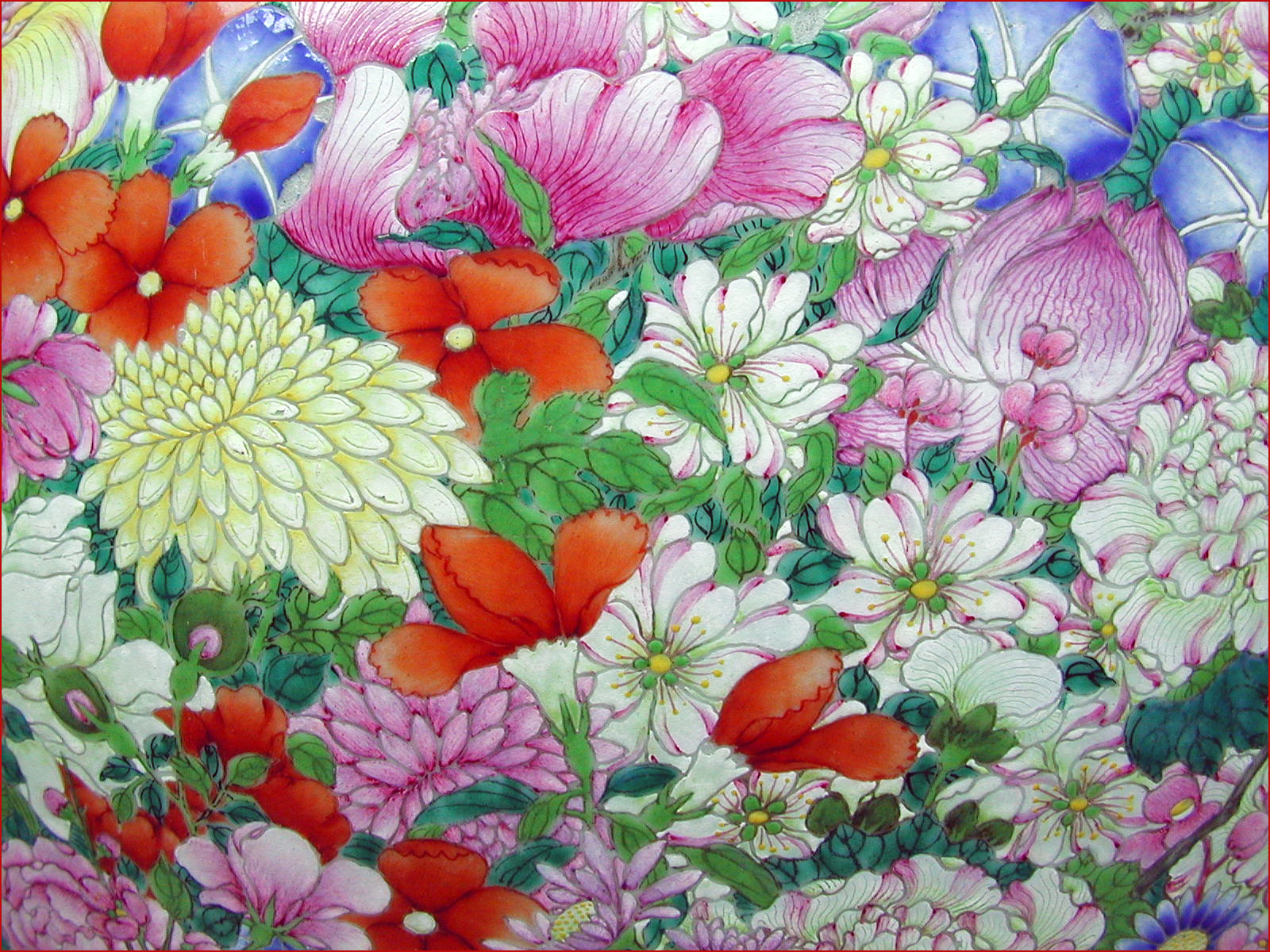
Vase à décor « mille fleurs ». Jingdezhen, Jiangxi. Fin période Qianlong (1736-1795). Détail, porcelaine à décor tapissant d'émaux poudrés, « famille rose ». Musée Guimet.
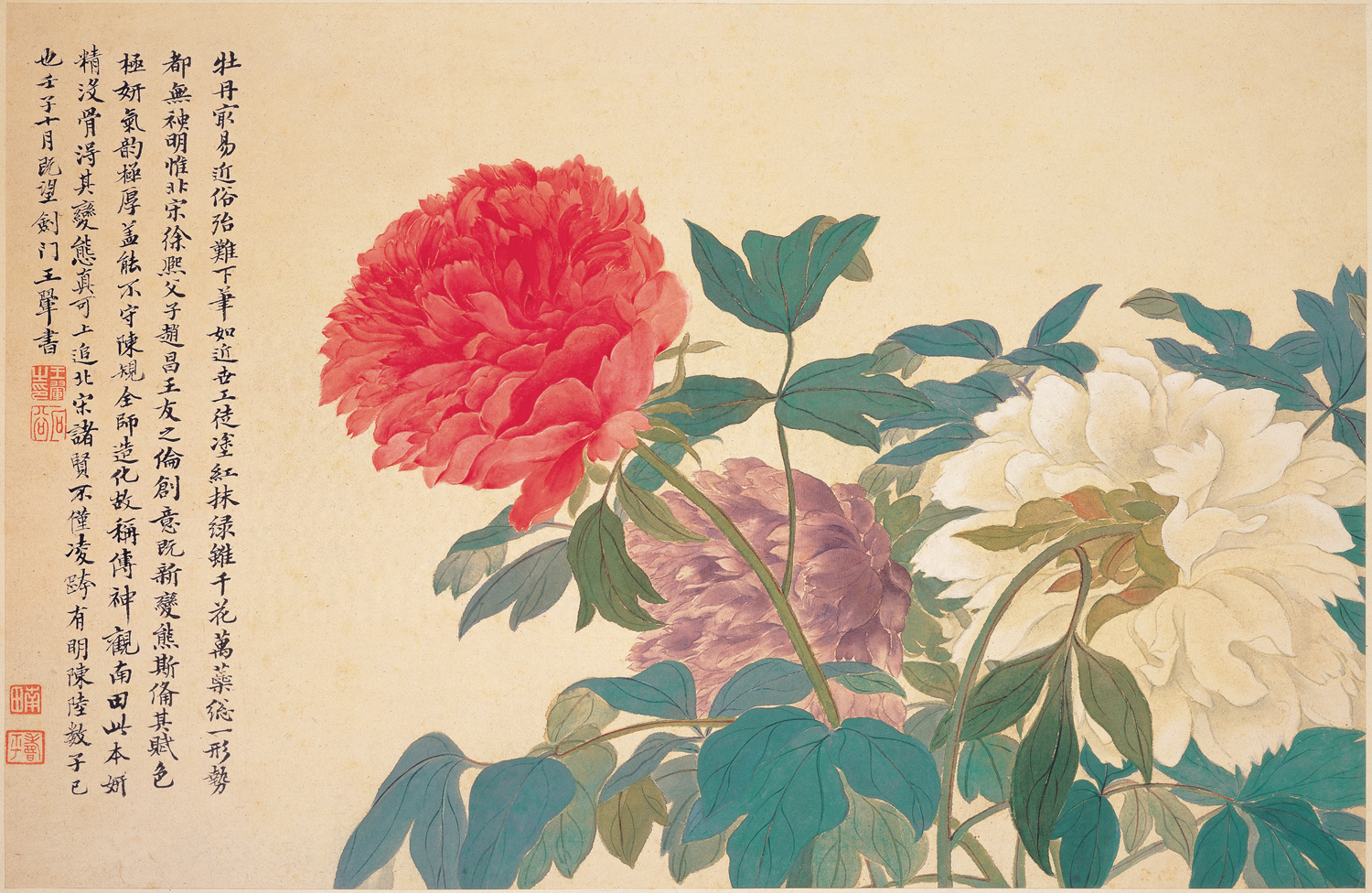
Pivoines, Yun Shouping, 1672, encre et couleurs légères sur papier, feuille d'un album réalisé avec Wang Hui, 40 × 58 cm. Musée du Palais, Pékin.
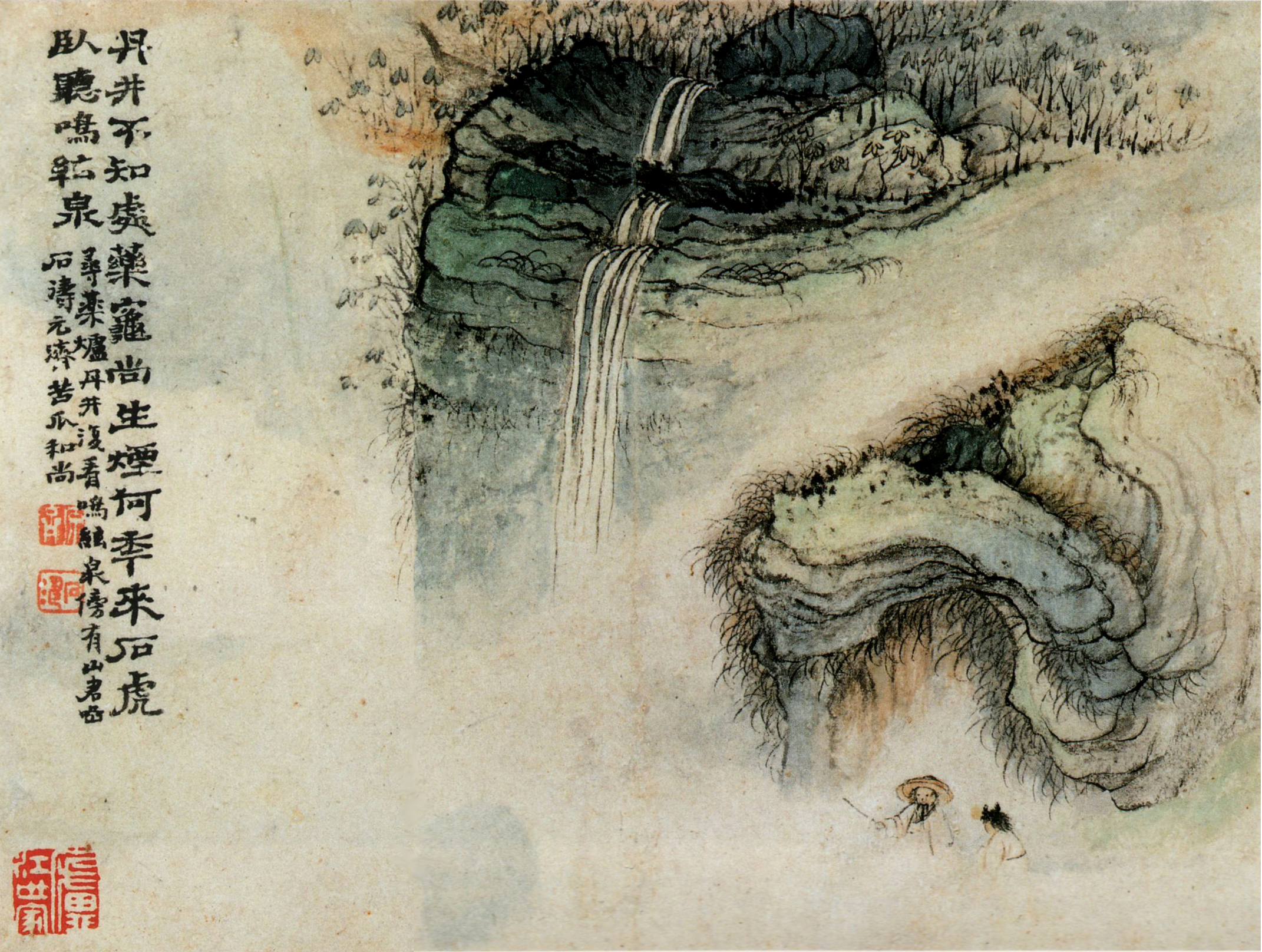
La Cascade de Mingxianquan et le mont Hutouyan. Shitao (1642- vers 1707). Rouleau portatif, encre et couleurs sur papier, 20 × 26 cm. Sen-oku Hakuko Kan (Sumitomo Collection), Kyoto.
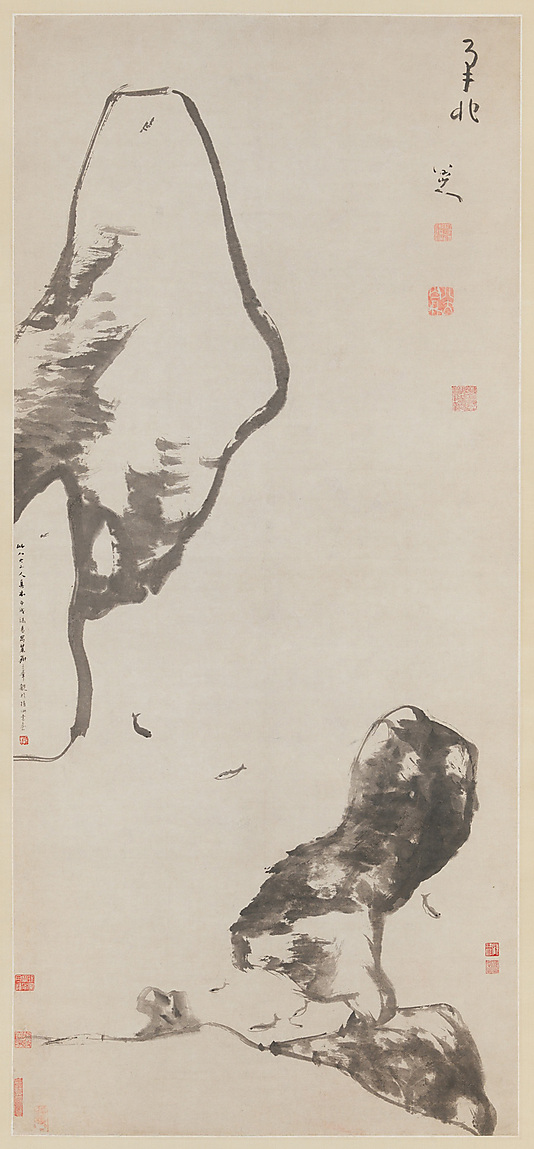
Poissons et rochers, Zhu Da dit « Bada Shanren » (1625-1705). Feuille d'album, encre sur papier, 135,3 × 61 cm. Metropolitan Museum of Art, New York.
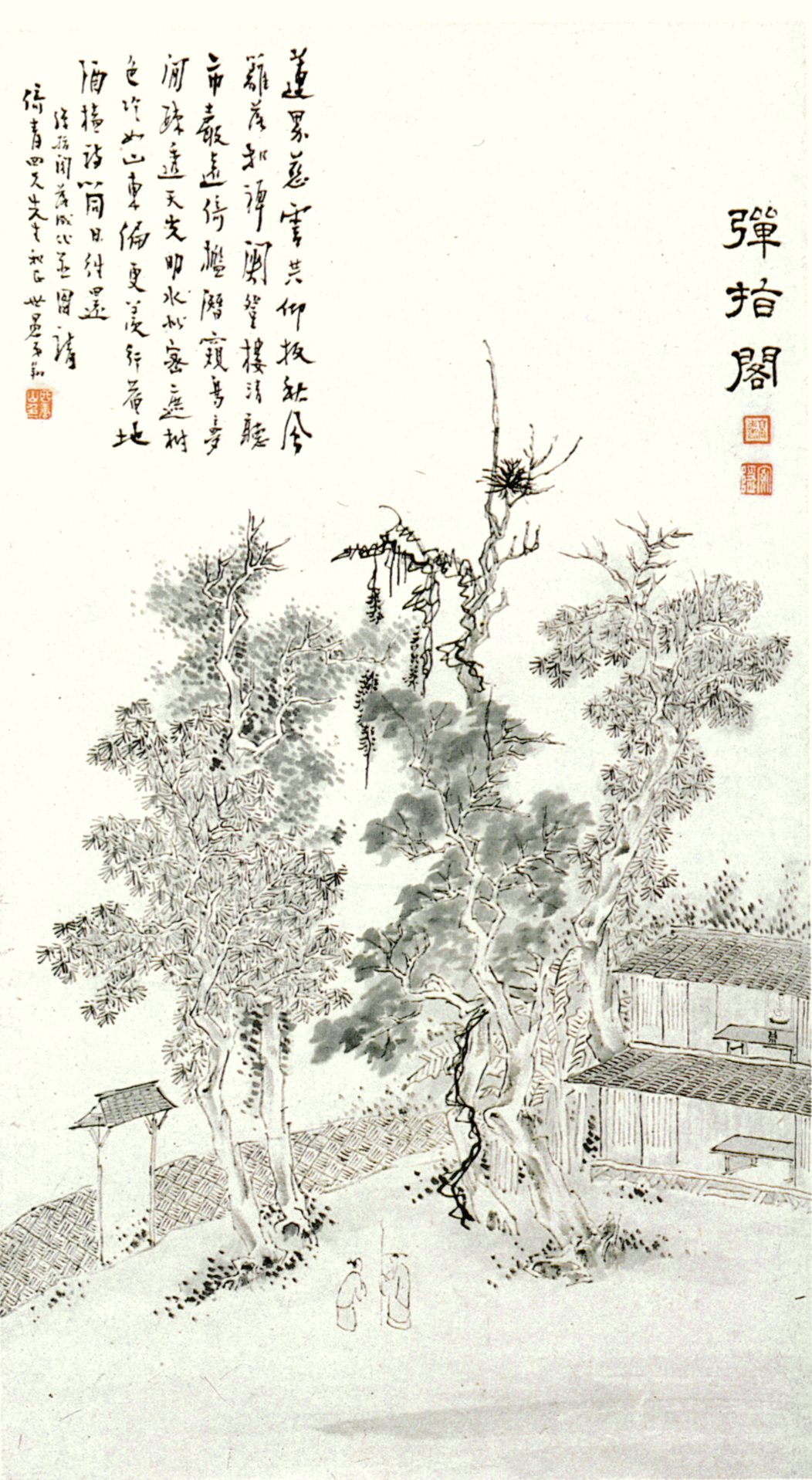
Le Pavillon Tanzhi, Gao Xian (1688-1753), rouleau mural, encre sur papier, 68,5 × 38 cm. Yangzhou Museum.
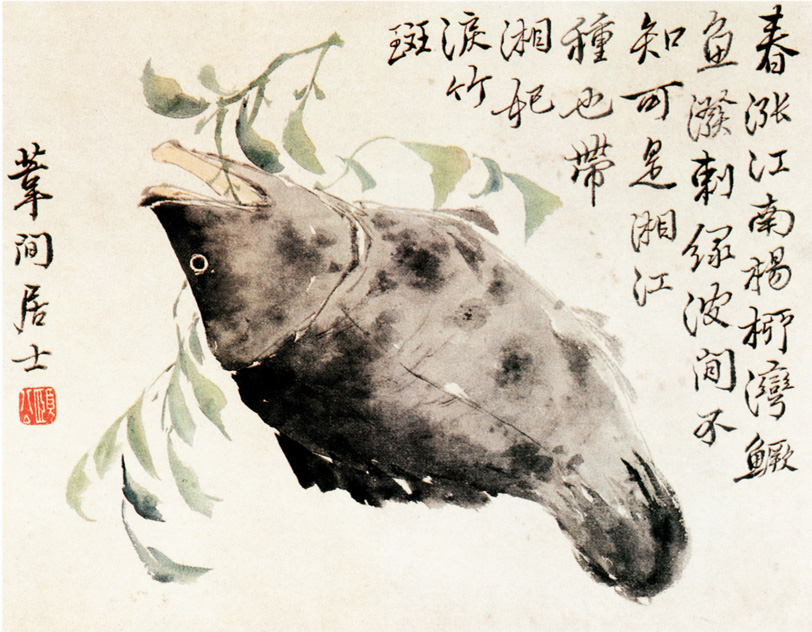
Poisson mandarin, Bian Shoumin (1684-1752), encre et couleurs légères sur papier. Studio Rongbaozhai, Pékin.
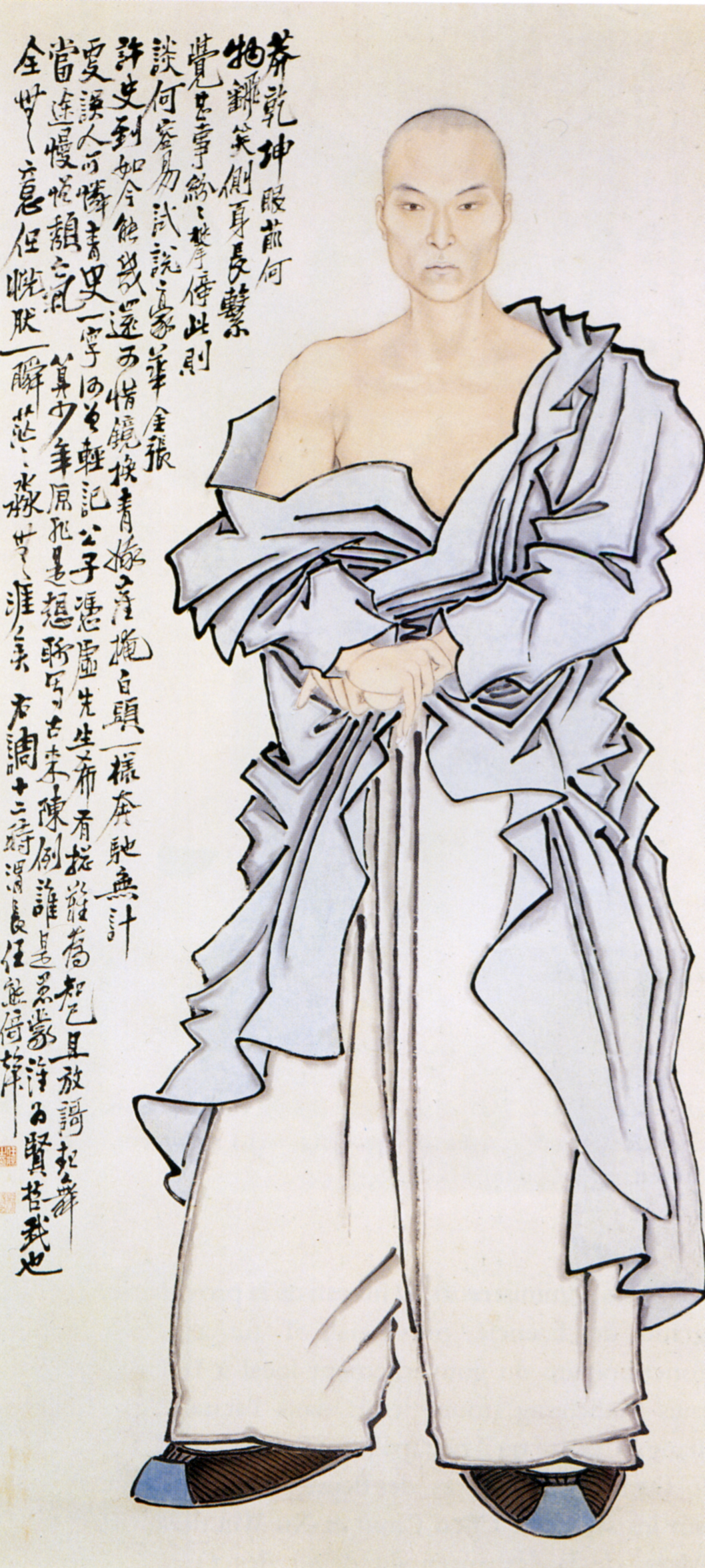
Autoportrait, Ren Xiong (1823-1857), encre et couleurs sur papier, 177,5 × 78,8 cm. Musée du Palais, Pékin.
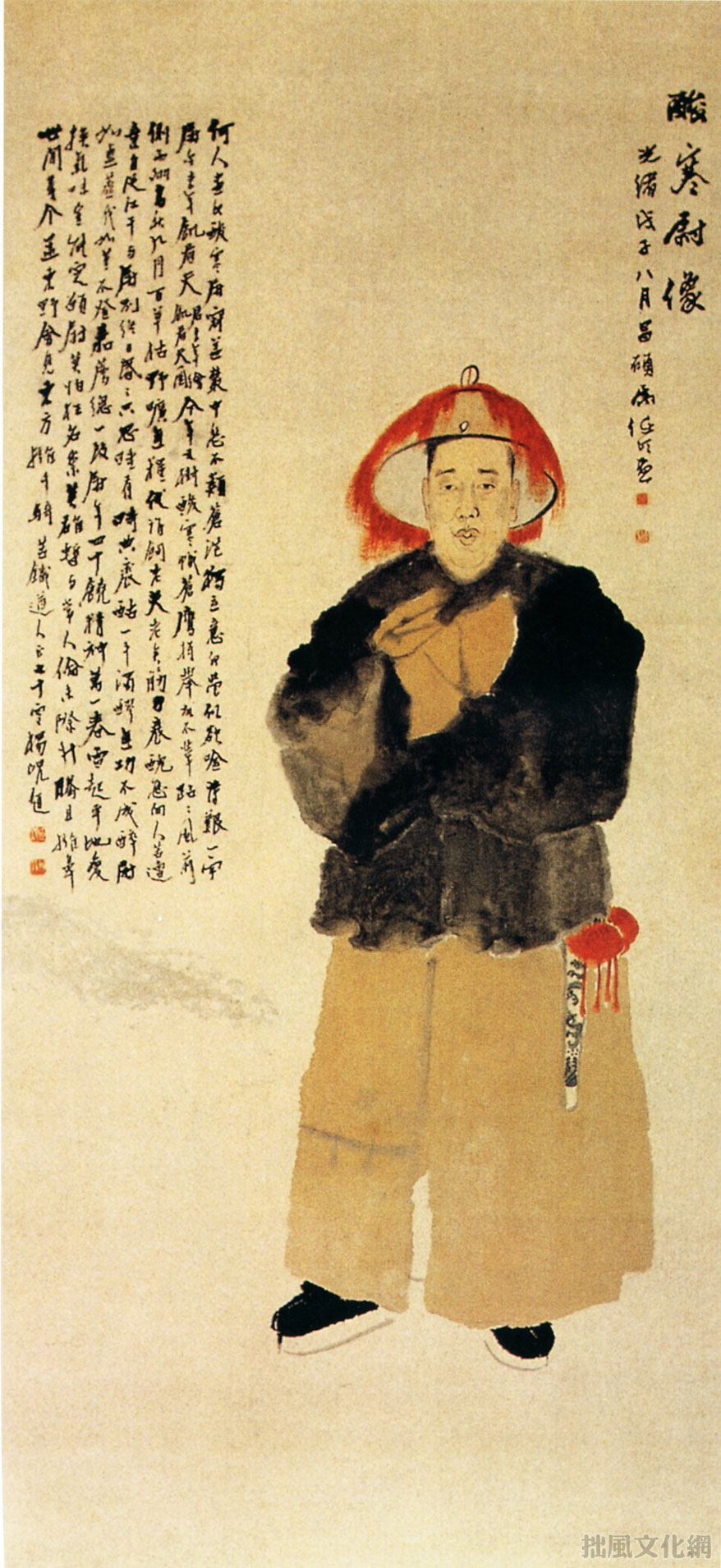
Portrait d'un crève-la-faim (Un ami fonctionnaire), Ren Bonian (Rèn Yí) (1840-1895), Encre et couleurs sur papier, 164,2 × 77,6 cm. Hangzhou, Provincial Museum. Zhejiang.
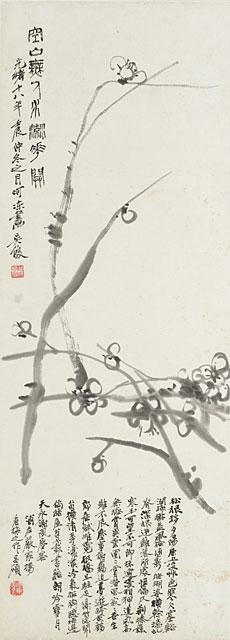
Branche de prunier en fleurs, Wu Junqing [Wu Changshi] (1884-1927). 1892, encre sur papier rouleau vertical 76 × 26 cm. Berkeley Art Museum and Pacific Film Archive.

- Individualistes et excentriques.

Dans un mouvement divergent de ce style méticuleux, dès la fin du XVIIe siècle, tout un ensemble de peintres lettrés restés délibérément hors des sentiers officiels se manifeste. Ils vont bien au-delà du non-conformisme traditionnellement nécessaire à une conduite élégamment et savamment lettrée. Cette fois, c'est une forte indépendance d'esprit qui caractérise cette génération de peintres « excentriques », dont les plus célèbres : les moines Zhu Da (Badashanren) (1625-1705) et Shitao (1642- vers 1707). On les regroupe souvent sous le nom d'« école de Yangzhou » (Jiangsu) avec Li Shan. Alors qu'eux-mêmes se réfèrent, pour l'indépendance d'esprit, aux peintres d'inspiration chan (ou, plus simplement, d'inspiration philosophique) : Liang Kai, Muqi, Wu Zhen, Zhu Derun, Ni Zan, Shen Zhou ou Xu Wei, ils influencent à leur tour les Huit excentriques de Yangzhou et de Shanghai du XIXe : Ren Xiong (1823-1857), Ren Bonian (ou Rèn Yí) (1840-1896) et Xu Gu (vers 1824-1896) ainsi que des peintres shanghaïens, tel Wu Changshuo (1844-1927), à la fin de la dynastie. Tous sont d'autant plus décidés à affirmer une forme d'individualisme, de révolte et de désespoir quand se répandent, sous les Qing, des cahiers de modèles imprimés, qui répertorient en les banalisant tous les procédés des peintres anciens ; ruinant ainsi les plus hautes valeurs de la Chine dans un monde qui s'effondre, sous le coup des crises et avec l'occupation étrangère. Les peintres « excentriques », de toutes époques, ont servi de référence aux artistes modernes occidentaux, tout particulièrement les surréalistes (André Masson, peut-être le plus concerné) et l'Expressionnisme abstrait de l'École de New York (Mark Tobey, Robert Motherwell…) mais aussi une foule d'artistes comme Hans Hartung ou Jean Degottex.

### Art moderne

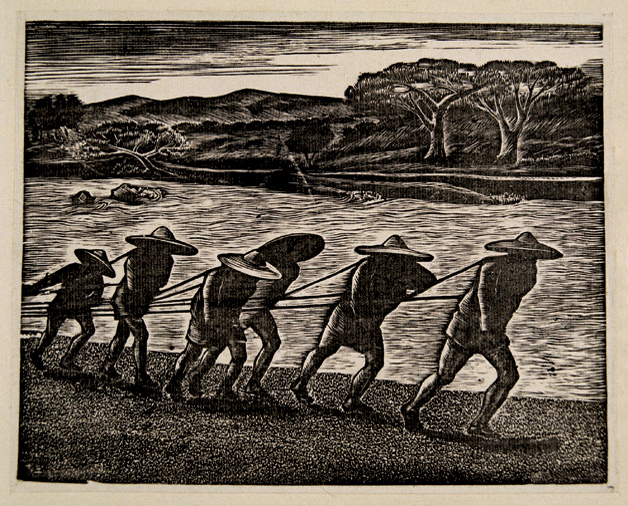
Luo Qingzhen (1905-1942), À contre-courant, 1935. Gravure sur bois en noir et blanc,. NAMOC, Pékin.

L'art moderne en Chine, se développa en république de Chine (1912-1949) en Chine continentale, et à partir de 1912 sur l'île de Taïwan, alors colonisée depuis 50 ans par le Japon), ainsi qu'en république populaire de Chine à partir de 1949, et dans la république de Chine à Taïwan après 1945 car il proposait tout un système en rupture avec la culture traditionnelle qui était, quant à elle, associée à l'ancien régime.
Liu Haisu (1898-1994),, de la toute nouvelle école de peinture à la gouache ouverte en 1911 à Shanghai, prit l'initiative, en novembre 1912 (à seize ans), de fonder une « Académie shanghaienne de peinture nationale ». On y expérimenta tous les moyens et tous les sujets, y compris le nu. Ce thème artistique était réservé à la vie intime des regardeurs, en Chine. Ce fut une conquête, lente à s'imposer. Mais elle y parvint comme tout ce qui éveillait les valeurs occidentales attachées à la catégorie du Beau, et qui furent intégrées par la création d'une nouvelle pensée de la peinture et des arts en général. L'introduction, fin XIXe siècle, du néologisme meixue pour traduire le concept occidental esthétique reflète bien l'effort d'ouverture de la Chine moderne. De nombreuses écoles des beaux-arts virent le jour, ainsi que des salons, puis des musées et des galeries. Dans les années 1920 et 30 certains jeunes artistes purent bénéficier, comme tous les étudiants chinois, de conditions spéciales pour étudier en Occident. Mais déjà ces jeunes artistes firent des choix. Zao Wou-ki se tourna vers l'école de Paris, il retrouva à Montparnasse Pan Yuliang (1895-1977), Xu Beihong (1895-1953), Lin Fengmian (1900-1991), Chang Yu (1901-1966) et Wu Zuoren (1908-1997). Dans une autre voie, Qi Baishi (1863-1957), proche des excentriques comme Zhu Da de la dynastie Qin, se réappropria le riche répertoire traditionnel avec une écriture gestuelle ferme dans l'humide et des détails de végétaux ou de petits animaux observés avec un plaisir ensuite partagé par une large portion du public chinois. Cette voie fut aussi celle, dans une approche plus austère de la tradition, de Fu Baoshi (1904-1965). Tandis que la gravure sur bois, qui servait déjà pour l'impression des livres, fut revisitée par les associations de jeunes graveurs de Shanghai dont Luo Qingzhen et Li Hua (né en 1907) en se référant à la gravure expressionniste et à celle de la Nouvelle Objectivité de Käthe Kollwitz (1867-1945). Leur lisibilité et leur efficacité expressive auprès des couches populaires faisaient l'objet d'un véritable engouement de la part de jeunes artistes engagés, en communistes et en résistants, dès 1932, à l'expansionnisme du Japon prélude à la guerre de 1937. L'homme de lettres et critique d'art Lu Xun, lui-même très engagé, organisa une exposition des gravures allemandes à Shanghai en juin 1932. Peu après Li Hua fonda le mouvement Lu Xun de Gravure Moderne qui a été largement influencé par le réalisme socialiste. Ce « réalisme socialiste » fut imposé par Mao Zedong pendant sa longue période de pouvoir (1949-1976).

### Art contemporain

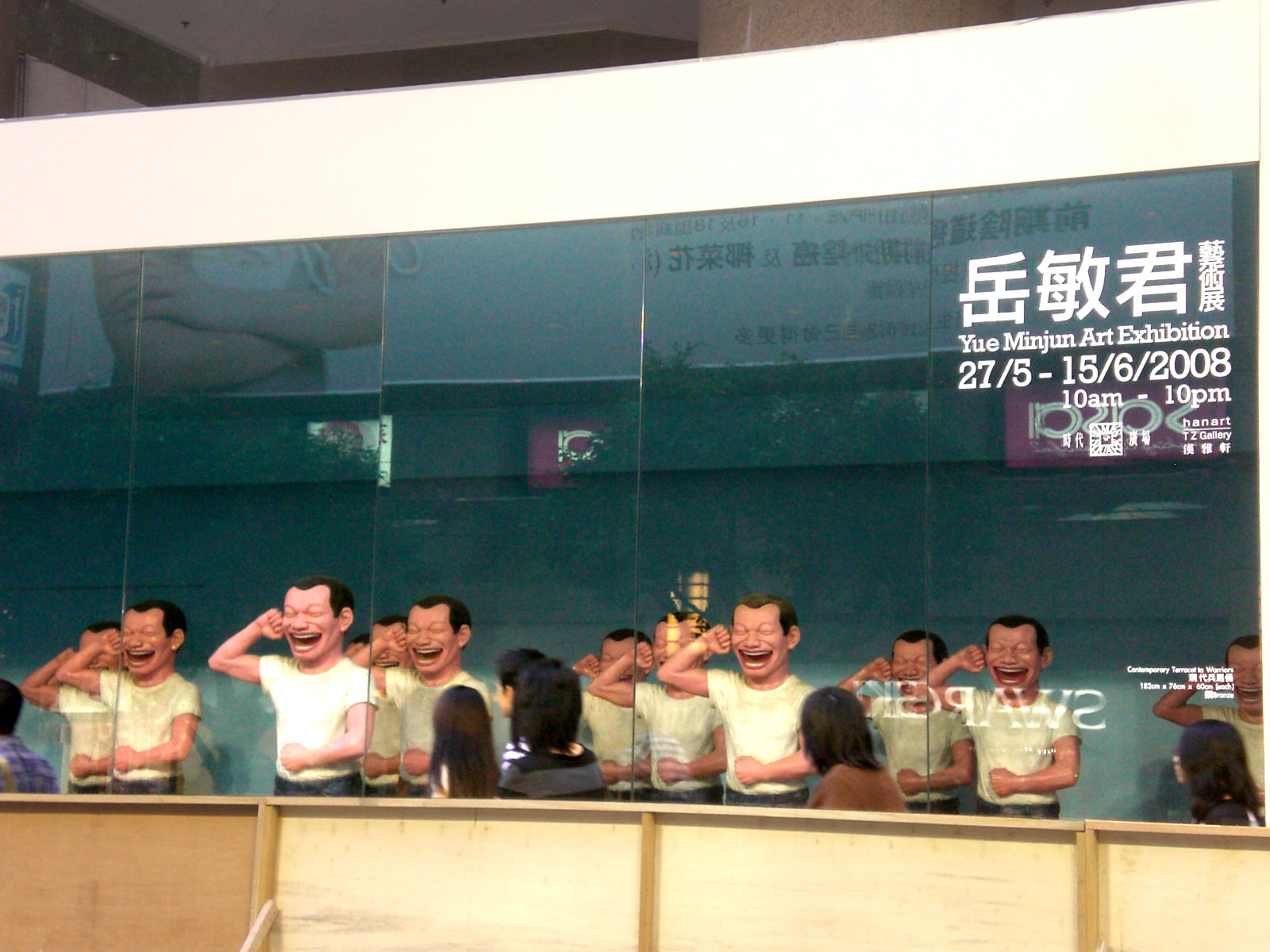
Armée de terre cuite contemporaine Yue Minjun. Bronze polychrome, chaque pièce. Installation en vitrine. Exposition 2008. Times Square, New York.

Pendant la révolution culturelle, dès 1973, quelques jeunes sans formation artistique se lancèrent dans l'observation de la nature et sa transcription romantique et impressionniste. C'était aller à l'encontre d'une peinture au service de la propagande, explicite et sans recherche formelle particulière (hormis le réalisme visant une communication claire pour tous). Leur première exposition eut lieu deux ans après que la fin de la révolution culturelle eut été décrétée, en 1979, parmi d'autres expositions de groupes non officiels. L'un d'eux, le groupe « Cicatrices », groupe littéraire (Littérature des cicatrices) tout autant que pictural, reprit le style réaliste pour traiter des aspects les plus sombres de la révolution culturelle. En 1979 une autre variante du réalisme pu exposer ses qualités formelles « photo-réalistes » alors qu'elle traitait de sujets documentaires anecdotiques, entre autres les minorités chinoises, un sujet particulièrement sensible. Le groupe « Les Étoiles » beaucoup plus contestataire eut à subir encore une fois la censure. Sur le plan politique, avec l'arrivée au pouvoir des pragmatiques fin 78, ce sont « les années Deng » qui permettent tout de même une assez large souplesse sur les questions culturelles et une nouvelle ère commence pour l'art chinois. Les nouvelles figures de l'art contemporain chinois, artistes, critiques et commissaires faisaient alors leurs premières armes.
En 1985 le mouvement amorcé en 79 produisait des émules de l'art moderne occidental et de très nombreuses publications sur tout ce qui s'était passé en Occident au XXe siècle soutenait la créativité des jeunes artistes. Ce fut la « Nouvelle Vague » chinoise de 1985-86. Les œuvres de Rauschenberg Overseas Culture Interchange, en novembre-décembre 1985 à la Galerie nationale, eurent un énorme impact contre les idées reçues et pour la créativité. Elles exposaient avec la plus évidente clarté l'arbitraire des limites entre les genres, entre peinture, photographie et sculpture. Et cela causait de l'excitation et souvent du trouble. Beaucoup en venaient à ne plus percevoir la distinction entre art et non-art… Les débats étaient relayés par les revues d'art qui étaient dorénavant très lues et commentées. En 1989, l'« Exposition d'art moderne chinois » fut le point d'orgue de cette période et réunit tous les artistes qualifiés d'« Avant-Garde ». En mai 1989, à l'exposition « Les magiciens de la Terre » au Centre Pompidou, pour la première présentation d'artistes contemporains hors de Chine, le consultant pour la section chinoise de l'exposition était Fei Dawei, critique d'art qui avait « lancé », en 1985, avec ses amis artistes, les premières manifestations d'art contemporain de la « Nouvelle Vague 85 ».
Au printemps 1989, les manifestations de la place Tian'anmen, entre le 15 avril et le 4 juin, furent réprimées brutalement et un nouveau « tour de vis » s'ensuivit pour étouffer tout ce qui voulait s'exprimer en Chine. Des milliers d'artistes émigrèrent au cours de cette décennie et constituèrent une communauté d'artistes chinois d'outre-mer. Mais le pli était pris et bientôt, en 1994, les termes d'« art contemporain » et d'« art expérimental » furent systématiquement employés (« art moderne », attaché à la période qui s'était achevée avec les événements de la place Tian'anmen, devait être remplacé, « art contemporain » faisait plus « chic » et « branché »). Dans ce mouvement le marché de l'art contemporain chinois était lancé sur les places internationales et l'opportunité d'exposer à l'étranger reçu un appui de plus en plus régulier de la part des autorités chinoises. Celles-ci, dès lors, dans les années 2000, ont tout fait pour rapprocher l'art du public, le « populariser » avec un double effet : d'une part une réelle politique de construction d'espaces consacrés à l'art au sens large, le patrimoine et l'art contemporain, d'autre part retirer à celui-ci la part la plus agressive et contestataire ou expérimentale en mettant en avant des produits à la mode, qui se vendent bien et qui sont de bons signes extérieurs de réussite pour les collectionneurs. En 2011, des multitudes d'artistes chinois, jeunes et moins jeunes, libres de circuler ou contraints de rester à l'étranger, manifestent de par le monde leur désir de pratiquer toutes les formes de l'art contemporain, parfois critique sur l'état de la Chine et du monde en général. Ils se font connaître internationalement par des expositions, parfois percutantes, comme ce fut le cas d'Ai Weiwei en 2010-2011 à la Tate Modern (Ai Weiwei, est l'un des 303 intellectuels chinois signataires de la Charte 08).

## Spécificités des arts en Chine sous l'Empire
La culture chinoise sur la longue durée de l'Empire, est, à côté de la culture occidentale, exceptionnellement bien documentée, par des auteurs chinois nombreux, au regard des réalisations sélectionnées pour leurs qualités « artistiques » sur des critères explicites mais évolutifs, réalisations elles-mêmes conservées en grand nombre. Aussi une meilleure connaissance interdisciplinaire permet-elle aujourd'hui d'aborder ce qui différencie ces réalisations - artistiques - de l'art occidental en reposant la question de l'artistique, et d'envisager en conséquence une extension du champ de l'art, comme l'art contemporain a pu le faire à la fin du XXe siècle. Dans ce but il est nécessaire de faire appel à l'anthropologie et la sociologie, autant qu'à l'histoire et à l'esthétique.

### La calligraphie
La calligraphie est considérée en Chine ancienne comme le plus noble des arts.
Depuis que les Chinois utilisent le stylo, l'écriture courante, dépourvue de toute inflexion autre que l'empreinte graphologique individuelle, n'a plus rien à voir avec la calligraphie traditionnelle au pinceau. Même si autrefois l'écriture n'avait pour le plus grand nombre qu'un usage pratique, c'était le même pinceau qui pouvait servir à donner forme à une expression individuelle. Le pinceau, l'encre et le papier pour les Chinois, permettent un art de l'écriture qui par ailleurs n'a rien à voir avec les calligraphies orientale et occidentale. Cette pratique artistique ne relève pas de l'ornement et n'est jamais travaillée dans un but décoratif. Par contre, les types de caractères stylisés utilisés depuis le XXe siècle, les meishuizi, venus des arts graphiques, ont ce caractère décoratif. On les utilise pour la publicité, dans l'édition et les images vidéo ou la bande dessinée.
« Cet art (la calligraphie) est mis sur le même pied que la musique la poésie et la peinture, et même parfois placé au-dessus d'elles. […] (Car) le pinceau enregistre avec la fidélité d'un sismographe les infléchissements les plus légers du geste aussi bien que ses écarts les plus soudains ».
Indépendamment du pinceau les cinq principaux types d'écriture traditionnelle confèrent une tonalité expressive au texte, et des conventions en régissent l'usage habituel tout en autorisant une certaine liberté, surtout pour les artistes contemporains.
- Le zhuanshu, « écriture sigillaire » en usage dans l'Antiquité est encore employée aujourd'hui pour donner une dimension nostalgique et poétique à une pratique artistique. Elle a toujours servi pour composer les sceaux, en guise de signatures personnalisées.
- Le lishu, « écriture des scribes » imposée par le premier empereur. Normalisée par les Han qui s'appuient sur elle pour composer l'« écriture régulière ».
- Le kaishu, « écriture régulière », composée sous les Han elle atteint sa perfection sous les Tang. Élégante, souple et remarquablement lisible, c'est la forme la plus courante en Chine. Tout artiste passe d'abord par sa maîtrise. Les plus grands et Wang Xizhi (321-379) et son fils Wang Xiangzhi (344-386) ont su en révéler toutes les tonalités[N 51].
- Le xingshu, « écriture cursive » et sa variante la « semi-cursive », utilisées pour la prise de notes, elles sont aussi devenues les formes d'écriture préférées pour l'expression personnelle.
- Le cǎoshū, « écriture d'herbe », est une cursive très rapide qui joue des raccourcis et des ligatures qui relient les caractères entre eux. La liberté extrême qui s'y inscrit est ensuite un défi pour les lecteurs et stimule leurs esprits, suggérant de multiples interprétations à l'œil expert.

La spontanéité apparente de la « cursive folle » (en particulier la présentation autobiographique de Huaisu) et l'évocation elliptique (de l« Origine Primordiale ») par le geste de Zhu Derun et les peintres moines du bouddhisme Chan ont frappé l'imagination des artistes occidentaux au XXe siècle. En particulier ceux de l'école de New York. Ces modèles de spontanéité, mais perçus en tant que gestes et non en tant que vecteurs de sens, venus d'une civilisation aussi ancienne que la civilisation chinoise ont donné une incroyable assurance aux artistes occidentaux pour s'affirmer en rupture des traditions figuratives occidentales.
Outre ce qui a été dit plus haut pour ce qui concerne la Chine ancienne : « Dynastie Han », « Dynastie des Jin orientaux », « Dynastie Yuan » : Zhao Mengfu, et : « Les peintres », ci-dessous, il est à noter qu'actuellement la calligraphie, encouragée par les autorités à partir des années 1980, est incluse dans les programmes des écoles des Beaux-Arts chinoises.
Très visible dans l'art d'aujourd'hui au contact de l'art contemporain « occidental », l'usage de la calligraphie est devenu, semble-t-il, un trait spécifique, distinctif, de l'art chinois contemporain (Gu Wenda, avec ses pseudo-caractères fondus dans des cheveux, et sa traduction et retranscription de poésie Tang, et Xu Bing, avec son installation mixed-media interactive, « Classe de calligraphie » de 94-96) entre autres).

### Copies de peintures et de calligraphies
Les copies

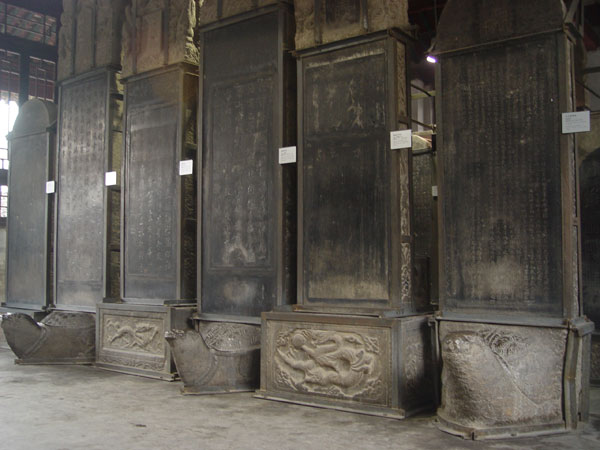
Stèles anciennes. Musée de la Forêt des stèles, Xi'an

La copie de textes en s'appuyant sur des estampages est le mode traditionnel d'apprentissage de la calligraphie. La copie de peinture par décalque ou par imitation est chaque fois une manière d'étude des peintres anciens. La copie doit être distinguée du faux, produit dans le but de tromper les collectionneurs.
Les copies des plus anciens textes sont conservées sur des stèles de pierre, où le texte est gravé. Or, dans les originaux, les jeux de l'encre, fluide ou épuisée, les effets dus à la nature du support, sa forme ou ses dimensions accentuaient les effets expressifs du texte calligraphié. Et c'est une difficulté supplémentaire à laquelle sont confrontés les artisans sculpteurs qui, aujourd'hui encore, gravent les stèles chinoises, et doivent rendre ces subtilités pour immortaliser les œuvres majeures. Ils s'appuient sur des calques tirés des originaux… ou sur de bonnes copies ! La forêt de stèles, dans la capitale des Tang à Xi'an, rassemble ainsi tous les Classiques chinois. De nombreuses peintures anciennes, au trait, ont elles aussi été préservées par les gravures sur pierre. On en relève l'empreinte par estampage en noir. Un estampage peu commun puisqu'on relève d'abord l'empreinte de la gravure avec une feuille humide. Cette feuille séchée, on la tamponne uniformément avec une encre noire. Les formes gravées apparaissent en négatif, les creux de la pierre gravée devenant des zones blanches sur fond noir.
Les copies de peintures sur papier sont soit des copies exactes (mu) soit des copies libres (lin). L’objet d’une copie exacte est la reproduction la plus proche de l’original dans son apparence. Une feuille, très fine, est placée sur l’original, et le tracé s’effectue lentement. Une méthode plus précise (shuanggou tianmo) quand elle est réalisée avec esprit consiste à tracer les bords extérieurs des traits, puis à remplir d’encre l’espace intérieur de chaque trait avec des gestes méticuleux et un pinceau extrêmement fin. Pour une copie libre on place une feuille de papier à côté de l’original et le copiste travaille à sa propre vitesse. Les copies produites ainsi peuvent s’écarter plus ou moins de l’original depuis celles qui sont d’esprit et de style très proche de l’original jusqu’à celles qui comportent tout à la fois une certaine ressemblance avec l’original mais aussi les signes du style propre au copiste.
De très nombreuses peintures sur soie ou sur papier, copies ou faux, remplacent aujourd'hui les originaux disparus au cours des guerres et des incendies. Il est difficile dans ces conditions de déceler dans ces copies ou ces faux les indices qui permettent d'identifier l'époque à laquelle appartient le copiste. Dans le cas d'une copie véritable qui est un exercice et un hommage et ne fait qu'imiter le style de l'original, la copie doit témoigner aussi de ce qui est propre au copiste, son énergie et son « inspiration », elle est en principe signée par le copiste et comporte une mention à l'auteur de l'original. Quant aux nombreux faux, anciens ou non, qui ont été produits pour tromper un éventuel collectionneur (la signature et les sceaux sont alors des faux) ils évoquent, avec plus ou moins de bonheur, sur des supports apparemment d'époque, ce qu'était le style de l'artiste. Mais il existe aussi une pratique spécifique au monde des lettrés et qui consiste lorsqu'on est un peintre connu de faire appel, pour tout ou partie d'une peinture de commande, à un pinceau de substitution, peintre professionnel ou disciple lettré, et d'apposer ensuite sa signature et ses sceaux. Ceci n'est pas sans contradictions avec l'éthique du peintre lettré.
Les copistes
Les empereurs, comme tous les calligraphes, grands et petits, se sont plu à réaliser de leur propre main, comme un exercice et un hommage, d'excellentes copies des plus grands maîtres anciens ou de ceux qui leur étaient contemporains. Ainsi il existe une copie réalisée par Hong Li, l'empereur Qianlong (1711-1799) des Qing d'après une autre copie qui avait été réalisée, quant à elle, par le célèbre Dong Qichang (1555-1636). Dong avait eu sous les yeux la copie réalisée par un certain Liu Gongquan (775-865) d'après l'original des « Poèmes du Pavillon des Orchidées », calligraphiés par Wang Xizhi (321-379), mais composés par ses amis et invités au célèbre Pavillon, à Shaoxing, (Zhejiang) près de l'actuelle Shanghai. La très célèbre Préface que Wang Xizhi a rédigée pour introduire ce recueil, est empreinte d'une pensée émue pour le temps qui passe, pensée permanente dans l'art en Chine impériale et qui s'articule précisément à la pratique de la copie qui redonne vie à un texte ou une peinture ancienne. Cette pratique fut donc surtout celle des élites lettrées, dont certains empereurs, comme on vient de le voir avec Hong Li, l'empereur Qianlong, un autre empereur a laissé de nombreuses copies, Zhao Ji, l'empereur Huizong des Song, qui excellait dans l'art de l'écriture par ses remarquables calligraphies, aux traits aigus et suprêmement élégants et qui était aussi poète et peintre de « fleurs et oiseaux », il laissa de sa main de nombreuses copies de calligraphies et de peintures d'époque Tang ou antérieures qui sans lui seraient aujourd'hui oubliées.

### Les peintres
Les catégories de peintres
Deux groupes de peintres se sont constitués au fil du temps. Mais ces groupes n'étaient pas étanches l'un à l'autre.
Dès l'origine et encore à l'époque des Tang ce métier est exercé par le peintre professionnel, artisan, moine peintre ou parfois membre de l'aristocratie, pratiquant « presque comme » un artisan. Les céramistes, les bronziers, les peintres en laque et les sculpteurs ont toujours eu le statut de professionnels. Le peintre professionnel produit des peintures pour les besoins de l'empire, pour l'aristocratie (et la nécessité sociale des cadeaux) et pour les rites, parmi d'autres objets (céramiques, bronzes, laques…) que nous considérons en occident comme de l'art et qui avaient alors des fonctions diverses (offrandes rituelles, cadeaux, signes d'un statut d'aristocrate…).
Le style dominant qui caractérise cette peinture est une remarquable précision du pinceau et de longues courbes continues. Il s'en dégage un puissant effet d'énergie et de mouvement. Les représentations sont souvent elliptiques et stylisées. La ressemblance exacte et nommable du monde visible ou invisible et de nombreux détails jugés essentiels caractérisent cette peinture à l'époque Tang. Elle est réalisée au trait d'encre noire, s'appuie si nécessaire sur des études sur nature (pour les oiseaux, les chevaux…) et sur des dessins calculés pour l'architecture, avec souvent des couleurs vives, ponctuelles ou en larges effets rythmiques intégrés à la composition et au sens de l'image. Les peintures murales des grottes bouddhistes ont conservé les traces de l'esquisse préparatoire, très souvent éloignée du trait définitif.
À ce premier groupe s'ajoute, au Xe siècle, le peintre lettré qui s'imposa progressivement comme la figure essentielle du monde de l'art. Un certain nombre, parmi les plus anciens et les plus célèbres, a vécu de sa peinture. Un peintre de paysage aussi important que Jing Hao (v. 870-v. 930) a vécu ainsi de sa peinture toute sa vie, sans charge administrative. Fan Kuan (XIe siècle) a vécu en taoïste, isolé dans les montagnes. En tant que lettré, ayant passé des concours, le peintre lettré a cependant, la plupart du temps, une fonction administrative, mais certains n'ont pas de charge. Peintre amateur à ses heures libres, quand il a une charge, il se distingue par sa maitrise, corporelle et mentale, de la calligraphie, maitrise de l'encre noire, de l'eau (ses modulations dans l'encre) et du pinceau (avec tous les angles d'attaque du support, tous les effets de ponctuations possibles). Cette maitrise devait, comme pour la poésie calligraphiée, refléter la personnalité du peintre, la couleur n'y étant, en principe, qu'accessoire. Aucune esquisse, aucun repentir n'étant possible, de nombreux essais étaient admis, comme pour la calligraphie. Le refus de tout essai pouvait être volontaire, avec une pratique spontanée et parfois dans un état d'ébriété recherché. Dans l'esprit des lettrés, depuis Dong Qichang (1555-1636) il faut distinguer deux traditions picturales : l'École du Nord et l'École du Sud, laquelle est plus attentive à l'esprit qu'à la lettre dans l'évocation d'un lieu et des formes. Cette distinction a eu un impact décisif sur l'orientation générale de la production picturale en Chine et très au-delà.
À ces deux groupes s'ajouta une institution impériale. L'Académie, au début de la dynastie des Tang, est constituée de peintres professionnels, de moines peintres et de peintres professionnels lettrés qui furent regroupés, en tant qu'artistes de cour, dans diverses organisations correspondant à des académies de peintures. L’Académie officielle fut établie à Bianling (Kaifeng) par les Song du Nord, puis rétablie à Hangzhou, sous les Song du Sud. Cette institution fut maintenue jusqu'aux derniers temps de la dynastie Qing.
Avec la fin de l'empire le recrutement de lettrés cessa. Un nouveau type d'artiste-intellectuel, novateur sur le plan technique et artistique, vit le jour dès les premiers temps de l'art moderne chinois.
Le classement des peintres
La peinture est classée. On utilise plusieurs « critères » pour cela. Au-dessus des qualités miao (merveilleux) (qui plaît au commun des mortels) et shen (divin), le plus haut degré de l'art pictural, sous les Song, yi (affranchissement) possède une double connotation qui en complique l'usage. Ainsi on trouve souvent dans la peinture l'assimilation des « lettrés retirés » yimin (confucéens) — retirés, ou affectant de l'être, afin d'avertir et de corriger le prince — et les « lettrés hautement affranchis » gaoyi (taoïstes) — sages taoïstes habitants des montagnes (comme Fan Kuan). Ainsi les Sept Sages du bosquet de bambous, à l'origine lettrés retirés furent représentés dans les séries de portraits de lettrés hautement affranchis.

### Supports et matières de la peinture
La peinture sur céramique, un support qui absorbe la couleur instantanément, exige une grande maîtrise du geste rapide et sans repentir. La peinture ainsi réalisée conserve la trace du geste du corps, son énergie et son mouvement. Ces traits sont permanents dans la peinture chinoise quel que soit son support.
Dès les Han au premier siècle avant notre ère la peinture (encre et couleurs) couvrait déjà les murs des palais aujourd'hui disparus, les murs des tombes les ont souvent préservées en partie. La réalisation de laques peintes sur bois a permis aussi de conserver d'anciens témoignages de la peinture ancienne, avec les qualités graphiques propres à ce médium.
Les artistes peignaient aussi sur des rouleaux de soie, un taffetas de soie et plus tardivement sur des feuilles de papier, éventuellement assemblées pour constituer une surface importante de papier…

### L'art du jardin chinois
Sous la dynastie Qin, les considérables travaux d'architecture et de jardins entrepris par Qin Shi Huang (ou Shi Huangdi, 221-206 av. J.-C.), le Shanglinyuan, ont donné une nouvelle impulsion à une antique tradition du jardin. Dès les premiers jardins privés de fonctionnaires aristocrates, dès le IIIe siècle, mais surtout avec les Song, le jardin devient une pratique codifiée. À partir des Tang, la retraite est souvent célébrée dans les poèmes et la peinture. Le jardin est un lieu de plaisir et de culture de soi. Il devient un véritable enjeu idéologique et culturel sous les Yuan. Les lettrés, en tant que fonctionnaires installés provisoirement dans des postes plus ou moins éloignés de la cour ou ayant choisi de se retirer pour ne pas collaborer avec ces « étrangers » mongol, vont en faire une pratique artistique, un art, au sens plein et entier qui fait l'objet de traités, où chaque élément est signifiant dans sa relation à l'ensemble. Les lettrés trouvent leur inspiration au sein des mêmes représentations taoïstes que celles qui fondent l'art de la calligraphie dont ils développent les multiples aspects dans la peinture de paysage philosophique (voir ci-dessus : la dynastie Yuan). Et comme on ne peut concevoir de peinture lettrée sans colophon, sans calligraphie, un jardin de lettré ne peut se concevoir sans inscription, sur des pierres ou sur des tablettes, ou sur des écriteaux, des portes, etc. qui communiquent au promeneur une émotion, un sentiment, une pensée issue du lieu. Au cours de la période Ming où les jardins prospérèrent et sous la dynastie Qing on vit la création de jardins impressionnants de splendeur : les jardins de Suzhou aux XVIe et XVIIe et, à la fin de l'Empire, pour l'Impératrice Cixi, le jardin de l'Harmonie préservée, ou Palais d'été.
Les roches (Yang) de calcaire du lac Tai, creusées de vides innombrables, signes du passage de l'eau (Yin), en sont la forme la plus singulière. Le Vide qui les pénètre de toutes parts participe de l'évocation du « Vide médian », dans le taoïsme chinois, lequel fait jouer l'énergie vitale au sein même de la matière, de la montagne en particulier. Et la montagne, réelle ou figurée dans le jardin, résiste, comme la pierre, à l'usure et se dresse tout en se transformant. Si la pierre fait apparaître des cavités qui semblent des orbites de squelettes de dragons, elle évoque aussi le souffle qui passe avec l'eau dans la vallée, au cœur de la montagne.
Dans le jardin chinois conçu par des lettrés, comme dans la peinture de lettrés, le bambou est la plante la plus appréciée. Elle symbolise l'amitié durable et la longévité. Elle évoque les valeurs auxquelles les lettrés, au cours de la dynastie Yuan en particulier, sont les plus attachés, car ils s'identifient au bambou. Non seulement à cause de sa proximité avec le trait calligraphique, avec l'empreinte du pinceau, mais aussi parce qu'il est souple, se plie sous la contrainte, sans rompre, et résiste (!) le bambou se retrouve souvent parmi les « trois amis de l'hiver » : le bambou, le pin (pour sa « droiture » et sa « fermeté ») et la fleur de prunier pour sa sensualité et le renouveau permanent.
Ce qui semble rejoindre cette pensée citée et traduite par François Cheng : Lao-tzu [Lao-tseu] (chap. XXII) :
« Plier pour rester intègre ; ployer pour rester droit ; se vider pour une plénitude ; se flétrir pour un renouveau. »

### Art et bouddhisme en Chine

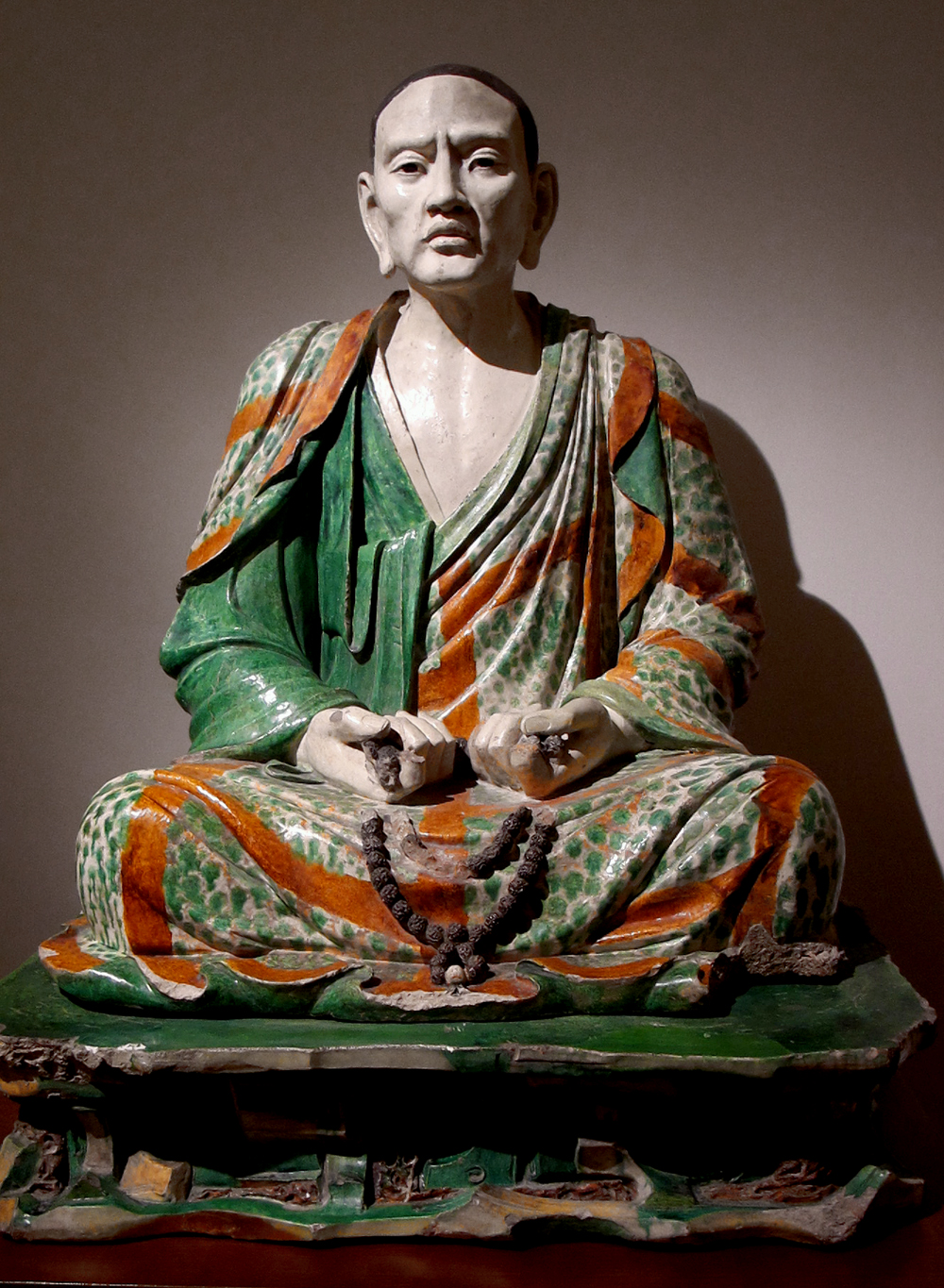
L'arhat Tamrabhadra, célèbre pour ses talents de magicien (et magicien des âmes). Terre cuite à glaçure aux « trois couleurs », h 123 cm. Chine du Nord, époque des Liao-Jin (Xe siècle-XIIIe siècles). Musée Guimet, Paris

#### Art et pratiques dévotionnelles
Le bouddhisme en Chine s'infiltre progressivement à la fin du Ier siècle de notre ère par la Route de la soie. Les pratiques artistiques offrant des supports matériels à la dévotion, collective ou privée, l'art bouddhique constituera une part importante du patrimoine artistique de la Chine. Les oasis de la région autonome ouïghoure du Xinjiang à l'époque des royaumes indépendants (IIe – VIIe siècles) du bassin du Tarim (Miran, Tumchuq, Kucha, Karachahr, Turfan) et Dunhuang contiennent ainsi un immense trésor artistique conservé dans les grottes taillées à flanc de falaise et les restes des deux plus anciens sanctuaires bouddhiques du Xinjiang : les peintures et les sculptures réalisées sur cette longue période (du IIIe au XIVe siècle) donnent des éléments pour apprécier l'histoire des échanges culturels et artistiques avec le monde indien et l'art bouddhique d'origine indienne.
En termes de sculpture, comme le souligne Thierry Zéphir : « la plus ancienne image chinoise du Buddha datée — un bronze doré figurant Sâkyamuni méditant — témoigne de l'impact de l'art gandhârien, relayé par les oasis d'Asie centrale sur un type d'œuvre dont les grottes de la seconde moitié du Ve siècle de Yungang, au Shanxi, offrent maints exemples monumentaux ».
À l'opposé géographique de Dunhuang, cette fois-ci à l'Est, au Shanxi, le site de Yungang (Ve – VIe siècles) correspond à l'ancienne capitale des Wei du Nord depuis le IVe siècle. Son très riche patrimoine de sculptures bouddhiques permet des comparaisons, d'une part avec celles de Dunhuang et de Longmen (VIe – Xe siècles), d'autre part avec les sculptures réalisées auparavant dans l'empire des Gupta (IVe – Ve siècles) et enfin avec les Bouddhas du Shandong (du VIe au XIe siècle) exposés au musée Cernuschi en 2009. Par ailleurs le site des Sculptures rupestres de Dazu, au Sichuan, offre un bel ensemble sur la période allant du IXe au XIIIe siècle.
Le personnage de l'arhat Tamrabhadra, représenté dans l'image ci-contre (sculpture de terre cuite glaçurée « trois couleurs »), serait le sixième arhat Bhadra. Les cinq cents arhats ont atteint, au contact du Bouddha, la parfaite compréhension de son enseignement. Ils participèrent au premier concile et, comme les bodhisattva, ils ont fait le vœu de ne pas entrer au nirvâna tant qu'il existerait en ce monde des êtres malheureux. Cette œuvre témoigne du sens de l'animation et de la vie qui est particulièrement évident chez les artistes des dynasties étrangères à la Chine des Song, dans le nord de la Chine actuelle. Enfin parmi les images dévotionnelles les plus populaires, celles représentant Guanyin, sous sa forme féminine, ont donné aux artistes l'occasion - en sculpture comme en peinture et en céramique - de jouer des courbes et contre-courbes en multipliant les rubans, les robes et les bijoux sur un corps parfois majestueux, parfois fluet et souple, selon les conventions et les modes, au fil des siècles.

#### Art et pratiques ascétiques
La peinture des moines peintres du bouddhisme Chan est une pratique ascétique. La spontanéité que l'Occident en a retenue ne s'y trouve pas systématiquement. Elle est par contre très apparente et calculée dans le geste de l'encre éclaboussée qui suggère dans la tache le mouvement de l'esprit. C'est le cas pour deux peintres de la dynastie Song, Liang Kai et Mi Fu. L'extrême simplicité, le dépouillement des compositions attribuées à Mi Fu participent de toute une tradition lettrée propre à l'art chinois de la peinture où une vision spirituelle se manifeste dans le geste du pinceau, qu'il s'agisse de peintres paysagistes ou de calligraphes et qu'ils soient de tradition bouddhiste ou/et taoïste. Après Liang Kai et Mi Fou cette une voie picturale « excentrique » est plus encore celle de peintres des dynasties Ming et Qing, en particulier Zhu Da et de Shitao, pour n'évoquer que ces très grands artistes dont l'art manifeste la vie spirituelle.

### La céramique chinoise et l'invention de la porcelaine
Les Chinois sont le premier peuple au monde (et pendant plus d'un millénaire, les seuls) à avoir maîtrisé les techniques de la fabrication de la porcelaine dès la dynastie des Han de l'Est (Ier ou IIe siècle).
À partir de cette date, la technique de la porcelaine ne va pas cesser de se développer et de se perfectionner en Chine, tout au long des dynasties Tang (porcelaine Xing), puis sous les Song avec la porcelaine Qingbai, les Yuan (et surtout les Ming) avec la porcelaine « bleu et blanc », puis enfin sous la dynastie des Qing, avec la multiplication des types de porcelaines les plus raffinées, atteignant d'ailleurs alors le sommet des exportations vers l'Europe, avec les porcelaines Qing des « bleu et blanc » Kangxi, de la « famille rose », ou de la « famille verte ».
Ce n'est qu'à partir du début du XVIIIe siècle que l'Europe en maîtrisera à son tour la technique, en partie d'ailleurs grâce aux révélations faites par le père d'Entrecolles en 1712 sur les techniques mises en œuvre dans la capitale chinoise de la porcelaine, Jingdezhen.

### L'art du laque
Les laques chinoises proviennent du travail d'une gomme tirée du Rhus succedanea : « le » laque. Cet arbre d’Extrême-Orient fournit une gomme résineuse qui, appliquée en couches successives, donne aux meubles, aux paravents et aux boîtes laqués un brillant incomparable et une extrême résistance dans le temps. Sur certains ouvrages, vingt couches de laque ont dû être apposées pour obtenir le lustre. De nombreux objets de bois travaillés avec art ont été partiellement ou totalement recouverts de laque il y a plus de 3 000 ans. Sur les cercueils à l'époque des Royaumes combattants, les laques colorées permettaient évoquer les formes inspirées du travail des brodeurs et des tisserands. Mais la production de laques s'est considérablement accrue au IVe siècle avant notre ère puis au cours des siècles suivants, avec une vaisselle funéraire et un travail du pinceau plus chargé d'énergie dans le geste, pour évoquer des nuages, les dragons et les « souffles », les métamorphoses, le passage des oiseaux. Les peintures murales les accompagnaient dans les tombes à l'époque des Han.
Les incroyables propriétés isolantes et protectrices des laques, leur solidité dans le temps et à l'usage allaient donner à cette matière (coûteuse et dangereuse à travailler) un succès universel qui a bénéficié de la souplesse du travail du pinceau. On a pu ainsi conserver quelques peintures de laque datant du Ve siècle, avec des personnages et des textes calligraphiés en laque, comme une peinture sur soie contemporaine. Des incrustations diverses, en coquillages, en or et en argent, ont enrichi la palette des artistes laqueurs.

### Le motif du dragon dans l'art chinois
Le dragon, le plus célèbre des hybrides chinois, est une forme spécifique du dragon oriental qui se retrouve dans tout l'Extrême Orient. En Chine, dans les contes les plus anciens comme dans l’art figuratif traditionnel, les dragons occupent une place de choix. Ce sont des êtres fabuleux à la force extraordinaire mais ils ont des caractères qui les distinguent les uns des autres. Ainsi le dragon Shen-long, ailé aux écailles d'azur, est une figure protectrice, bienveillante et vivifiante qui symbolise la puissance de l’empereur (à partir des Han) et sa suprématie sur les ennemis de la Chine. Une représentation fantastique de cet être légendaire se trouve dans la cité interdite à Pékin : elle apparaît en bas-relief sur des plaquettes de céramique polychromes. C'est un motif omniprésent dans les arts figurés, chaque fois porteur de sens en fonction du contexte.

## Arts des groupes ethniques en Chine

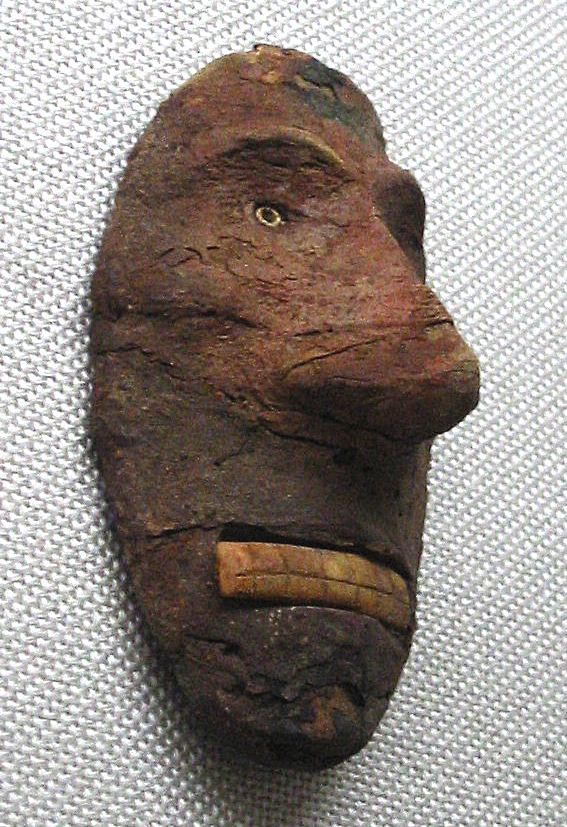
Masque du bassin du Tarim, Xinjiang[N 60], IIe millénaire av. J.-C., retrouvé près de Lop Nor. Musée national de Tokyo.
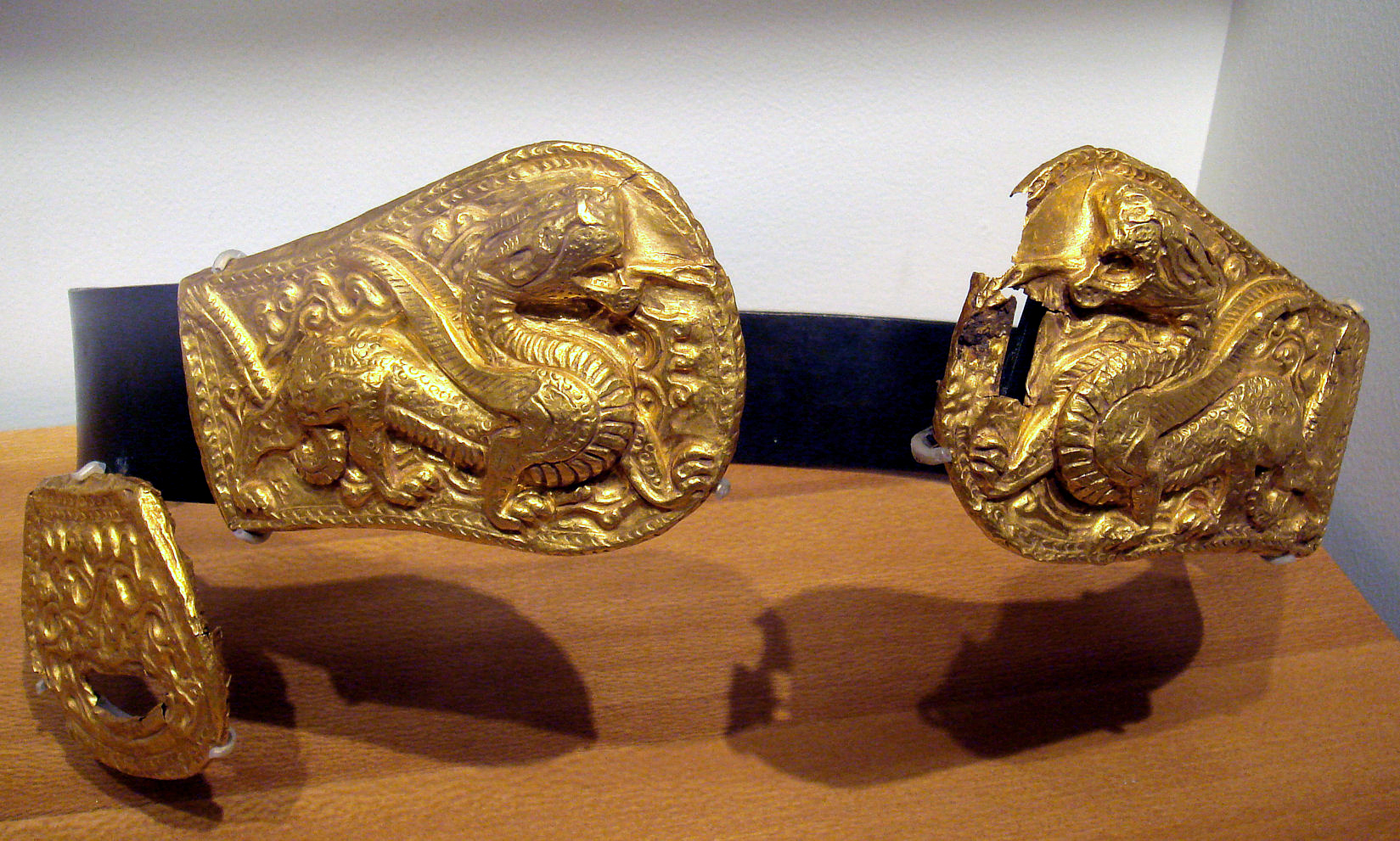
Éléments de ceinture à décor d'animal fantastique. Art des steppes, Xianbei Ier siècle-IIIe siècle. Or. Boucle: L. 9,3 cm. Musée de Mongolie intérieure, Hohhot[139].
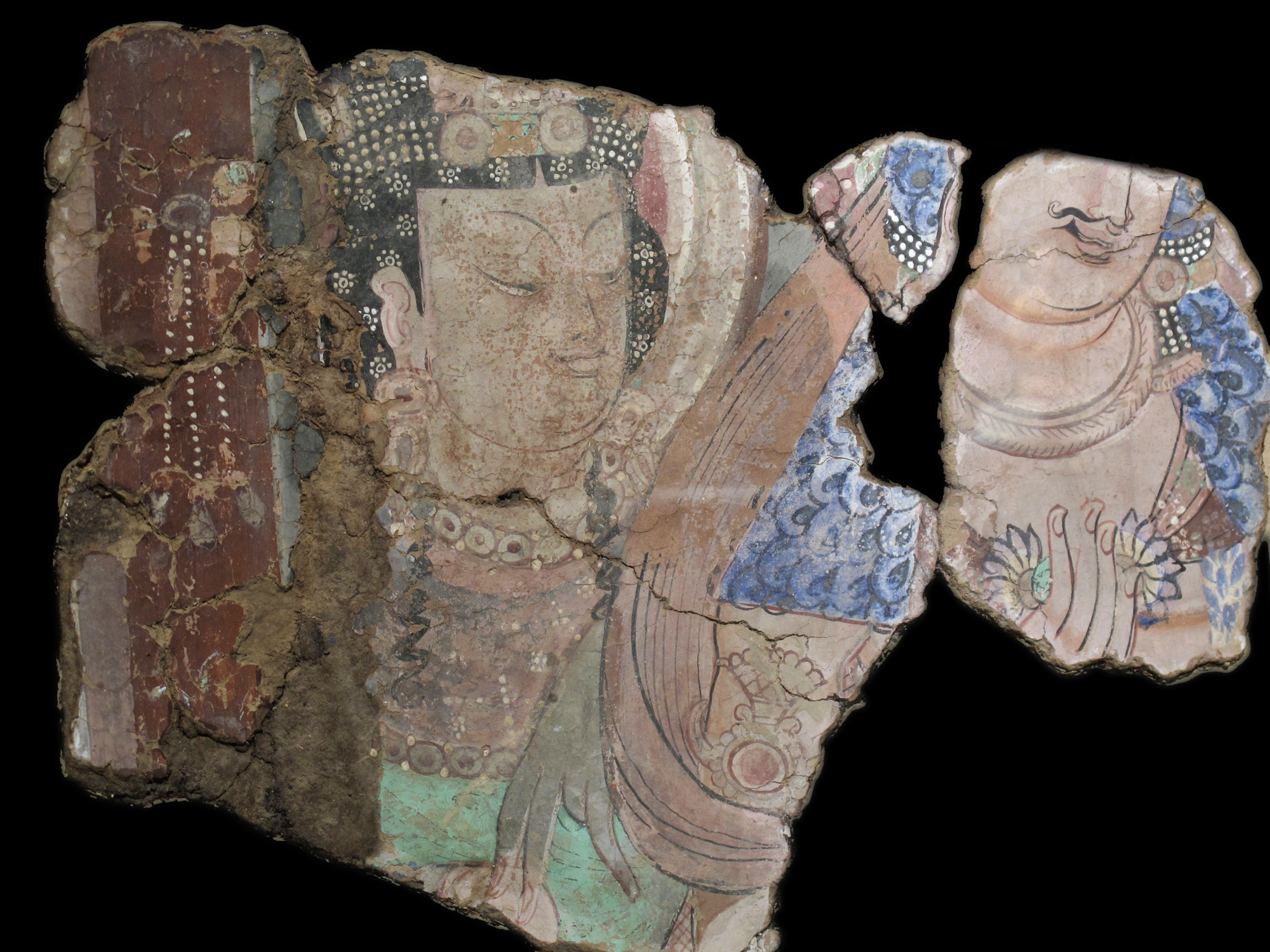
Couple richement paré. Scène de la prédication du Buddha. Kucha, Duldur-āqur. Xinjiang. Peinture murale, début du VIe siècle. Musée Guimet, Paris.
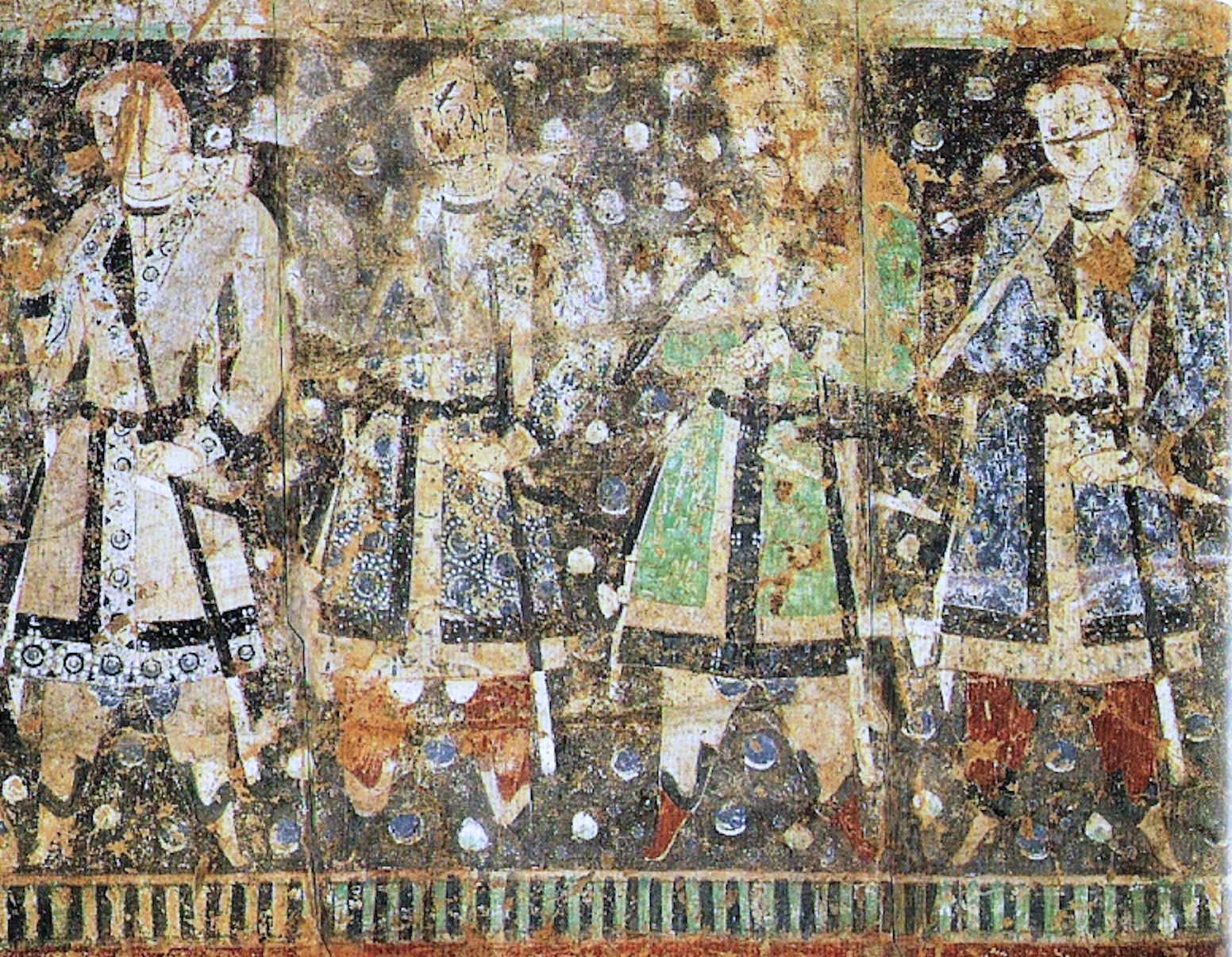
Donateurs koutchéens, aux cheveux et aux yeux clairs. Peinture murale du VIe siècle détachée des grottes de Kizil, Xinjiang. Musée d'art asiatique de Berlin.
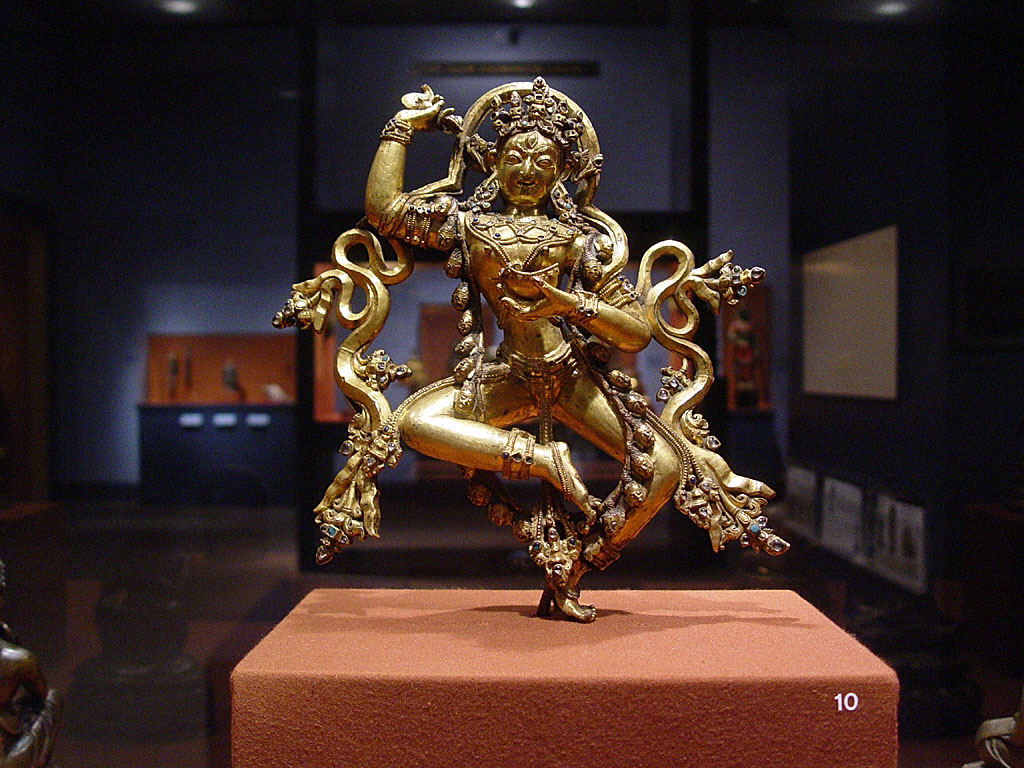
Vajrayogini dansant. Tibet chinois à l'est de Lhassa, XVe siècle. Cuivre doré, 28,58 × 24,77 × 7,62 cm. Musée d'art du comté de Los Angeles.
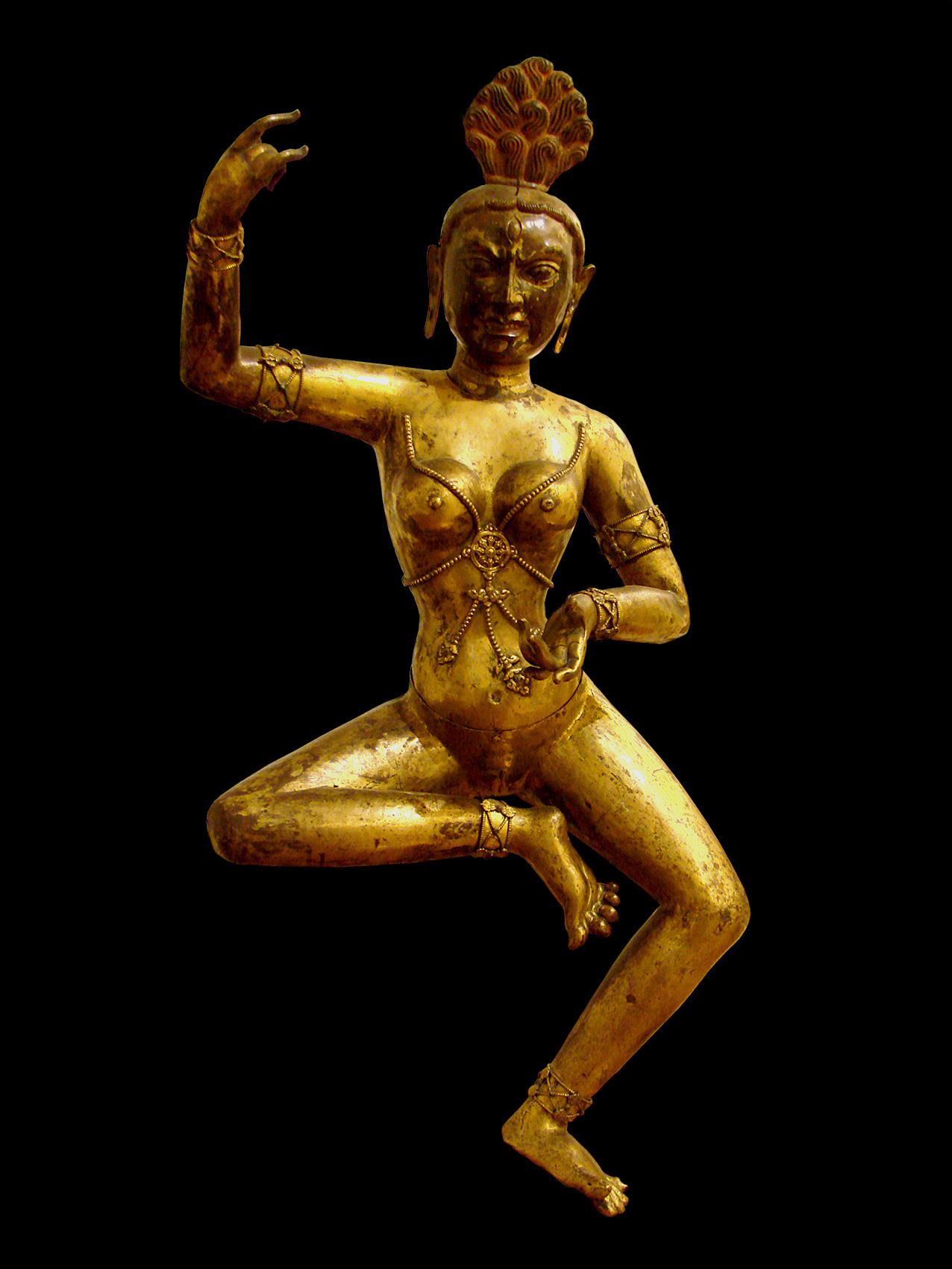
Dakini dansante, cuivre doré avec traces de polychromie, XVIIIe siècle (?), Tibet chinois. Musée Guimet, Paris.
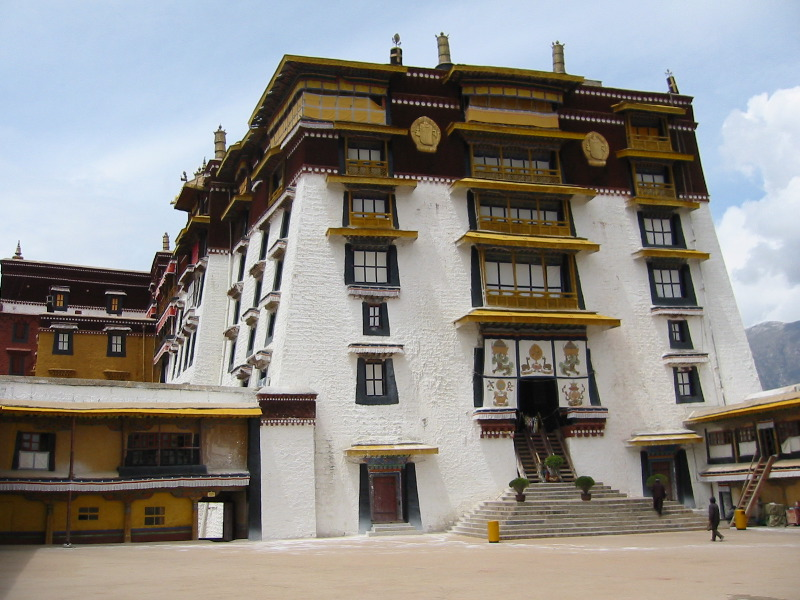
Palais Blanc du Potala, 1649. Tibet chinois.
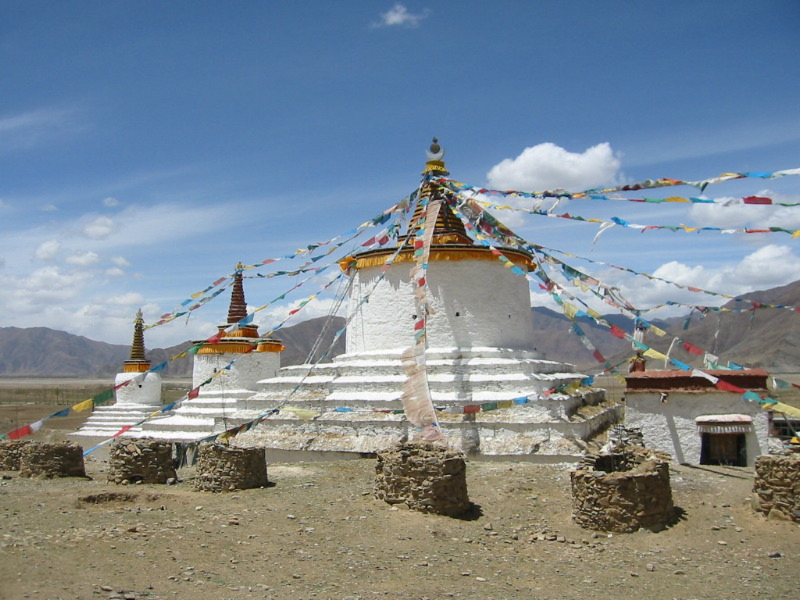
Chörten entre Ganden et Lhassa. Tibet chinois.
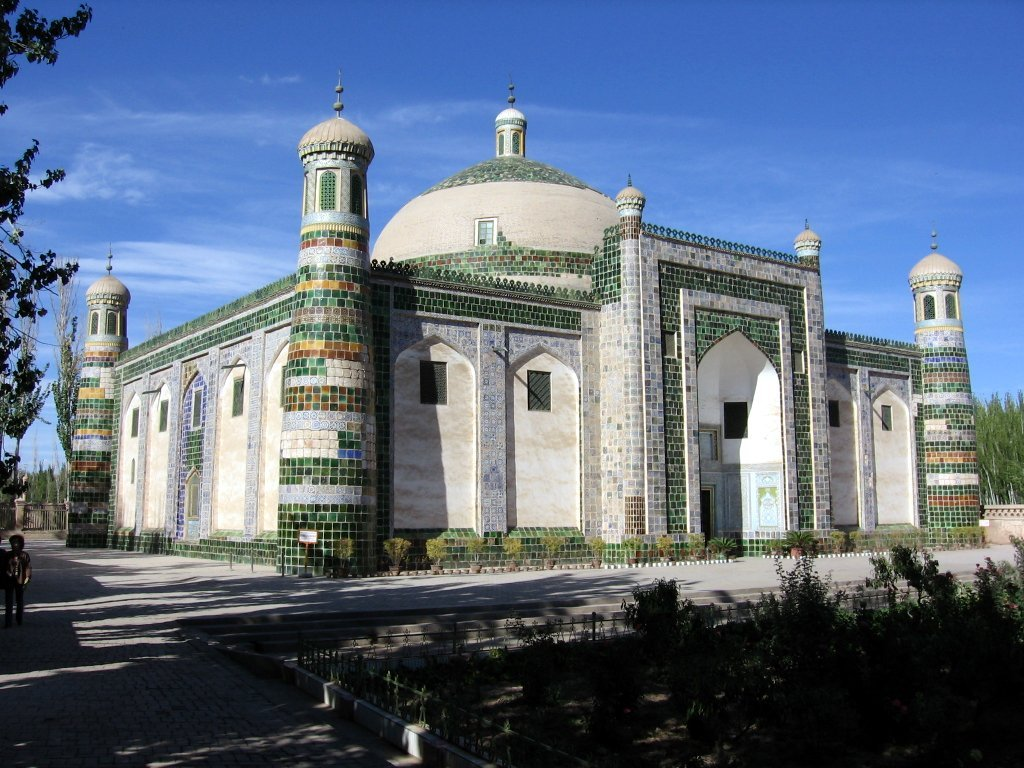
Mausolée d'Abakh Khoja, 1600-1640. Décor enveloppant de faïence, sgraffite dans l'iwan. Minarets courbes. Kachgar, Xinjiang.
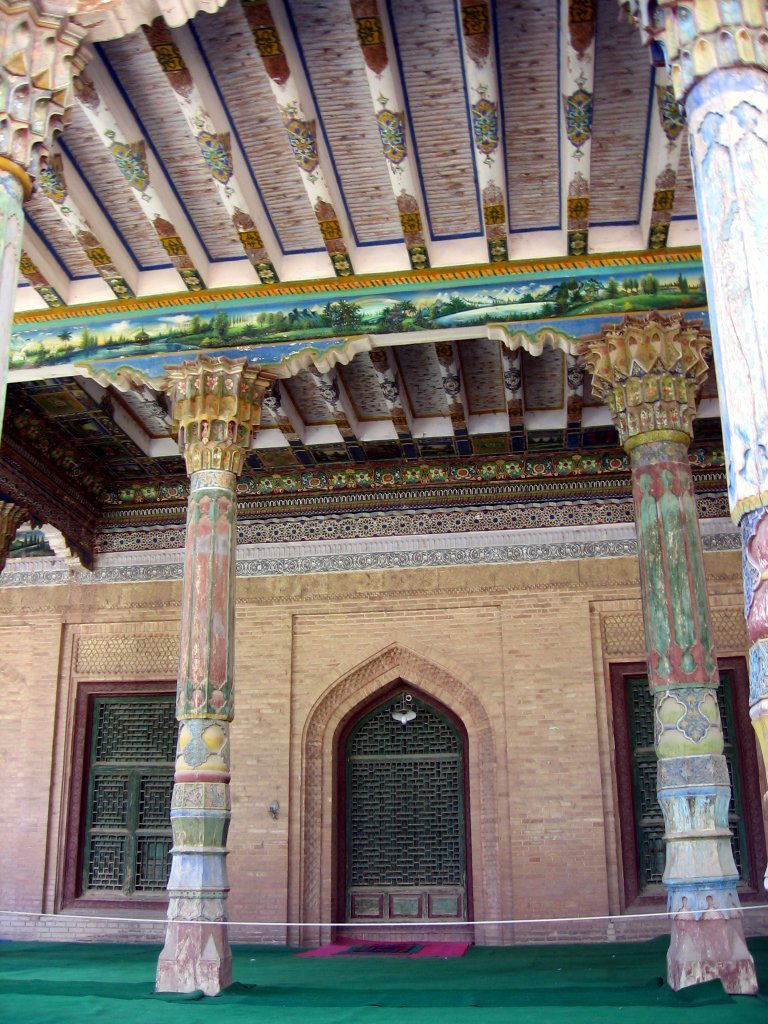
Piliers et plafond à décor géométrique polychrome de la mosquée. Mausolée d'Abakh Khoja. Kachgar, Xinjiang.
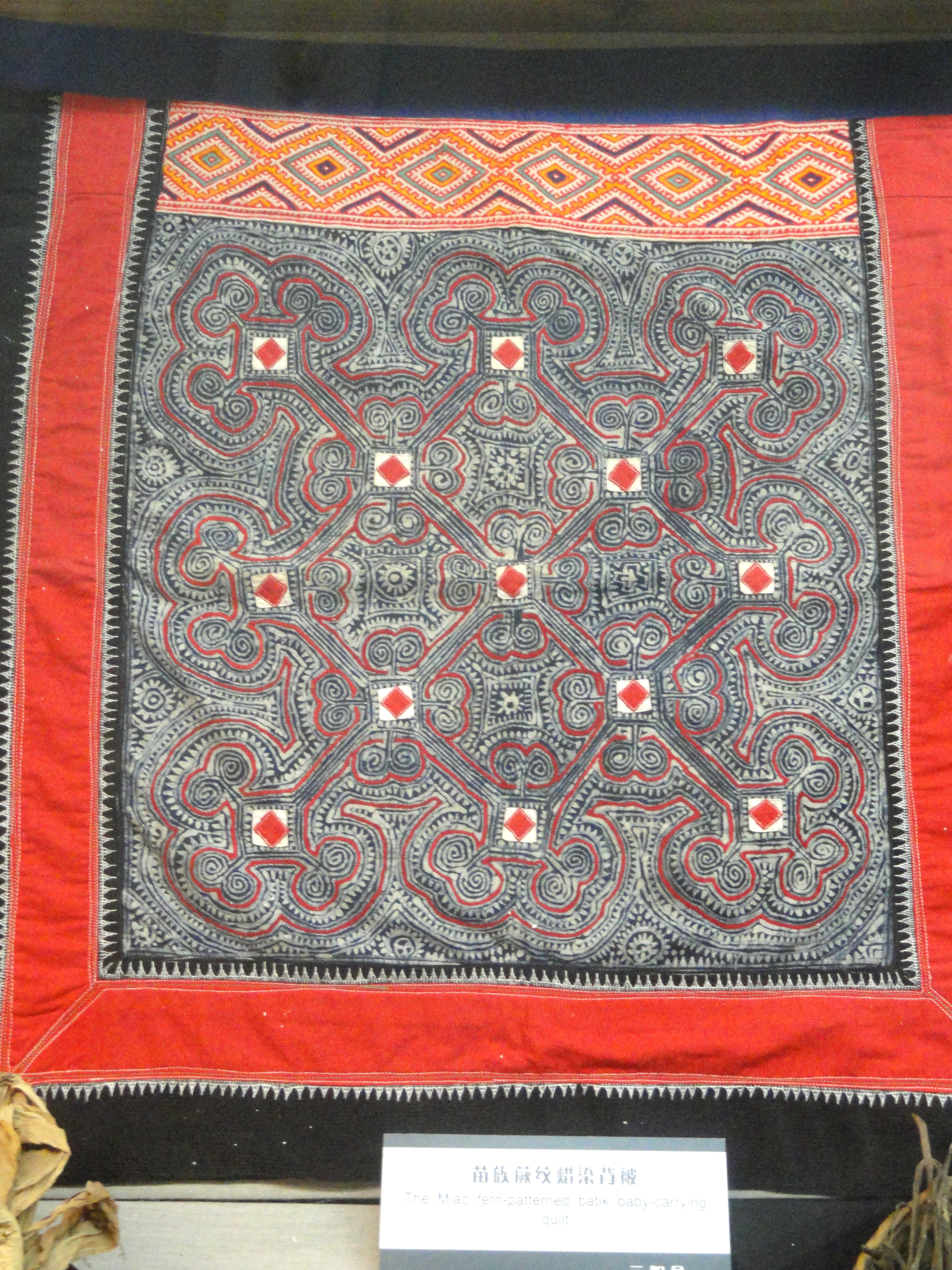
Porte-bébé Miao. Broderie et tissage façonné tujia sur galons encadrant un carré d'impressions à la cire (batik Miao). Yunnan Nationalities Museum, Kunming.
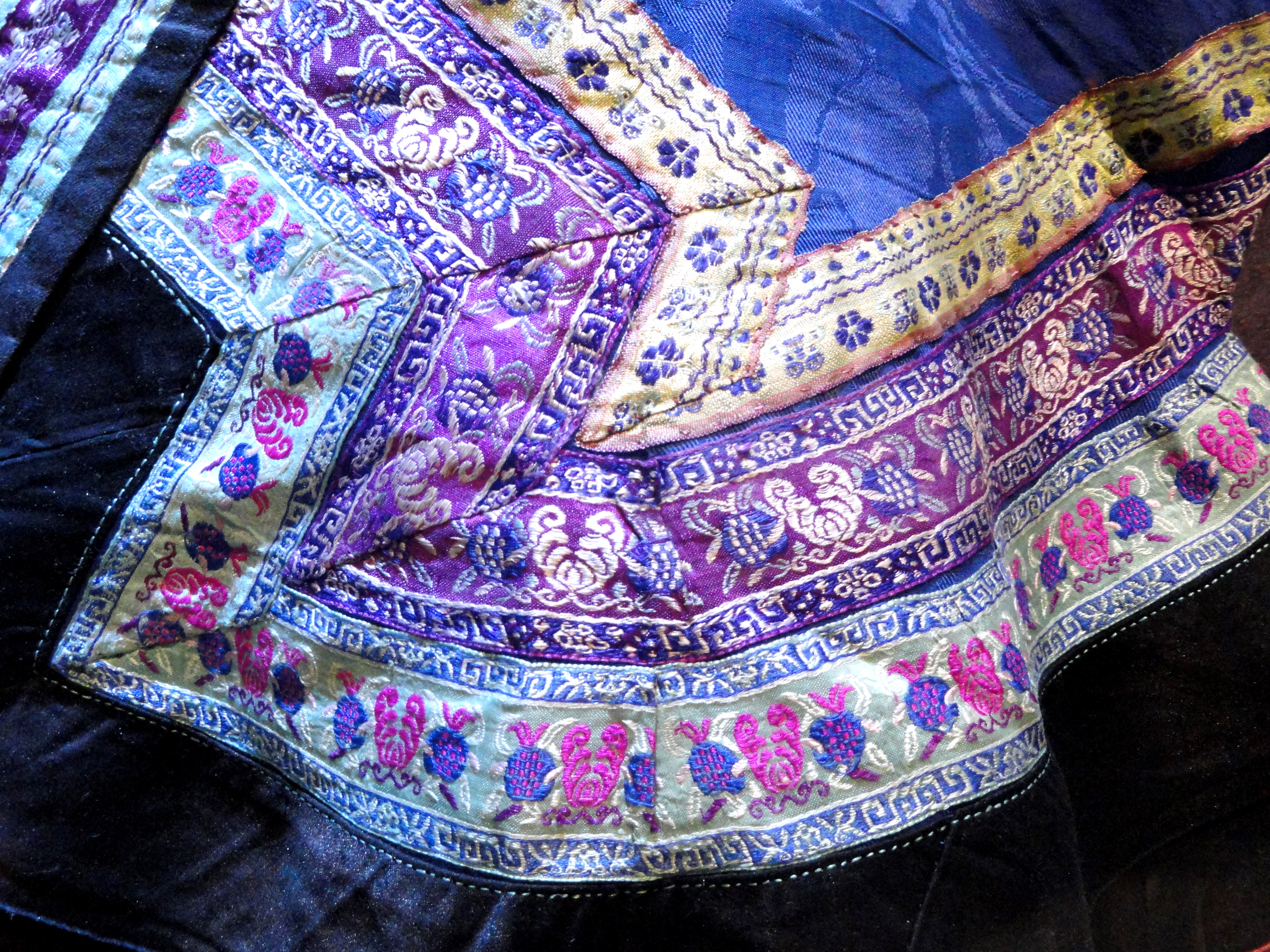
Vêtement féminin, de l'ethnie Dai. Broderie, couleurs, matières et techniques diverses composées. Yunnan Provincial Museum (en), Kunming

S'interroger sur la diversité des formes de l'art en Chine nécessite de prendre en considération les groupes ethniques de Chine et les frontières fluctuantes de la Chine au cours de l'histoire. Si le groupe, majoritaire, Han fait l'objet d'études précises lorsqu'on étudie l'art chinois, les autres groupes ethniques ne sont en général pas évoqués si ce n'est marginalement, en particulier dans l'étude de l'architecture chinoise,. Mais d'autres angles d'analyse, la religion par exemple, permettent d'en approcher certains aspects : l'art bouddhique, l'art islamique ou l'animisme. On peut aussi aborder ces questions, dont l'architecture vernaculaire et les arts du vêtement, en étudiant les pratiques artistiques populaires des régions autonomes comme la région autonome ouïghoure du Xinjiang ou les régions périphériques de la république populaire de Chine, comme le Yunnan. Le remarquable musée du Yunnan, à Kunming présente les réalisations d'art textile populaire des ethnies Dai, Miao…) et du Tibet et ces broderies des minorités, considérées comme des broderies chinoises. Elles ont fait l'objet d'expositions en Occident en raison de leurs qualités esthétiques et leur diversité, où la broderie est souvent intégrée à d'autres moyens de valorisation du textile et d'expression. S'y expriment la communauté en question, par la fonction de chaque objet, et l'artiste-artisan par ses choix. Ce sont des femmes la plupart du temps qui réalisent ces textiles. La diversité des procédés de tissage associées à des techniques d'impression utilisant les effets de la cire, et similaires au batik, ont fait la célébrité des brodeuses Miao.
Par ailleurs, c'est souvent l'histoire ancienne qui donne l'occasion de développements importants concernant l'art de ces groupes ethniques, les formes artistiques pratiquées actuellement étant bien moins connues en Occident. Ainsi au Xinjiang c'est par l'histoire ancienne qu'on découvre les nombreux sites antiques dont les fameuses momies du Tarim, mais aussi des témoins des cultures des steppes d'Asie centrale et d'Asie de l'Est, dont les Tokhariens et par conséquent des Yuezhi, fondateurs de l'Empire kouchan en Inde et en Afghanistan antiques. L'art de ces contrées qui ont chevauché les frontières actuelles commence à être bien documenté. Le moment de la percée du bouddhisme, contemporain de la route terrestre de la soie, a permis l'éclosion d'un art où se distinguent les échanges avec l'art du Gandhara en Afghanistan actuel, le rayonnement de l'art hellénistique bien après Alexandre le Grand et l'art indien des Gupta. L'art produit par ces échanges culturels anciens se manifeste le plus clairement avec les buddha de la Keriya (première moitié du IIIe siècle), ceux des grottes de Kizil (IIIe siècle - IXe siècle), et ceux des grottes de Mogao (Dunhuang) (IVe siècle - XIVe siècle). Ces trois lieux étant considérés comme des « perles aux marges du désert du bassin du Tarim ». Plus proches de nous, les monuments de culture islamique fortement ancrés dans une tradition locale riche ont aussi donné des formes singulières à Kashgar (Mausolée d'Abakh Khoja, entre autres) et à Tourfan (le minaret de la mosquée Emin), au XVIIIe siècle.
Les arts tibétains et leur forme contemporaine, en raison de leur importance et de leurs caractéristiques historiques et esthétiques, nécessitent d'être étudiées dans l'ensemble culturel tibétain qui déborde largement le cadre de l'art chinois.